# Raffaello Sanzio
Raffaello Sanzio (Urbino, 28 marzo o 6 aprile 1483 – Roma, 6 aprile 1520) è stato un pittore e architetto italiano, fra i più celebri del Rinascimento.

Autoritratto con un amico (1518 circa), Louvre, Parigi

Considerato uno dei più grandi artisti di ogni tempo e fra i massimi interpreti del concetto estetico del Bello, Raffaello ha vissuto una parabola lavorativa relativamente breve, ma estremamente prolifica e profondamente innovativa per le numerose opere iconiche e per il modo in cui queste sono state prodotte, avvalendosi di una bottega altamente strutturata e composta da numerosi professionisti di altissimo livello e varie discipline che il maestro dirigeva e a cui affidava buona parte del suo lavoro. La "maniera" di Raffaello fu di vitale importanza per lo sviluppo del linguaggio artistico dei secoli a venire, sia per emulazione da parte dei suoi collaboratori che ne portarono avanti il linguaggio per decenni in tutta Europa raccolti nella scuola del manierismo, sia per contrasto attraverso il rifiuto dell'opera raffaellesca iniziato da Caravaggio. A tutto questo si aggiunge il pionieristico lavoro di studio e recupero delle vestigia dell'arte romana, impostato su rigorosi criteri scientifici, che lo rendono fra i padri dell'archeologia e della tutela dei beni culturali.
La sua influenza sulla storia dell'arte occidentale è straordinariamente estesa. Impostosi come modello fondamentale per tutte le accademie di belle arti fino alla prima metà dell'Ottocento, il mito di Raffaello ha raggiunto le avanguardie del XX secolo e l'arte contemporanea del XXI secolo, fino a lambire altre arti come il cinema e il fumetto.

## Biografia

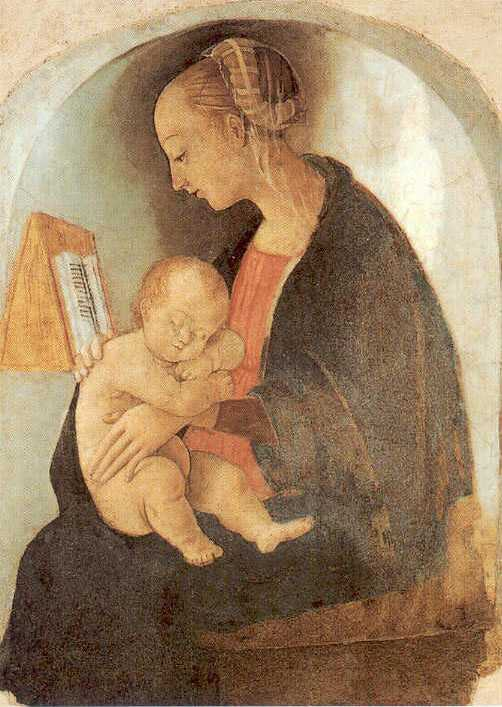
La Madonna di Casa Santi, datata al 1498, è la prima opera nota di Raffaello

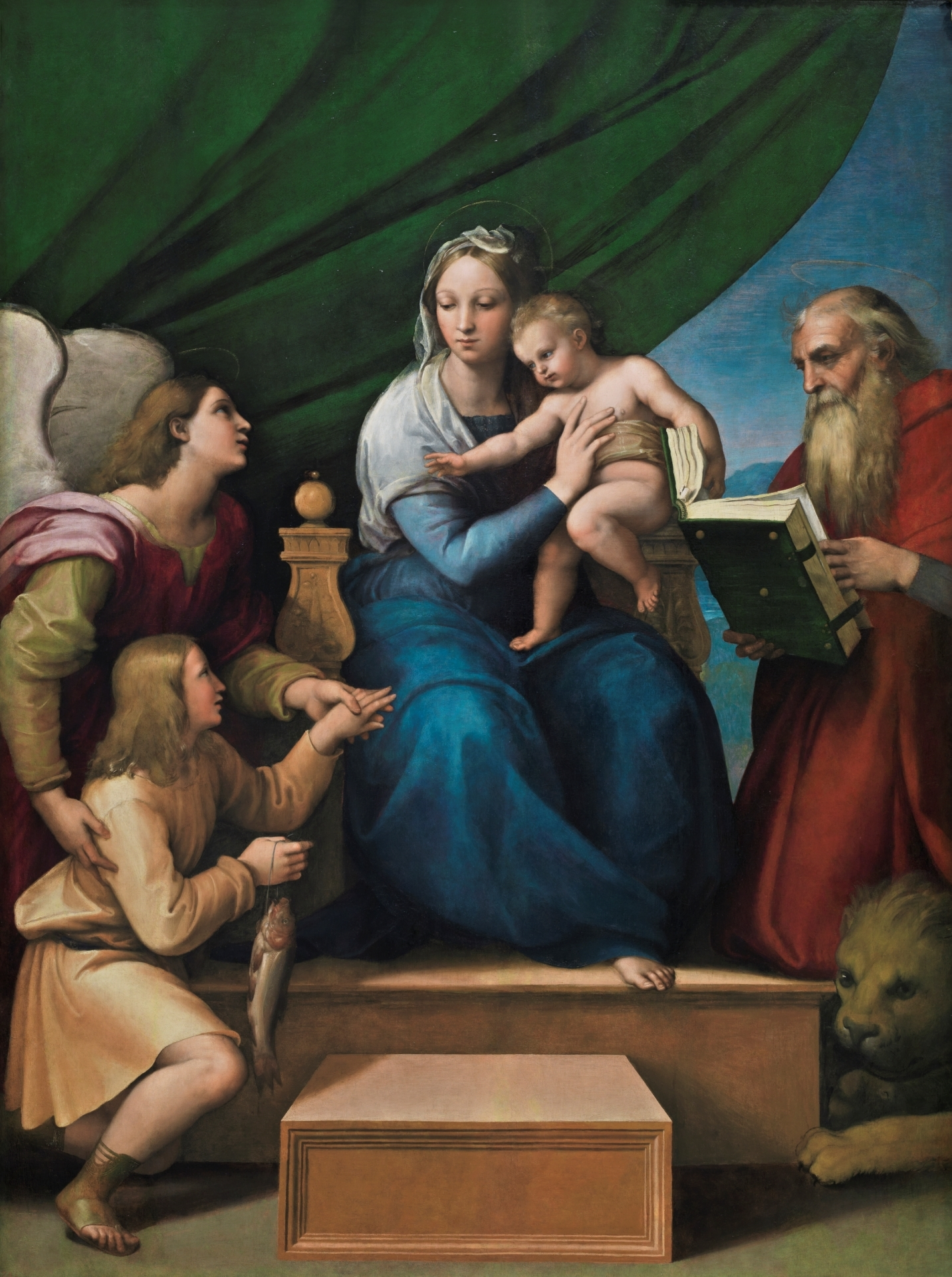
La Madonna del Pesce, realizzata quindici anni dopo l'affresco di Casa Santi durante il periodo della maturità romana, mostra la forte continuità tematica del pittore

### Gioventù

#### Origini (1483-1493)
Raffaello nasce a Urbino «il 28 marzo o il 6 aprile dell'anno 1483, il Venerdì Santo a ore tre di notte, d'un Giovanni de' Santi, pittore non molto eccellente, ma sì bene uomo di buono ingegno et atto a indirizzare i figliuoli per quella buona via che a lui, per mala fortuna sua, non era stata mostra nella sua gioventù». Il Venerdì Santo del 1483 corrisponde al giorno 28 marzo, tuttavia esiste un'altra versione secondo cui il giorno di nascita del maestro urbinate dovrebbe essere il 6 aprile, come testimoniato dalla lettera di Marcantonio Michiel ad Antonio Marsilio (confermata dall'epitaffio un tempo ritenuto opera di Pietro Bembo e oggi invece attribuito al poeta Antonio Tebaldeo), che sottolinea come la data del giorno e dell'ora di morte di Raffaello, apparentemente coincidente con quella di Cristo - ore 3 del 6 aprile, venerdì prima di Pasqua - corrispondano esattamente con la data della sua nascita. La discordanza delle fonti e lo status leggendario e para-religioso raggiunto dall'artista già in vita, che generò numerosi racconti apocrifi, impedisce di accertare la data della sua nascita.
Raffaello fu il primo e unico figlio di Giovanni Santi e di Màgia di Battista di Nicola Ciarla; il cognome "Sanzio" con cui è noto è una delle possibili declinazioni di "Santi" derivata dal latino "Sancti", con cui Raffaello sarà poi solito, nella maturità, firmare le sue opere. La madre morì il 7 ottobre 1491, quando Raffaello aveva otto anni, e il padre si risposò poco dopo con una certa Berardina di Piero di Parte, da cui ebbe la figlia Elisabetta. Successivamente, alla morte di Giovanni Santi, i suoi familiari avranno problemi legali con le due donne per motivi finanziari.

##### Prima formazione artistica
Nella formazione di Raffaello fu determinante il fatto di essere nato e di aver trascorso la giovinezza a Urbino, che in quel periodo era un centro artistico di primaria importanza che irradiava in Italia e in Europa gli ideali del Rinascimento. Qui Raffaello, avendo accesso con il padre alle sale del Palazzo Ducale, ebbe modo di studiare le opere di Piero della Francesca, Luciano Laurana, Francesco di Giorgio Martini, Pedro Berruguete, Giusto di Gand, Antonio del Pollaiolo, Melozzo da Forlì e altri.
Raffaello apprese probabilmente i primi insegnamenti di disegno e pittura dal padre, che almeno dagli anni ottanta del Quattrocento era a capo di una fiorente bottega, impegnata nella creazione di opere per l'aristocrazia locale e per la famiglia ducale, come la serie delle Muse per il tempietto del palazzo, nonché l'allestimento di spettacoli teatrali. Giovanni Santi inoltre aveva una conoscenza diretta e aggiornatissima della pittura contemporanea non solo italiana, come dimostra una sua efficace Cronaca rimata, scritta in occasione delle nozze di Guidobaldo con Elisabetta Gonzaga, e lavorò in varie località dell'Italia centrale, fra cui Cagli dove nella Cappella Tiranni ritrasse sé stesso e suo figlio fra i personaggi di un affresco.
Nella bottega del padre, il giovanissimo Raffaello apprese le nozioni di base delle tecniche artistiche, tra cui probabilmente anche la tecnica dell'affresco: una delle primissime opere a lui attribuite è infatti la Madonna di Casa Santi databile al 1498, delicata pittura murale realizzata a casa nella stanza in cui si crede sia nato.
Il 1º agosto 1494, quando Raffaello aveva undici anni, il padre morì. Tale data ha ridimensionato in alcuni studi il contributo della bottega paterna nella formazione dell'artista; è altresì comprovato come nel giro di pochissimi anni, in piena adolescenza, Raffaello raggiunse rapidamente una maturazione artistica che non può prescindere da un avviamento molto precoce alla professione pittorica.

##### Primo incontro con il Perugino
Non è noto attraverso quali vie il giovanissimo urbinate arrivò a far parte della bottega del Perugino: non sembra infatti credibile la notizia di Giorgio Vasari secondo la quale Raffaello sia stato allievo del Perugino ancora prima della morte del padre e persino di quella della madre. Probabilmente, più che di un vero e proprio apprendistato a Perugia, il ragazzo ebbe modo di visitare spesso l'Umbria e frequentare saltuariamente la bottega di Perugino, intervallando l'attività in quella paterna, almeno fino alla morte del genitore: in quell'anno Raffaello ne ereditò l'attività, assieme ad alcuni collaboratori tra cui soprattutto Evangelista da Pian di Meleto (artista quasi sconosciuto agli studi storico-artistici) e Timoteo Viti da Urbino, già attivo anche a Bologna dove era stato a diretto contatto con Francesco Francia.
Si dice che i due ebbero una relazione di tipo omoerotico.

#### Apprendistato dal Perugino (1494-1498)

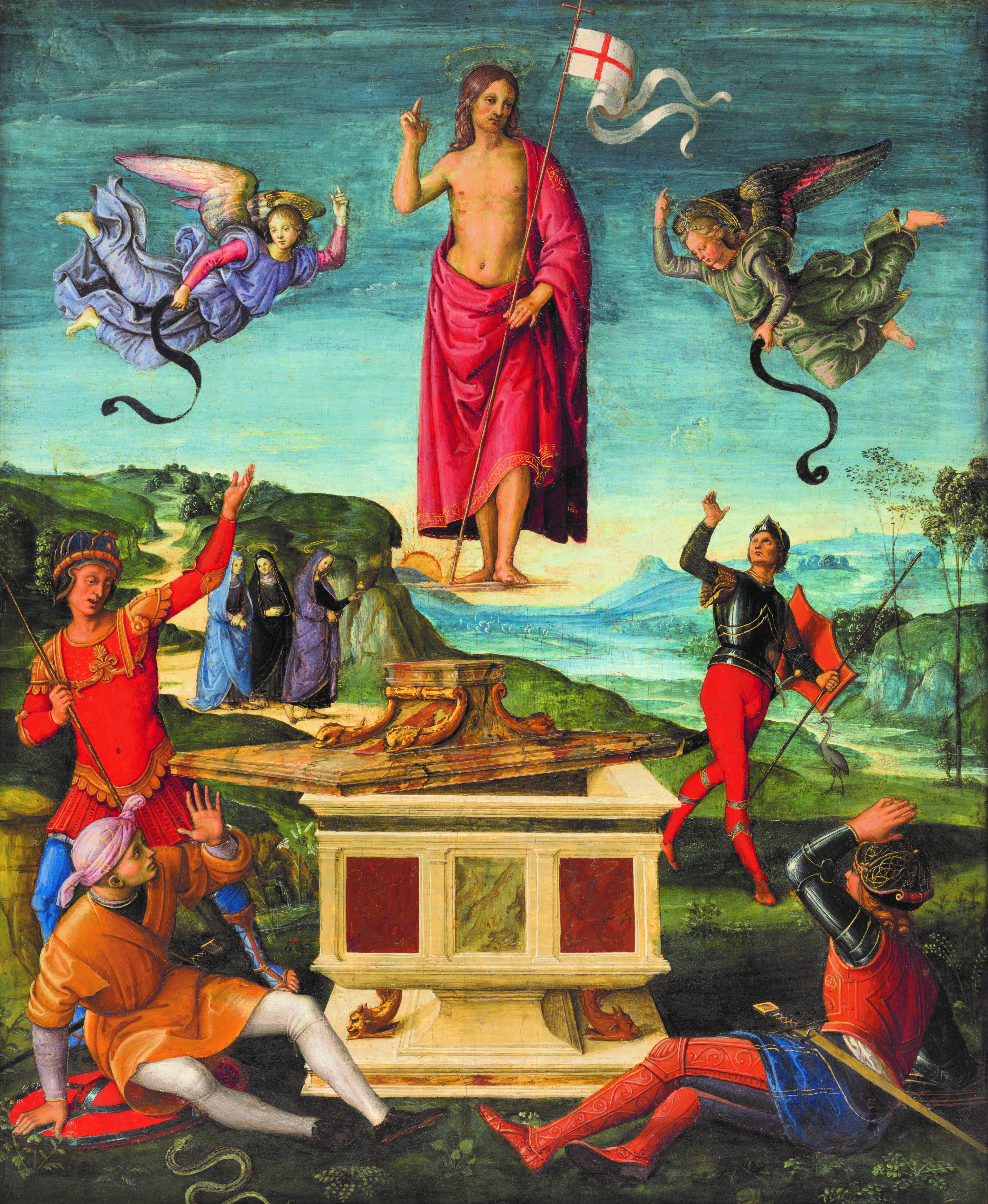
Resurrezione (1501), Museu de Arte, San Paolo del Brasile

Le prime tracce della presenza di Raffaello accanto a Perugino sono legate ad alcuni lavori della sua bottega tra il 1497 e il nuovo secolo. In particolare si è ritenuto di vedere un intervento di Raffaello nella tavoletta della Natività della Madonna nella predella della Pala di Fano (1497) e in alcune figure degli affreschi del Collegio del Cambio a Perugia (dal 1498), soprattutto dove le masse di colore assumono quasi un valore plastico ed è accentuato il modo di delimitare le parti in luce e quelle in ombra, con un generale ispessimento dei contorni. Se comunque la sua mano è ancora difficile da individuare, a Perugia Raffaello dovette vedere per la prima volta le grottesche, dipinte sul soffitto del Collegio, che entrarono in seguito nel suo repertorio iconografico.

#### Città di Castello (1499-1504)

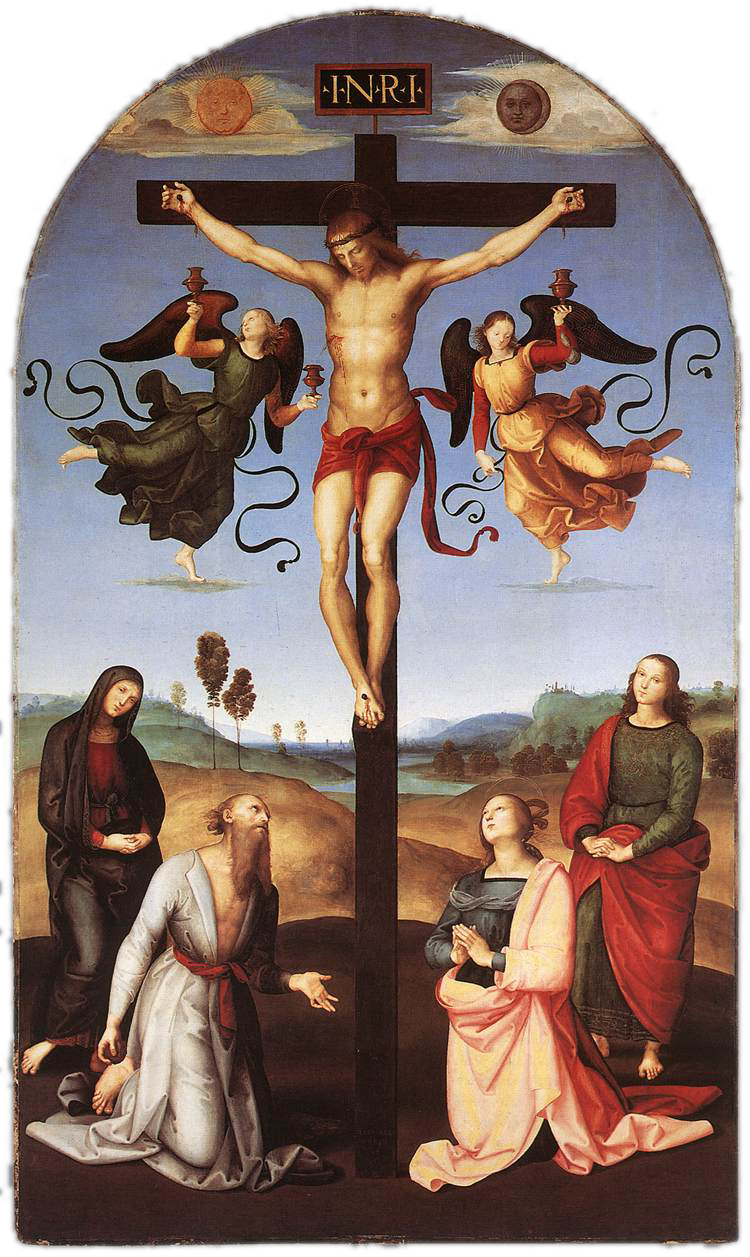
Crocifissione Gavari (1503-1504), National Gallery, Londra

Nel 1499 Raffaello, sedicenne, si trasferì con gli aiuti della bottega paterna a Città di Castello, dove ricevette la sua prima commissione indipendente: lo stendardo della Santissima Trinità per una confraternita locale che voleva offrire un'opera devozionale in segno di ringraziamento per la fine di una pestilenza proprio quell'anno. L'opera, sebbene ancora legata agli echi di Perugino e Luca Signorelli, presenta anche una profonda, innovativa freschezza, che gli garantì fama immediata presso la fiorente committenza locale, non essendo reperibili in città altri pittori di pregio dopo la partenza di Signorelli proprio nel 1499 alla volta di Orvieto.
Il 10 dicembre 1500 Raffaello ed Evangelista da Pian di Meleto ottennero dalle monache del monastero di Sant'Agostino un nuovo incarico, che è il primo documentato della carriera dell'artista, la Pala del beato Nicola da Tolentino, terminata il 13 settembre 1501; l'opera venne gravemente danneggiata da un terremoto nel 1789, le parti supersiti vennero squadrate una a una per essere vendute e sono oggi disperse in più musei. Nel contratto è interessante notare come Raffaello, poco più che esordiente, venga già menzionato come magister Rafael Johannis Santis de Urbino, prima dell'anziano collaboratore, testimoniando ufficialmente come venisse già, a diciassette anni, ritenuto pittore autonomo e dall'apprendistato concluso.
A Città di Castello l'artista lasciò almeno altre due opere di rilievo, la Crocifissione Gavari e lo Sposalizio della Vergine. Nella prima, databile al 1502-1503, si nota una piena assimilazione dei modi di Perugino (un «Crucifisso, la quale, se non vi fusse il suo nome scritto, nessuno la crederebbe opera di Raffaello, ma sì bene di Pietro», scrisse Vasari), anche se si notano però i primi sviluppi verso uno stile proprio, con una migliore interazione tra figure e personaggi e con accorgimenti ottici nelle gambe di Cristo che testimoniano la piena conoscenza degli studi di matrice urbinate, dove l'ottica e la prospettiva erano materia di studio comune fin dai tempi di Piero della Francesca. La seconda opera è invece ampiamente riconosciuta dalla storiografia come un plateale superamento del rigido modello peruginesco ed è spesso indicata come la prima opera pienamente autonoma dell'urbinate.

#### Perugia e gli altri centri (1501-1505)

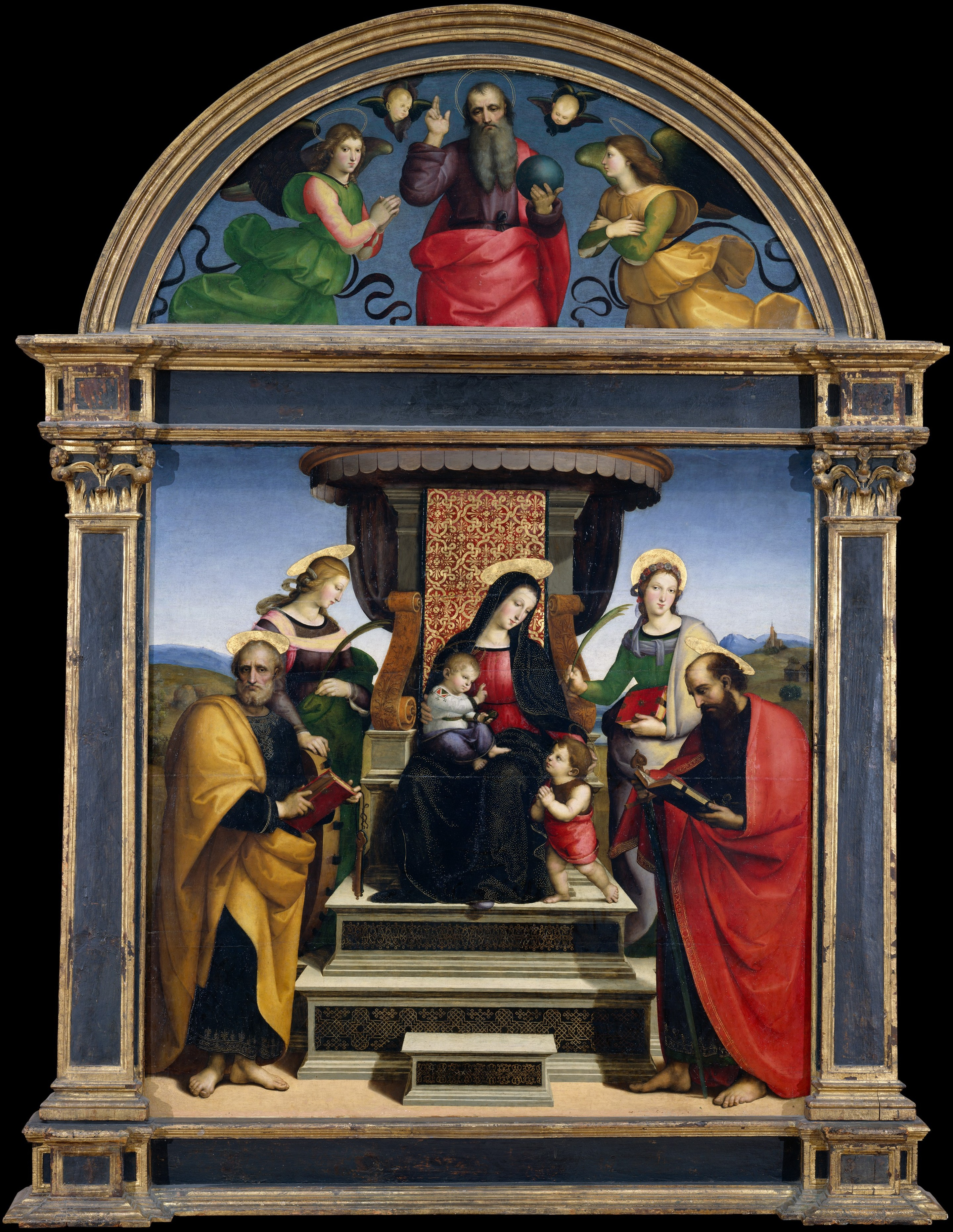
La Pala Colonna

Nel frattempo la fama di Raffaello cominciava ad allargarsi a tutta l'Umbria, facendone uno dei più richiesti pittori attivi in regione. Nella sola Perugia, negli anni tra il 1501 e il 1505, gli vennero commissionate ben tre pale d'altare: la Pala Colonna, per la chiesa delle monache di Sant'Antonio, la Pala degli Oddi, per San Francesco al Prato e un'Assunzione della Vergine per le clarisse di Monteluce mai portata a termine, dipinta poi da Berto di Giovanni. Si tratta di opere di impianto peruginesco, con una graduale messa a fuoco verso elementi stilistici più personali.
Nella Resurrezione di San Paolo del Brasile Roberto Longhi lesse influssi di Pinturicchio - nel paesaggio, nei particolari della decorazione del sarcofago e nella preziosità delle vesti dei personaggi - legati a una fase databile al biennio 1501-1502.
Allo stesso periodo sono riferibili alcune Madonne col Bambino che, sebbene ancora ancorate all'esempio di Perugino, preludono già all'intenso e delicato rapporto tra madre e figlio dei più importanti capolavori successivi legati a questo tema. Tra queste spiccano Madonna Solly, la Madonna Diotallevi, la Madonna col Bambino tra i santi Girolamo e Francesco.
Verso il 1503 l'artista dovette intraprendere una serie di brevi viaggi che lo portarono ai primi contatti con importanti realtà artistiche. Oltre alle città umbre e alla nativa Urbino, visitò quasi sicuramente Firenze, Roma (dove assistette alla consacrazione di Giulio II) e Siena. Si trattò di brevi viaggi, magari di qualche settimana, che non possono essere definiti veri e propri soggiorni. A Firenze vide forse le prime opere di Leonardo da Vinci, a Roma entrò in contatto con la cultura figurativa classica (leggibile nel dittico delle Tre Grazie e il Sogno del cavaliere), a Siena aiutò l'amico Pinturicchio, ben più anziano e in pieno declino, a preparare i cartoni per gli affreschi della Libreria Piccolomini, di cui restano due splendidi esemplari agli Uffizi, di incomparabile grazia ed eleganza rispetto al risultato finale.

#### A Siena

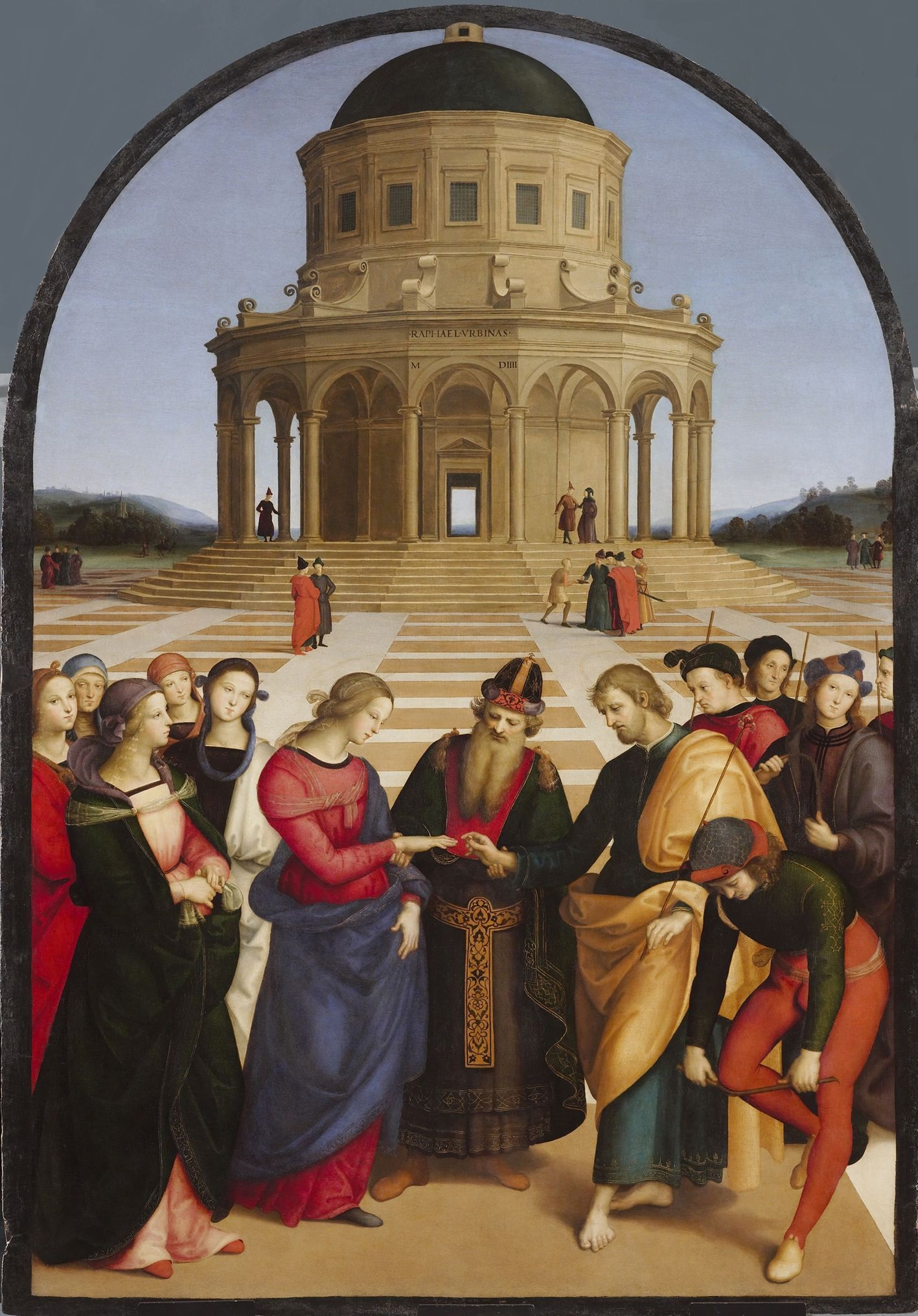
Sposalizio della Vergine (1504), Pinacoteca di Brera, Milano

A Siena fu invitato da Pinturicchio, con il quale intesseva una stretta amicizia. Il pittore più anziano invitò Raffaello a collaborare agli affreschi della Libreria Piccolomini, fornendo dei cartoni che svecchiassero il suo stile ormai in una fase di declino, come si vede nei precedenti affreschi della Cappella Baglioni a Spello.
Non è chiaro quante di queste composizioni vennero in effetti disegnate da Raffaello, ma quasi sicuramente deve essere di mano del Sanzio il cartone con la Partenza di Enea Silvio Piccolomini per Basilea oggi al Gabinetto dei Disegni e delle Stampe di Firenze.
Raffaello dovette abbandonare presto l'impresa, poiché, come riporta Vasari, venne a conoscenza, tramite alcuni pittori locali, delle lodi straordinarie a proposito del cartone della Sant'Anna di Leonardo, esposto nella basilica della Santissima Annunziata a Firenze, nonché del disegno della Battaglia di Anghiari, sempre di Leonardo, e del cartone della Battaglia di Cascina di Michelangelo, che incuriosirono a tal punto il giovane pittore da farlo decidere di partire subito per la città sull'Arno.

#### LoSposalizio della Vergine(1504)
L'opera che conclude la fase giovanile, segnando un distacco ormai incolmabile con i modi del maestro Perugino, è lo Sposalizio della Vergine, datato 1504 e già conservato nella cappella Albizzini della chiesa di San Francesco di Città di Castello. L'opera si ispira a una pala analoga che il Perugino stava dipingendo in quegli stessi anni per il Duomo di Perugia, ma il confronto tra le due opere mette in risalto profonde differenze. Raffaello infatti copiò il maestoso tempio sullo sfondo, ma lo alleggerì allontanandolo dalle figure e ne fece il fulcro dell'intera composizione, che sembra ruotare attorno all'elegantissimo edificio a pianta centrale. Anche le figure sono più sciolte e naturali, con una disposizione nello spazio che evita un rigido allineamento sul primo piano, ma si assesta a semicerchio, bilanciando e richiamando le forme concave e convesse del tempio stesso.
Al centro del quadro vengono posizionati un gruppo di persone divise in due schiere, aventi come perno il sacerdote, il quale celebra il matrimonio tra la vergine Maria e San Giuseppe suo sposo. Il gruppo delle donne (dietro Maria) e il gruppo di uomini (dietro Giuseppe) formano due semicerchi aperti rispettivamente verso il tempio e verso lo spettatore.
A Firenze Raffaello soggiornò per quattro anni, pur facendo viaggi e brevi soggiorni altrove, e senza recidere i contatti con l'Umbria, dove continuò a spedire pale d'altare per le copiose commissioni che continuavano a giungergli.

### Il periodo fiorentino (1504-1508)

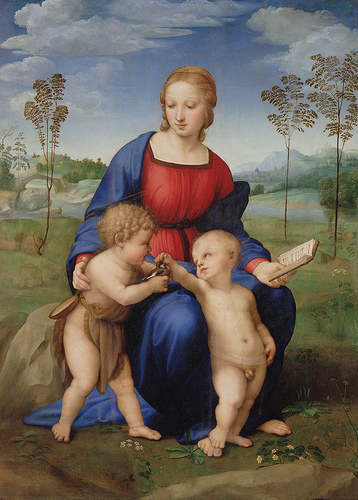
Madonna del Cardellino (1506 circa), Gallerie degli Uffizi, Firenze

Raffaello si trovava a Siena, da Pinturicchio, quando gli giunse notizia delle straordinarie novità di Leonardo e Michelangelo impegnati rispettivamente agli affreschi della Battaglia di Anghiari e della Battaglia di Cascina. Desideroso di mettersi subito in viaggio, si fece preparare una lettera di presentazione da Giovanna Feltria, sorella del duca di Urbino e moglie del duca di Senigallia e "prefetto" di Roma. Nella lettera, datata 1º ottobre 1504 e indirizzata al gonfaloniere a vita Pier Soderini, si raccomanda il giovane figlio di Giovanni Santi «il quale avendo buono ingegno nel suo esercizio, ha deliberato stare qualche tempo in Fiorenza per imparare. […Perciò] lo raccomando alla Signoria Vostra».
Probabilmente la lettera voleva assicurare qualche commissione ufficiale al giovane pittore, ma il gonfaloniere era in ristrettezze economiche per il recente esborso per acquistare il David di Michelangelo e i grandiosi progetti per la Sala del Gran Consiglio. Nonostante ciò non passò molto tempo che l'artista riuscì a garantirsi commissioni da alcuni facoltosi cittadini soprattutto residenti in Oltrarno, come Lorenzo Nasi, per il quale dipinse la Madonna del Cardellino, suo cognato Domenico Canigiani (per cui fece la Sacra Famiglia Canigiani), i Tempi (Madonna Tempi) e i coniugi Agnolo e Maddalena Doni (Ritratto di Maddalena Strozzi).

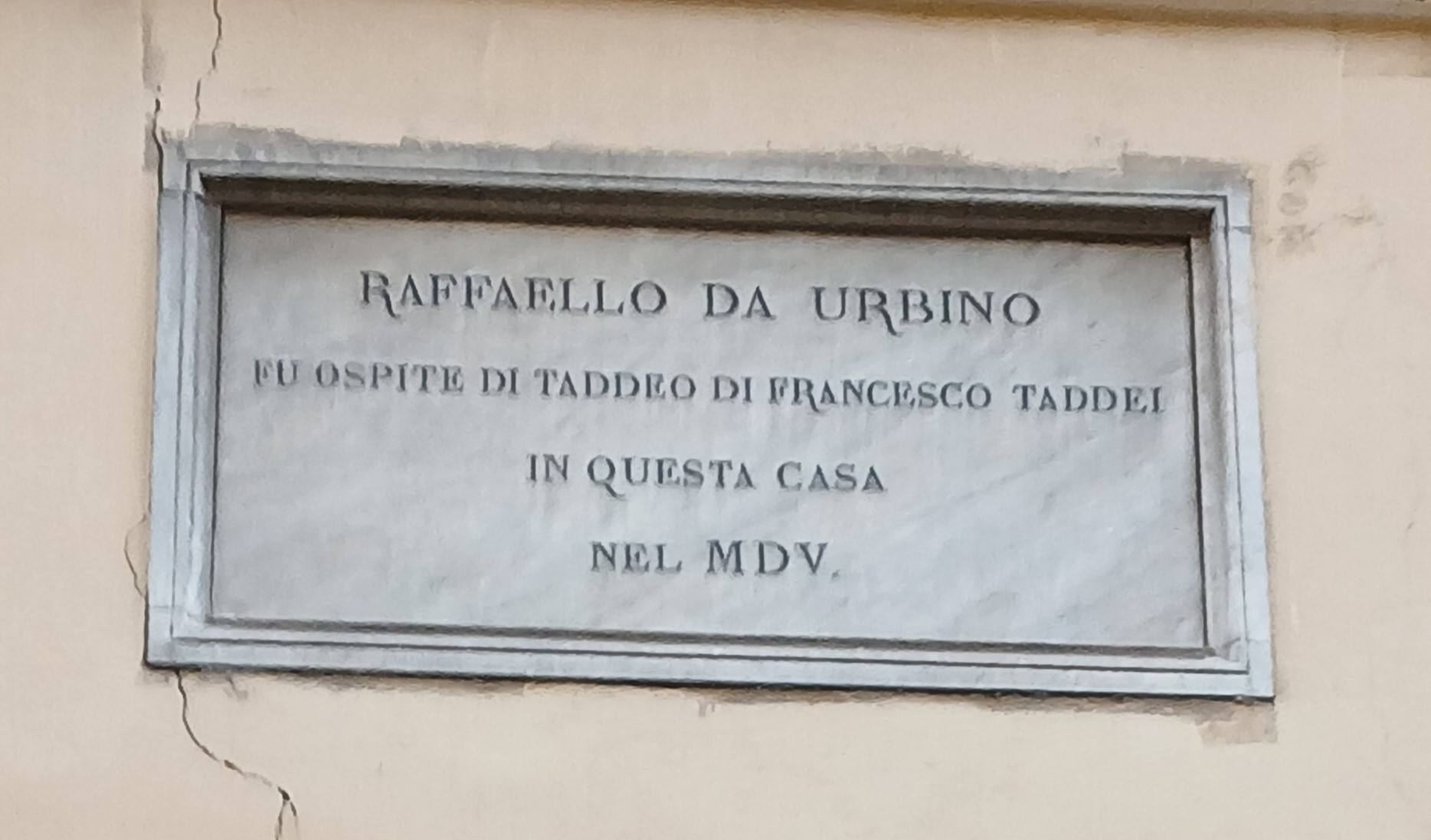
Lapide commemorativa su casa Taddei

Nel clima artistico fiorentino, fervente più che mai, Raffaello strinse rapporti d'amicizia con altri artisti, tra cui Aristotile da Sangallo, Ridolfo del Ghirlandaio, Fra' Bartolomeo, l'architetto Baccio d'Agnolo, Antonio da Sangallo, Andrea Sansovino, Francesco Granacci. Scrisse Vasari che «nella città molto onorato e particolarmente da Taddeo Taddei, il quale lo volle sempre in casa sua e alla sua tavola, come quegli che amò sempre tutti gli uomini inclinati alla virtù». Per lui Raffaello eseguì, nel 1506, la Madonna del Prato di Vienna - che il Vasari giudica ancora della maniera del Perugino e, forse l'anno dopo, la Madonna Bridgewater di Londra, «molto migliore», perché nel frattempo Raffaello «studiando apprese».
Il soggiorno fiorentino fu di fondamentale importanza nella formazione di Raffaello, permettendogli di approfondire lo studio dei modelli quattrocenteschi (Masaccio, Donatello,…) nonché delle ultime conquiste di Leonardo e di Michelangelo. Dal primo apprese i principi compositivi per creare gruppi di figure strutturati plasticamente nello spazio, mentre sorvolò sulle complesse allusioni e implicazioni simboliche, sostituendo anche l'"indefinito" psicologico a sentimenti più spontanei e naturali. Da Michelangelo invece assimilò il chiaroscuro plastico, la ricchezza cromatica, il senso dinamico delle figure.
I suoi lavori a Firenze erano destinati quasi esclusivamente a committenti privati, gradualmente sempre più conquistati dalla sua arte; creò numerose tavole di formato medio-piccolo per la devozione privata, soprattutto Madonne e Sacre famiglie, e alcuni intensi ritratti. In queste opere variava continuamente sul tema, cercando raggruppamenti e atteggiamenti sempre nuovi, con una particolare attenzione alla naturalezza, all'armonia, al colore ricco e intenso e spesso al paesaggio limpido di derivazione umbra.

#### Commissioni dall'Umbria

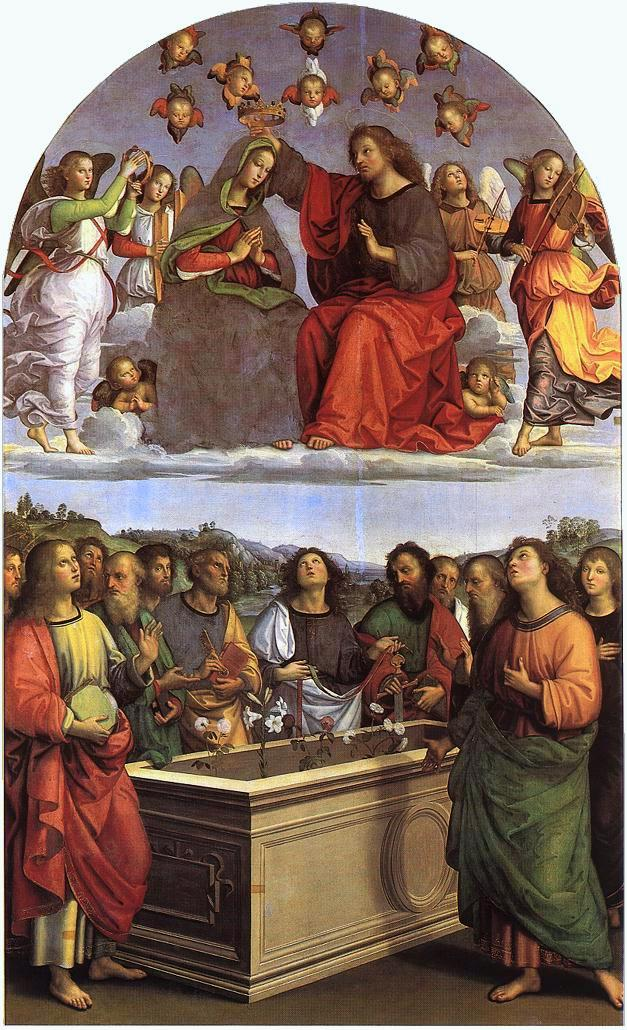
Pala degli Oddi

Nella prima parte del soggiorno fiorentino la maggior parte delle commissioni continuavano ad arrivare da Urbino e dall'Umbria, e l'artista di tanto in tanto si spostava in quelle zone per lavoro. Nel 1503 aveva ricevuto l'incarico dalle monache del convento di Sant'Antonio a Perugia di una pala d'altare, attualmente nota come Pala Colonna, che ebbe una lunga elaborazione, visibile nelle differenze di stile tra la lunetta ancora «umbra» e il gruppo «fiorentino» della tavola centrale.
Un'altra commissione ricevuta da Perugia, nel 1504, riguardò una Madonna col Bambino e i santi Giovanni Battista e Nicola (Pala Ansidei) da collocare in una cappella della chiesa di San Fiorenzo, che fu completata, secondo quanto sembra leggersi nel dipinto, nel 1505. Nell'opera ancora di ispirazione umbra, Raffaello apporta una sostanziale semplificazione dell'impianto architettonico, così da dare all'insieme una più efficace e rigorosa monumentalità, di stampo leonardesco. In tale opera, nonostante il tema convenzionale, sorprende il dominio del mezzo pittorico, ormai pienamente maturo, con le figure che acquistano consistenza in funzione del variare della luce.
Sempre nel 1505 firmò a Perugia l'affresco con la Trinità e santi nella chiesa del monastero di San Severo, che anni dopo Perugino completò nella fascia inferiore. In questo lavoro le forme sono ormai più grandiose e possenti, con una monumentalità immota che rimanda all'esempio di Fra' Bartolomeo e che preannunciano la Disputa del Sacramento.

#### Commissioni dalle pale
Nel 1505-1506 Raffaello dovette trovarsi brevemente a Urbino, dove venne accolto alla corte di Guidobaldo da Montefeltro: la fama raggiunta nella sua città natale è testimoniata da una menzione lusinghiera nel Cortegiano di Baldassarre Castiglione e da una serie di ritratti, tra cui quello di Guidobaldo, di Elisabetta Gonzaga sua consorte e dell'erede designato del ducato Guidobaldo della Rovere.
Per il duca inoltre dipinse una piccola Madonna e tre tavolette di soggetto simile: San Michele e il drago, un San Giorgio e il drago oggi a Parigi e un altro a Washington. Quest'ultimo venne dipinto per essere regalato a Enrico VII d'Inghilterra come ringraziamento per il conferimento dell'Ordine della giarrettiera: la giarrettiera è infatti evidente al polpaccio del cavaliere, con l'iscrizione Honi che è la prima parola del motto dell'ordine Honi soit qui mal y pense ("Sia vituperato chi ne pensa male").

#### La serie Madonna

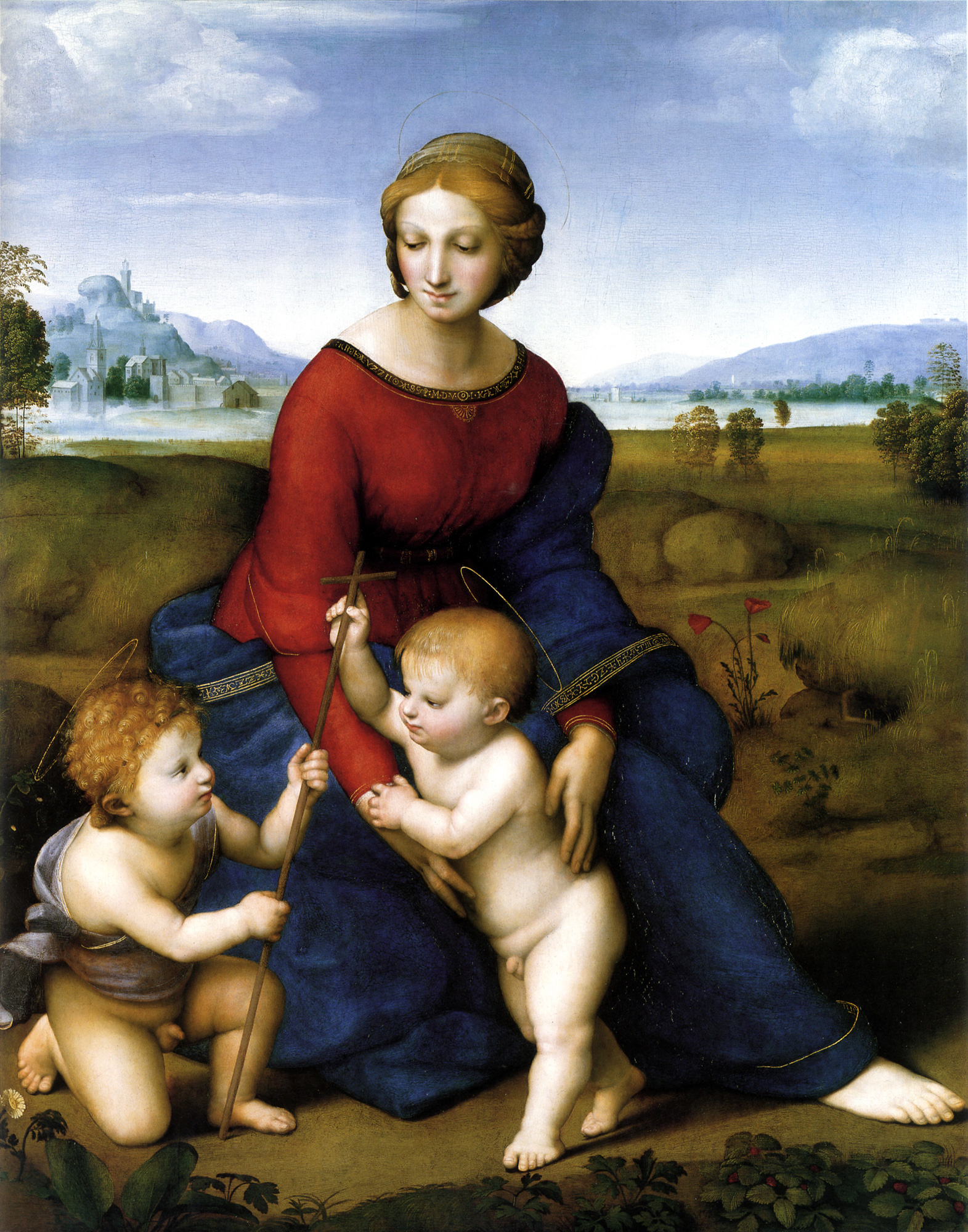
Madonna del Belvedere (1506), Kunsthistorisches Museum, Vienna

Celebre è la serie delle Madonne col Bambino che a Firenze raggiunge nuovi vertici. Per famiglie fiorentine della borghesia medio-alta Raffaello dipinse alcuni capolavori assoluti, come alcuni gruppi di Madonne a tutta figura col Bambino e san Giovannino: la Bella giardiniera, la Madonna del Cardellino e la Madonna del Belvedere. In queste opere la figura della Vergine si erge monumentale davanti al paesaggio, dominandolo con leggiadria ed eleganza, mentre rivolge gesti affettuosi ai bambini, in strutture compositive piramidali di grande efficacia. Gesti familiari si riscontrano anche in opere come la Madonna d'Orleans, come quello di solleticare, o spontanei come nella Grande Madonna Cowper (Gesù allunga una mano verso il seno materno), o ancora sguardi intensi come nella Madonna Bridgewater.
Queste figure dimostrano inoltre l'assimilazione di vari modelli iconografici fiorentini, che dovevano ispirare positivamente la committenza. Da Donatello ad esempio prende spunto per la Madonna Tempi, con i volti di madre e figlio teneramente accostati, mentre al Tondo Taddei rimandava la postura del Bambino della Piccola Madonna Cowper o della Madonna Bridgewater.
Le composizioni divengono via via più complesse e articolate, senza però mai rompere quel senso di idilliaca armonia che, unita alla perfetta padronanza dei mezzi pittorici, fanno di ciascuna opera un autentico capolavoro. Nella Sacra Famiglia Canigiani, databile al 1507 circa, quindi quasi alla fine del soggiorno fiorentino, le espressioni e i gesti si intrecciano con sorprendente varietà, che riesce a rendere sublimi e poetici dei momenti tratti dalla quotidianità.

#### I ritratti

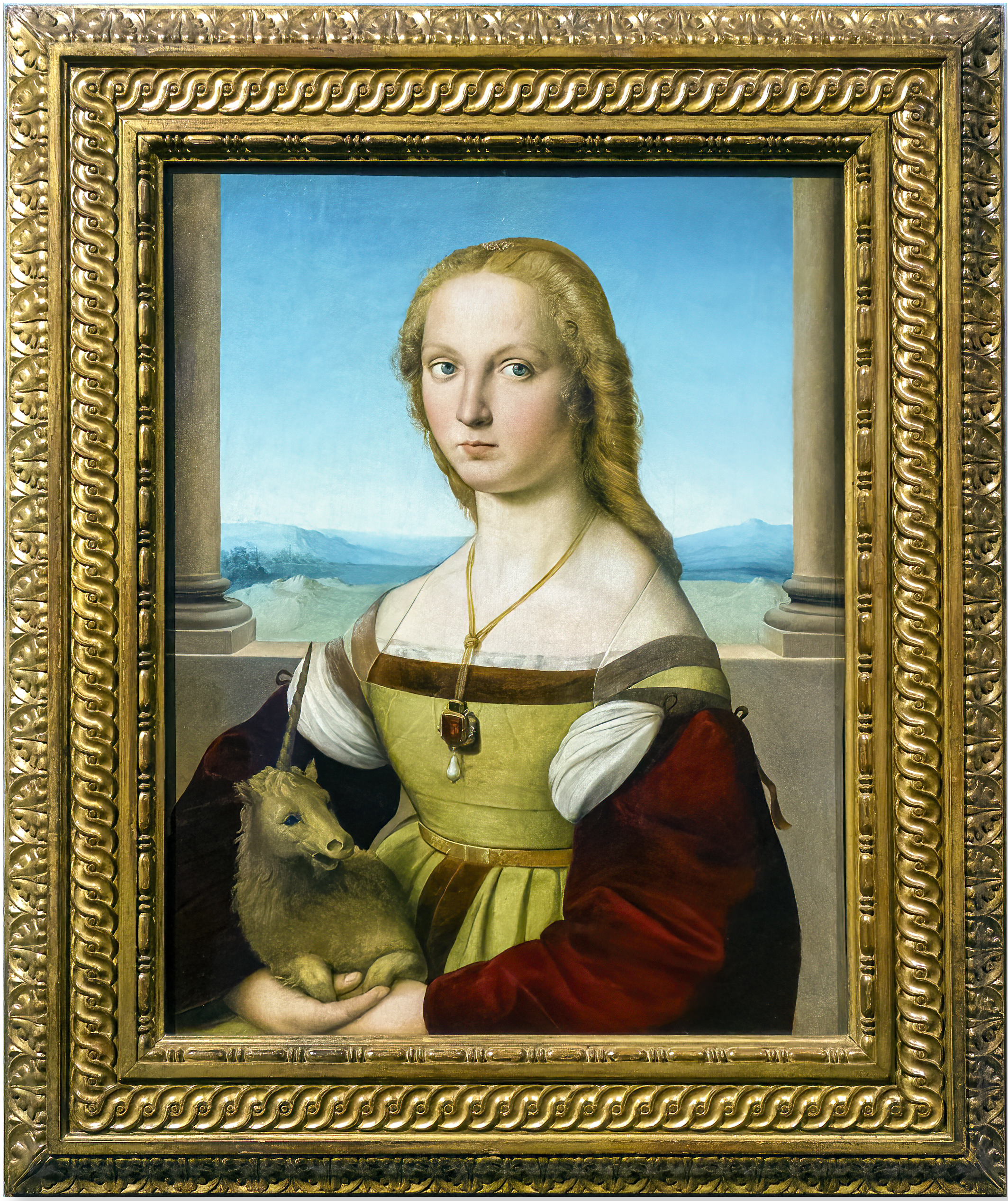
Ritratto di Dama con Liocorno

Al periodo fiorentino appartengono infine alcuni ritratti nei quali è manifesta l'influenza di Leonardo: la Donna gravida, Agnolo Doni e Maddalena Strozzi, la Dama col liocorno e la Muta. Ad esempio in quello di Maddalena Strozzi è evidente l'impostazione a mezza figura nel paesaggio, con le mani conserte, derivata dalla Gioconda, ma con risultati quasi antitetici, in cui prevalgono la descrizione dei lineamenti fisici, dell'abbigliamento, dei gioielli, e la luminosità del paesaggio, scevra dal complesso mondo di significati simbolici e allusivi di Leonardo. In queste opere Raffaello dimostra la capacità di indagare attentamente la psiche, cogliendo i dati introspettivi degli effigiati, assieme a un'appassionata descrizione del dettaglio di matrice fiamminga, appresa probabilmente alla bottega paterna.

#### La pala Baglioni

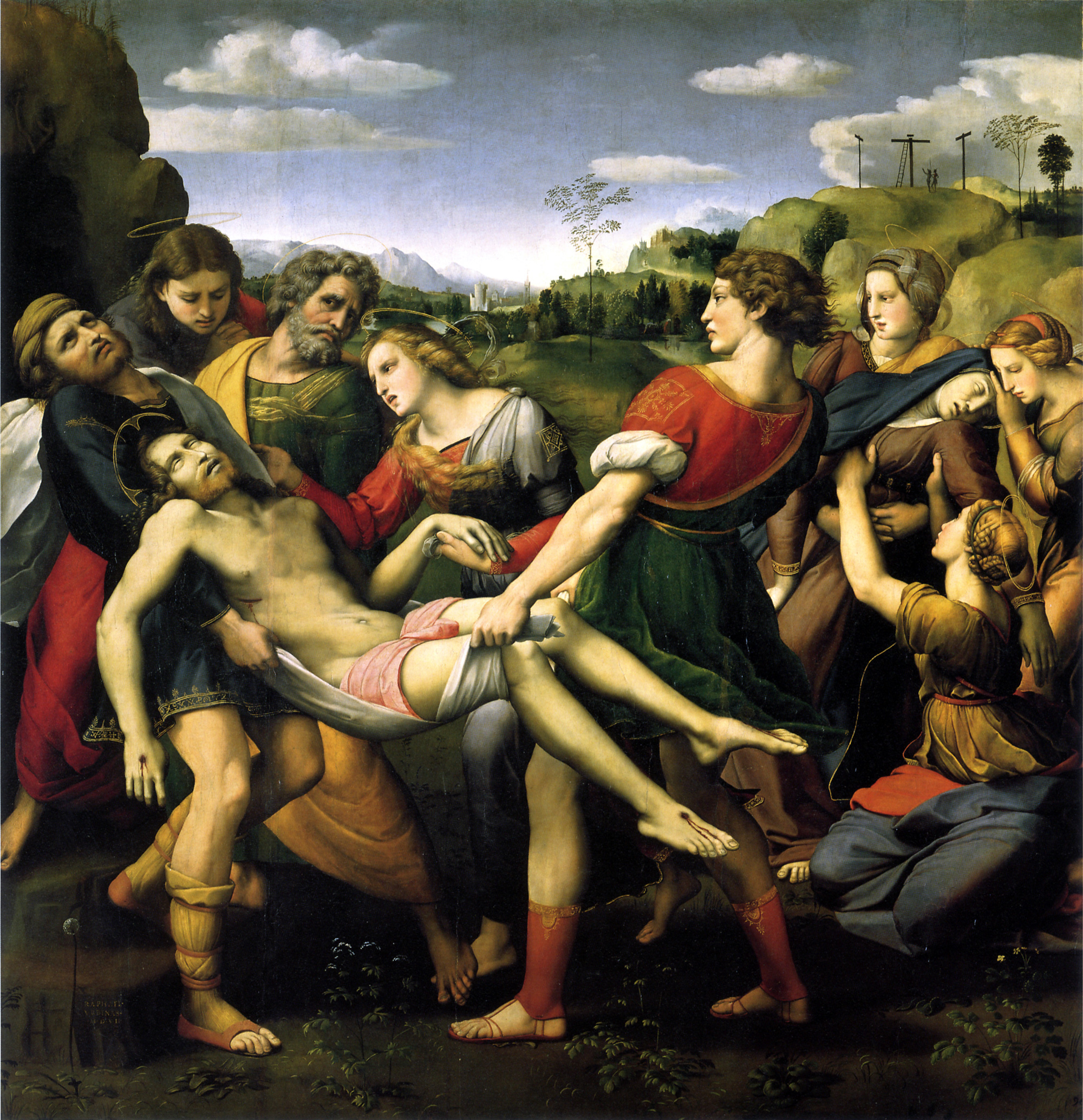
Deposizione Borghese, parte centrale della Pala Baglioni

Opera cruciale di questa fase è la Pala Baglioni (1507), commissionata da Atalanta Baglioni, in commemorazione dei fatti di sangue che avevano portato alla morte di suo figlio Grifonetto, e destinata a un altare nella chiesa di San Francesco al Prato a Perugia, anche se dipinta interamente a Firenze. I numerosi studi pervenutici sull'opera dimostrano un graduale passaggio iconografico per la pala centrale, da un Compianto, ispirato a quello di Perugino nella chiesa di Santa Chiara a Firenze, a una più drammatica Deposizione nel sepolcro.
In quest'opera Raffaello fuse il senso tragico della morte con il vitale slancio del turbamento, con una composizione estremamente monumentale, drammatica e dinamica, ma bilanciata con cura, in cui si notano ormai evidenti spunti michelangioleschi, nella ricerca plastica e coloristica, e dell'antico, in particolare dalla rappresentazione della Morte di Meleagro che l'artista aveva potuto vedere durante un probabile viaggio formativo a Roma nel 1506.

#### La Madonna del Baldacchino

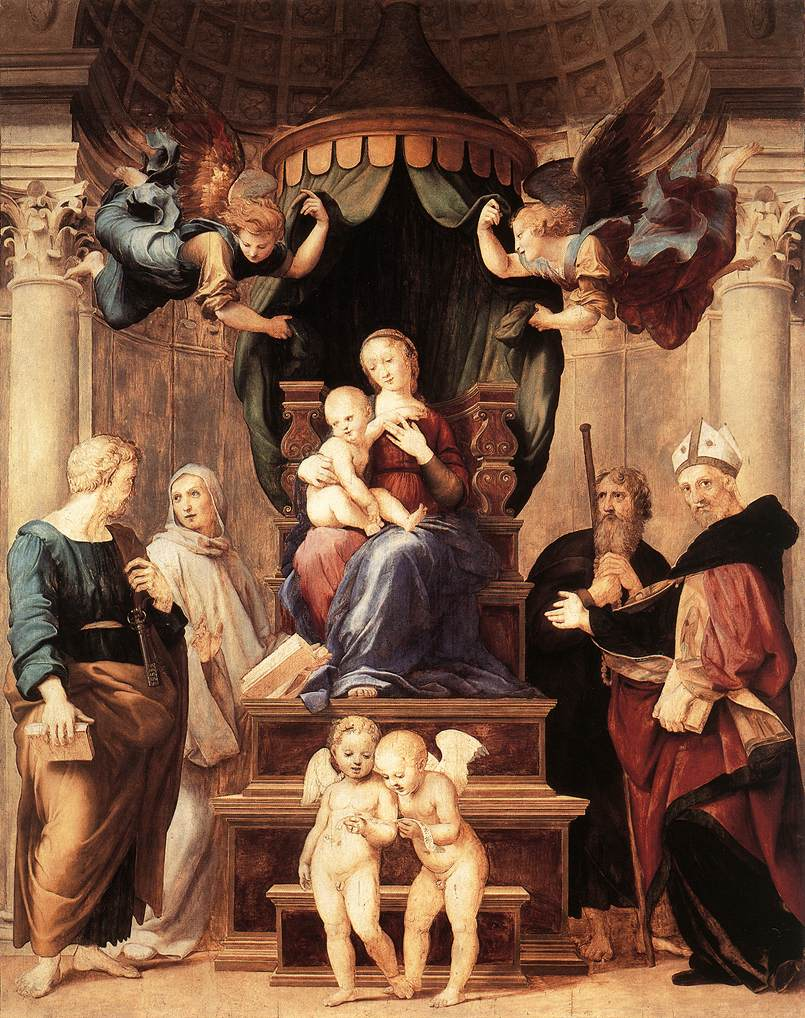
Madonna del Baldacchino (1508), Palazzo Pitti, Firenze

Opera conclusiva del periodo fiorentino, del 1507-1508, può considerarsi la Madonna del Baldacchino, lasciata incompiuta per la sua repentina chiamata a Roma, da parte di Giulio II. Si tratta di una grande pala d'altare, la prima commissione del genere ricevuta a Firenze, con una sacra conversazione organizzata attorno al fulcro del trono della Vergine, con un fondale architettonico grandioso ma tagliato ai margini, in modo da amplificarne la monumentalità. Ogni staticità appare annullata dall'intenso movimento circolare di gesti e sguardi, esasperato poi negli angeli in volo accuratamente scorciati. Sant'Agostino ad esempio allunga un braccio verso sinistra invitando lo spettatore a percorrere con lo sguardo lo spazio semicircolare della nicchia, legando i personaggi uno per uno, caratteristica che a breve si ritroverà anche negli affreschi delle Stanze vaticane.
Tale opera fu un imprescindibile modello nel decennio seguente, per artisti come Andrea del Sarto e Fra' Bartolomeo.

### Il periodo romano (1509-1520)
Verso la fine del 1508 per Raffaello arrivò la chiamata a Roma che cambiò la sua vita. In quel periodo infatti papa Giulio II aveva messo in atto una straordinaria opera di rinnovo urbanistico e artistico della città in generale e del Vaticano in particolare, chiamando a sé i migliori artisti sulla piazza, tra cui Michelangelo e Donato Bramante. Fu proprio Bramante, secondo la testimonianza di Vasari, a suggerire al papa il nome del conterraneo Raffaello, ma non è escluso che nella sua chiamata ebbero un ruolo decisivo anche i Della Rovere, parenti del papa, in particolare Francesco Maria, figlio di quella Giovanna Feltria che già aveva raccomandato l'artista a Firenze.
Fu così che il Sanzio, appena venticinquenne, si trasferì velocemente a Roma, lasciando incompiuti alcuni lavori a Firenze.

#### La Stanza della Segnatura

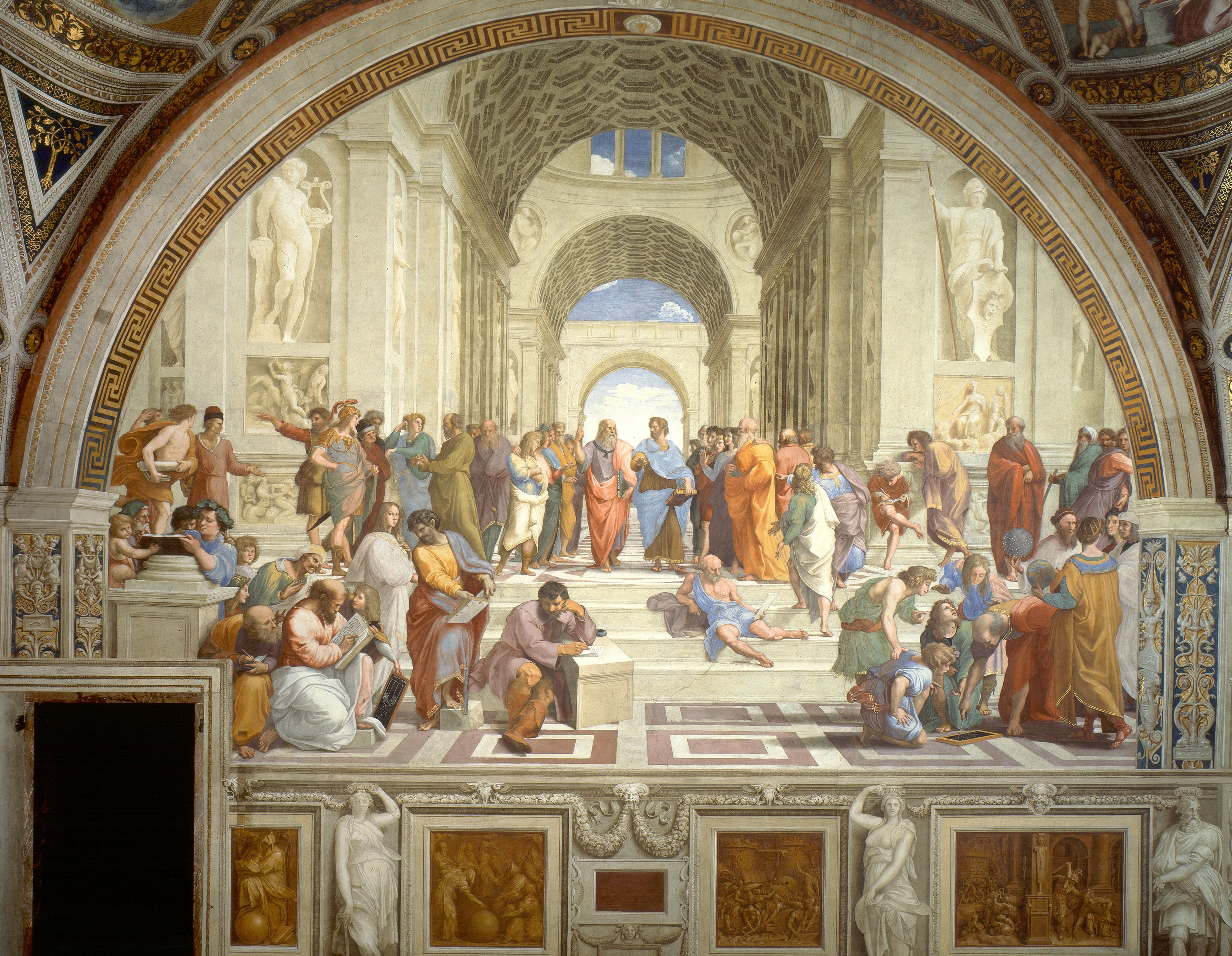
Scuola di Atene, Stanza della Segnatura

Qui affiancò una squadra di pittori provenienti da tutta Italia (il Sodoma, Bramantino, Baldassarre Peruzzi, Lorenzo Lotto e altri) per la decorazione, da poco avviata, dei nuovi appartamenti papali, le Stanze. Le sue prove nella volta della prima, poi detta Stanza della Segnatura, piacquero così tanto al papa che decise di affidargli, fin dal 1509, tutta la decorazione dell'appartamento, a costo anche di distruggere quanto già era stato fatto, sia ora sia nel Quattrocento (tra cui gli affreschi di Piero della Francesca).
Alle pareti Raffaello decorò quattro grandi lunettoni, ispirandosi alle quattro facoltà delle università medioevali, ovvero teologia, filosofia, poesia e giurisprudenza, cosa che ha fatto pensare che la stanza fosse originariamente destinata a biblioteca o studiolo.
Opere celeberrime sono la Disputa del Sacramento, la Scuola di Atene o il Parnaso. In queste dispiegò una visione scenografica ed equilibrata, in cui le masse di figure si dispongono, con gesti naturali, in simmetrie solenni e calcolate, all'insegna di una monumentalità e una grazia che vennero poi definite "classiche".

#### La Stanza di Eliodoro

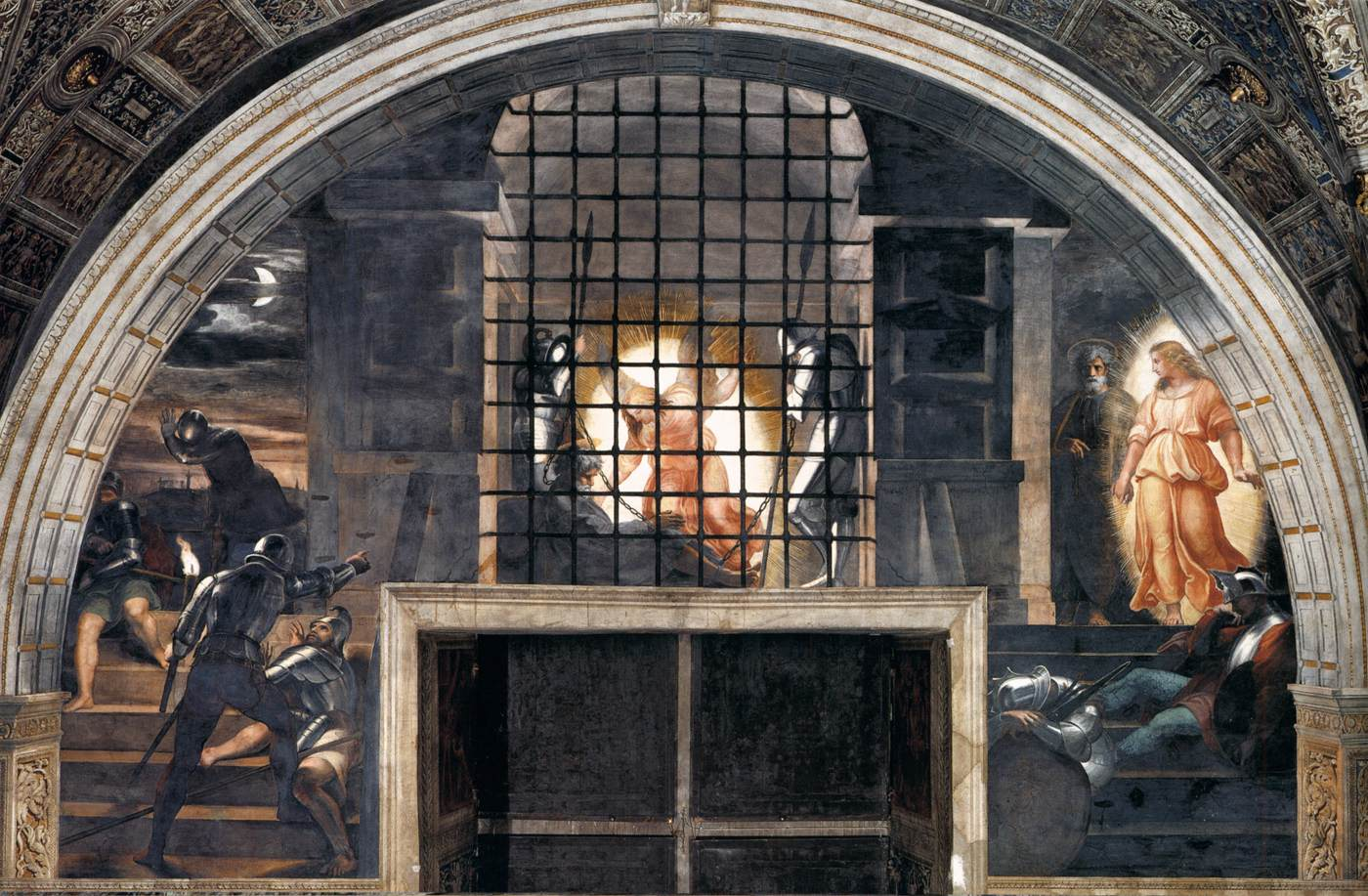
Liberazione di san Pietro, Stanza di Eliodoro

Nel 1511, mentre i lavori alla Stanza della Segnatura andavano esaurendosi, il papa tornava da una disastrosa guerra contro i francesi, che gli era costata la perdita di Bologna e la tanto temuta presenza di eserciti stranieri in Italia, nonché un forte spreco di risorse finanziarie. Il programma decorativo della successiva stanza, destinata a sala delle Udienze e poi detta di Eliodoro dal nome di uno degli affreschi, tenne conto della particolare situazione politica: venne deciso infatti di realizzare scene legate al superamento delle difficoltà della Chiesa grazie all'intervento divino.
Già il primo degli affreschi, la Cacciata di Eliodoro dal Tempio, mostra un radicale sviluppo stilistico, con l'adozione di un inedito stile "drammatico", fatto di azioni concitate, pause e asimmetrie, impensabile nei pur recentissimi affreschi della stanza precedente. Assiste dalla sinistra dell'affresco il papa imperturbabile, come se fosse davanti a una rappresentazione teatrale.
Nella Messa di Bolsena tornano ritmi pacati, anche se la profondità dell'architettura e gli effetti luminosi creano un'innovativa drammaticità; il colore si arricchì di campiture dense e più corpose, forse derivate dall'esempio dei pittori veneti attivi alla corte papale.
Di nuovo nell'Incontro di Leone Magno con Attila ricorrono asimmetrie e azione, mentre nella Liberazione di san Pietro si raggiunge il culmine degli studi sulla luce, con una scena in notturna ravvivata dai bagliori lunari e dell'apparizione angelica che libera il primo pontefice dalla prigionia.
All'inizio del 1513 Giulio II morì, e il suo successore, Leone X, confermò tutti gli incarichi a Raffaello, affidandogliene presto anche di nuovi.

#### Per Agostino Chigi

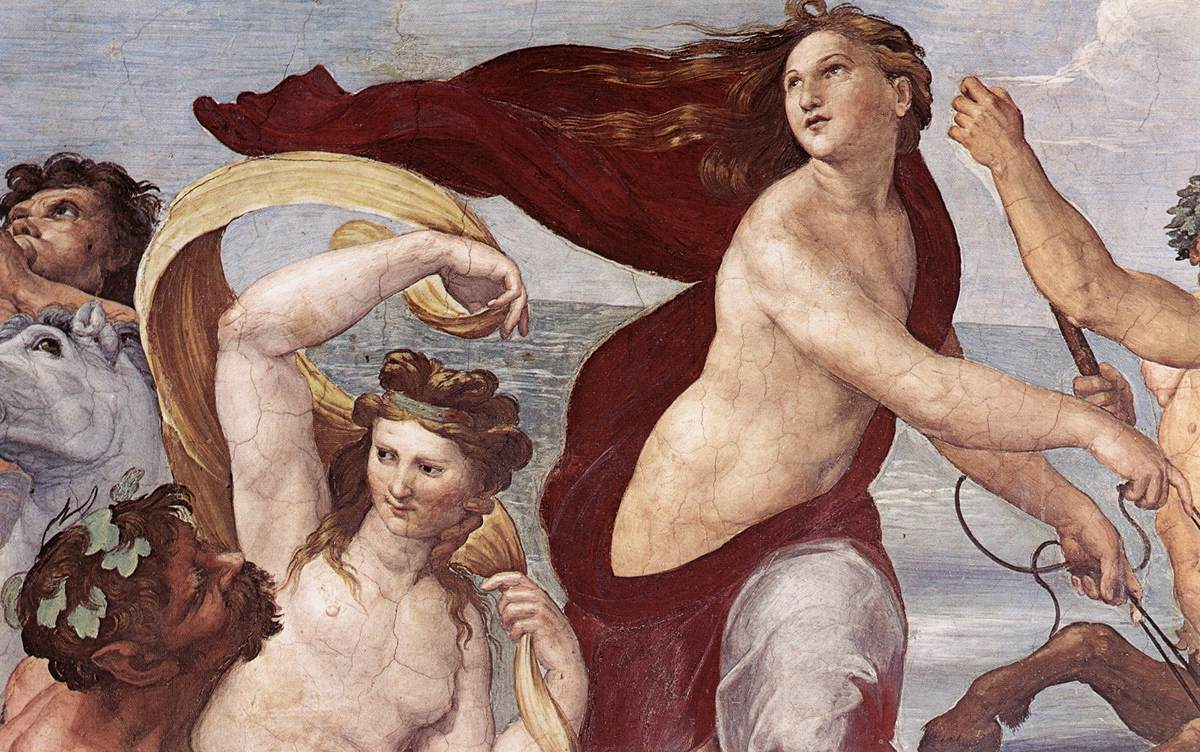
Trionfo di Galatea, dettaglio

Mentre la fama di Raffaello si andava espandendo, nuovi committenti desideravano avvalersi dei suoi servigi, ma solo quelli più influenti alla corte papale poterono riuscire a distoglierlo dai lavori in Vaticano. Tra questi spiccò sicuramente Agostino Chigi, ricchissimo banchiere di origine senese, che si era fatto costruire in quegli anni la prima e imitatissima villa urbana da Baldassarre Peruzzi, quella poi detta villa Farnesina.
Raffaello vi fu chiamato a lavorare a più riprese, prima con l'affresco del Trionfo di Galatea (1511), di straordinaria rievocazione classica, poi alla Loggia di Psiche (1518-1519) e infine alla camera con le Storie di Alessandro, opera incompiuta creata poi dal Sodoma.
Inoltre per i Chigi Raffaello eseguì l'affresco delle Sibille e angeli (1514) in Santa Maria della Pace e soprattutto l'ambizioso progetto della Cappella Chigi in Santa Maria del Popolo, dove l'artista curò anche la progettazione dell'architettura, i cartoni per i mosaici della cupola e, probabilmente, i disegni per le sculture, raffiguranti i profeti Giona ed Elia, eseguite dal Lorenzetto e completate, anni dopo, da Gianlorenzo Bernini.

#### I ritratti

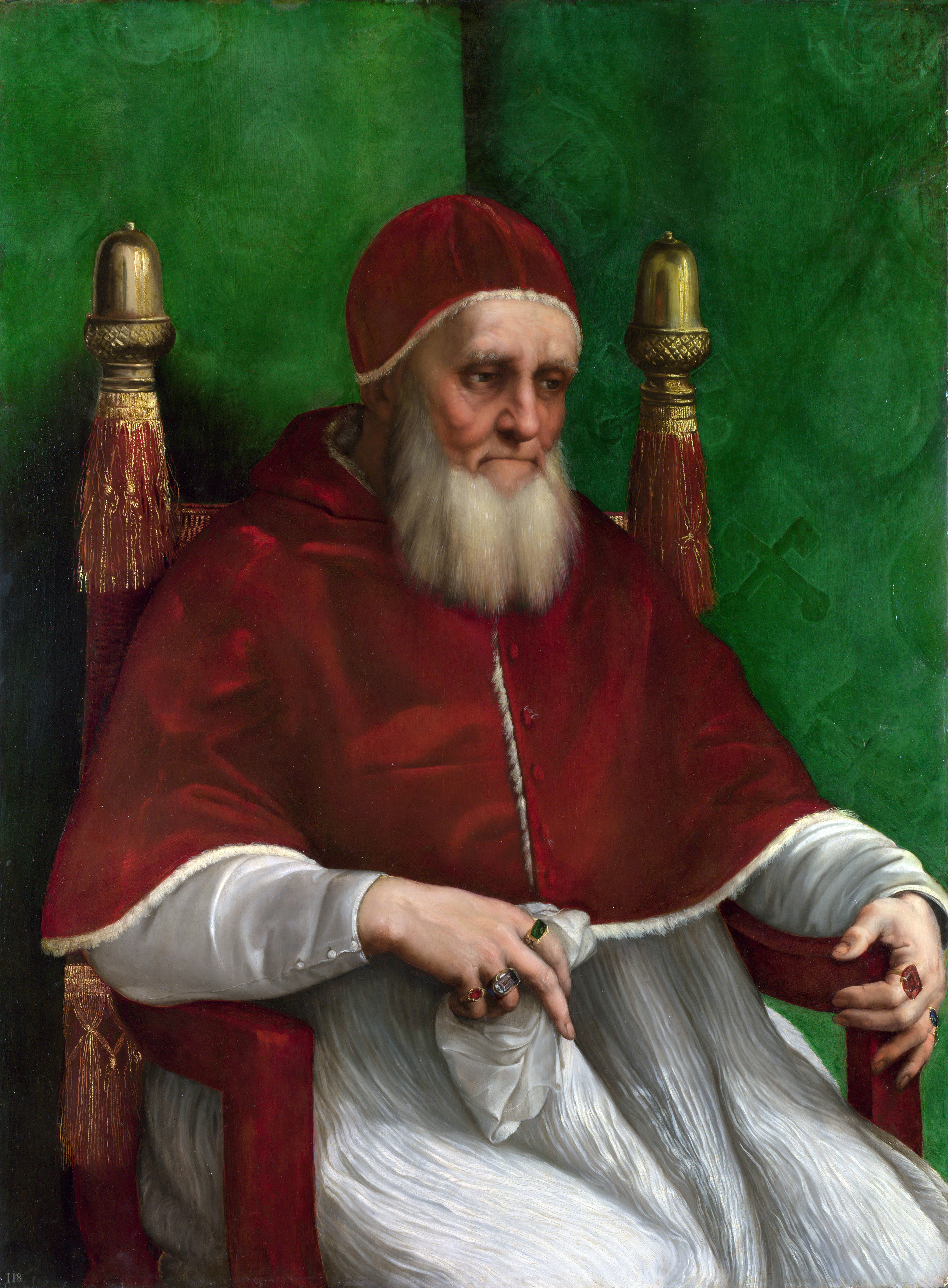
Ritratto di Giulio II

Accanto all'attività di frescante, un'altra delle fondamentali occupazioni di quegli anni è legata ai ritratti, dove apportò molteplici innovazioni sul tema. Già nel Ritratto di cardinale oggi al Prado (1510-1511), l'uso di un punto di vista ribassato e il conseguente leggero scorcio delle spalle e della testa introdusse un aristocratico distacco confermato dall'atteggiamento impassibile del personaggio. Il Ritratto di Baldassarre Castiglione (1514-1515), grazie alla rara affinità spirituale tra effigiato ed effigiante, riesce a incarnare quell'ideale di perfezione estetica e interiore della cortigianeria espressa nel celebre trattato del Cortegiano. Nel Ritratto di Fedra Inghirami (1514-1516) anche un difetto fisico come lo strabismo viene nobilitato dalla perfezione formale dell'opera.
Ma fu soprattutto con il Ritratto di Giulio II che le innovazioni si fecero più evidenti, con un punto di vista diagonale e leggermente dall'alto, studiato come se lo spettatore si trovasse in piedi accanto al pontefice. L'atteggiamento di malinconica pensosità, così indicatore della situazione politica dell'epoca (il 1512), introduce un elemento psicologico fino ad allora estraneo alla ritrattistica ufficiale. In pratica lo spettatore è come se si trovasse al cospetto del pontefice, senza alcun distacco fisico o psicologico.
Un'impostazione simile venne replicata anche nel Ritratto di Leone X con i cardinali Giulio de' Medici e Luigi de' Rossi (1518-19, Uffizi), in cui il papa, di nuovo con una prospettiva basata su linee diagonali, è rappresentato mentre, sospesa la lettura di un prezioso codice miniato, si trova al cospetto dei due cardinali cugini, con un intreccio di sguardi e gesti che sonda lo spazio in profondità, calibrandosi su un'estrema armonia. Lo straordinario virtuosismo nella resa dei dettagli, come la resa materica della mozzetta, la campanella cesellata o il riflesso della stanza nel pomello della sedia, aiuta a creare quell'immagine di splendore tanto cara al pontefice.

#### La Fornarina
Sempre agli stessi anni (1518-19) risale il celeberrimo ritratto di donna noto come La Fornarina, opera di dolce e immediata sensualità unita a vivida luminosità. Secondo una ricostruzione tramandata dalla tradizione storiografica, ma priva di fondamento scientifico e documentale, l'artista vi avrebbe ritratto la sua musa e amante, sull'identificazione della quale sono poi fiorite varie leggende. Al di là della sua veridicità, la narrazione della Fornarina, iniziata già dal Vasari, ha interessato la letteratura artistica per secoli toccando il suo culmine in epoca romantica.
Uno studio di Giuliano Pisani mostra come il termine "fornarina", usato nel 1772 dall'incisore Domenico Cunego, rimandi a una tradizione linguistica consolidata, attestata già in Anacreonte (VI a.C.) e in numerosi documenti letterari di età antica, medievale, rinascimentale e moderna, in cui "forno" e derivati ("fornaio", "fornaia", "infornare", eccetera) indicano la fornicazione e quindi, metaforicamente, l'organo sessuale femminile; ne consegue che la scelta del termine "fornarina" non voleva indica la figlia di un fornaio, bensì l'amante del pittore. Pisani, attraverso opportuni confronti, in particolare con Amor sacro e Amor profano di Tiziano Vecellio, ipotizza che Raffaello, sulla scorta di Marsilio Ficino e di Pietro Bembo, ritragga ne La Fornarina la Venere celeste, l'amore che eleva gli spiriti alla ricerca della verità attraverso l'idea sublimata della bellezza, e che si distingue dall'altra Venere, quella terrestre, forza generatrice della natura, che guarda alla bellezza terrena e ha come fine la procreazione. A La Fornarina corrisponderebbe in tal senso La Velata, identificata come Venere terrestre, sposa e madre.

#### Il rinnovo della pala d'altare

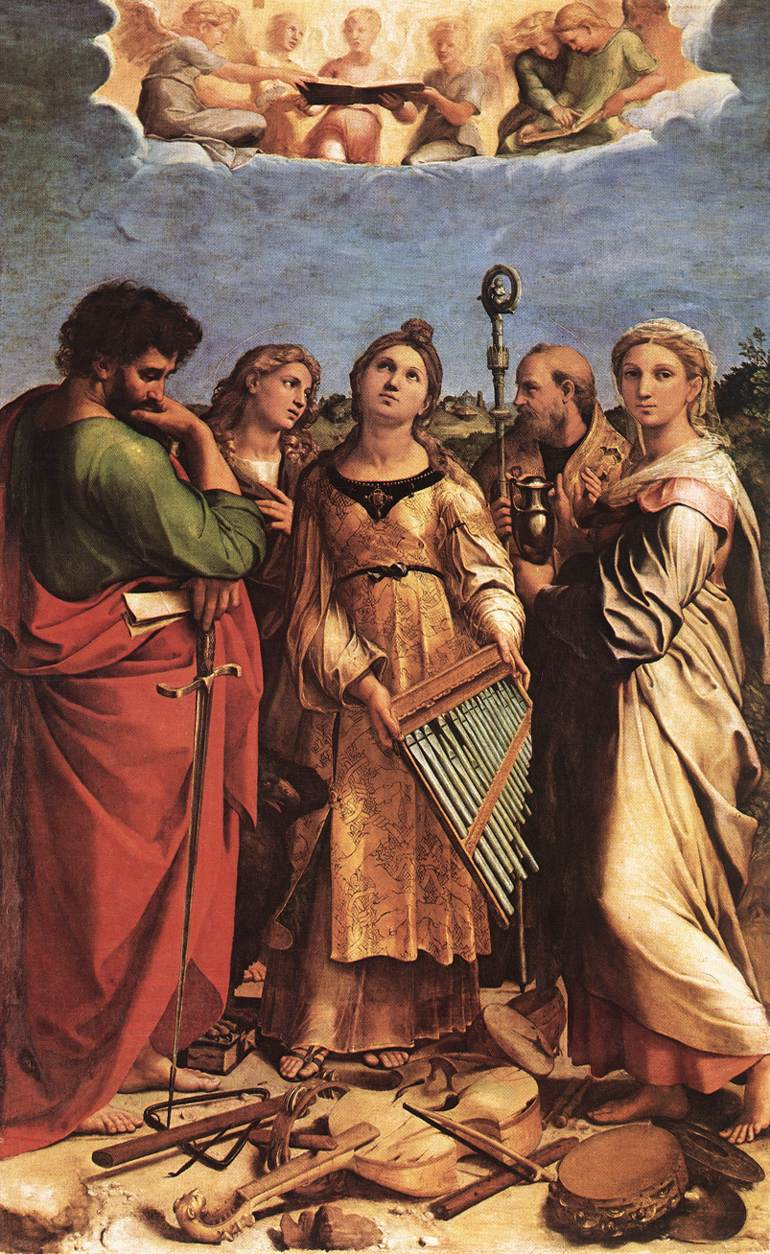
Estasi di santa Cecilia

L'altro motivo fondamentale di questa stagione è quello legato alle radicali trasformazioni messe in atto sul tema della pala d'altare, all'insegna di un sempre più profondo coinvolgimento dello spettatore. Già nella Madonna di Foligno (1511-1512) lo schema tradizionale dell'ancona è superato dai continui rimando tra parte superiore e inferiore, con un'orchestrazione cromatica che dà unità all'insieme, compreso il vibrante paesaggio sullo sfondo, legato a un evento miracoloso che era stato all'origine della commissione.
Il passo decisivo si compì però con la Madonna Sistina (1513-1514), dove una tenda scostata e una balaustra simulano la cornice di una finestra da cui si ammira un'apparizione di Maria, completamente umana, scalza e priva di vistosa aureola, ma resa sovrannaturale dall'area luminosa che la circonda; in braccio regge un Gesù Bambino in posa da adulto. Ai lati della coppia, due santi guardano e indicano fuori dalla pala come a voler introdurre i fedeli (gli spettatori del dipinto) a Maria, verso i quali essa sembra incedere, miracolosamente immota, ma spinta da un vento che le agita la veste. Anche i due celeberrimi angioletti pensosi, appoggiati in basso, hanno il ruolo di mettere in connessione la sfera terrena e reale dell'osservatore con quella celeste e dipinta dentro il quadro.
Punto di arrivo è la pala con l'Estasi di santa Cecilia (1514), tutta giocata su un'impalpabile presenza del divino, interiorizzato dallo stato estatico della santa che rinuncia alla musica terrena, raffigurata nella straordinaria natura morta di vecchi strumenti musicali ai suoi piedi, in favore della musica eterna e celeste dell'apparizione del coro di angeli in alto. Riferibile a quest'opera, per lo meno nella fisiognomia della Vergine, si reputa la "Madonna del Divino amore" (1516), soggetto sulla cui ideazione e realizzazione recentemente è stata riportata la responsabilità a Raffaello stesso (e di cui esiste una copia di Gian Francesco Penni alla Chiesa della Sacra Famiglia di Cinisello Balsamo)

#### Le tavole
Nonostante gli impegni proseguì la produzione di tavole destinate all'uso privato. Ad esempio il tema della Madonna col Bambino raggiunge il culmine sublime di perfezione geometrica e armonizzazione spontanea e naturale dei sentimenti nella Madonna della Seggiola (1513-1514 circa). Figure emblematiche come La Velata (1516 circa) e La Fornarina (forse l'amante dell'artista) mostrano un'impareggiabile qualità pittorica e un virtuosismo che non mettono mai in secondo piano la vivida descrizione delle protagoniste.

#### La bottega

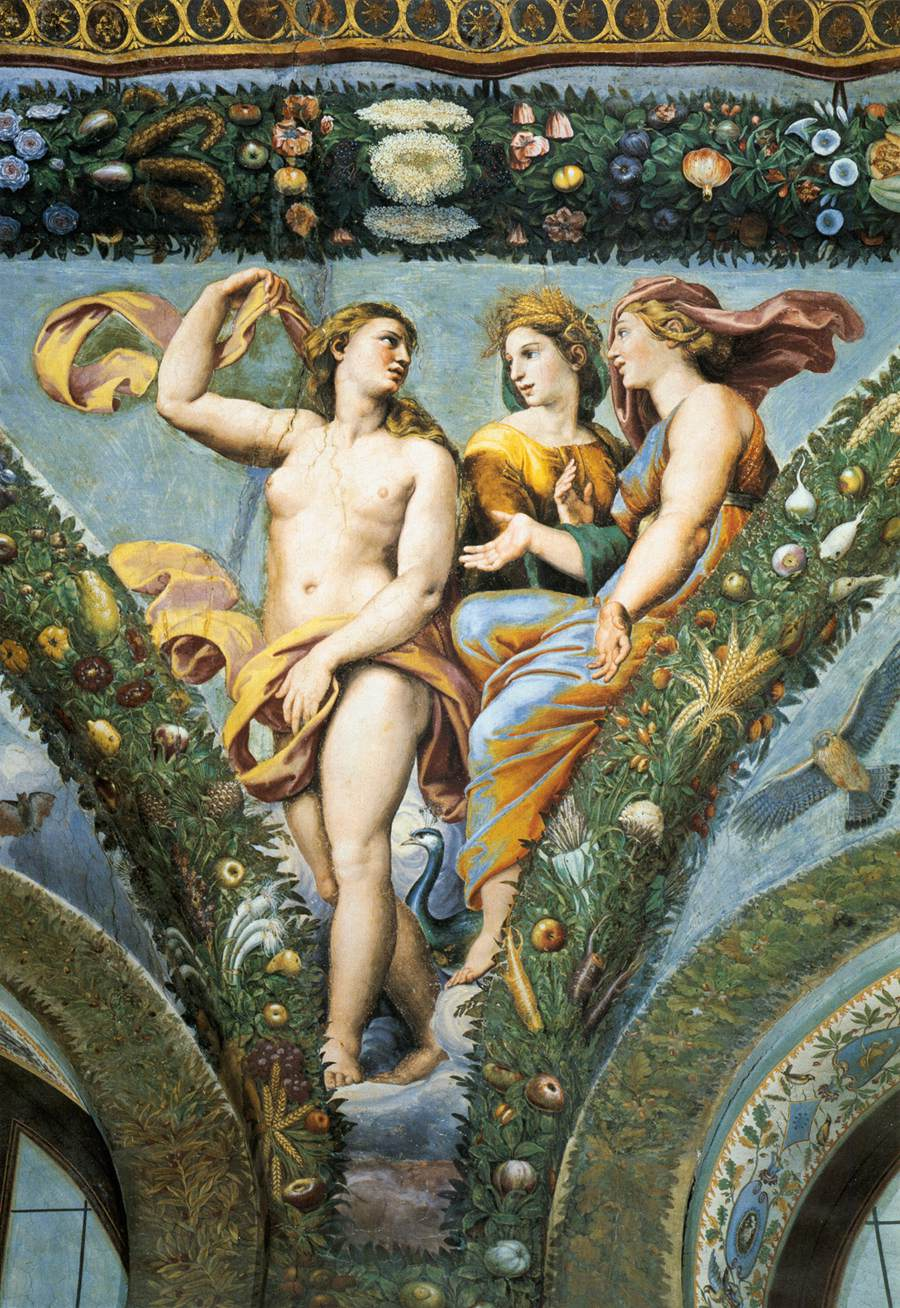
Pennacchio della Loggia di Psiche, Venere con Cerere e Giunone: Giunone è attribuita a Giulio Romano, mentre Venere e Cerere allo stesso Raffaello

Per far fronte alla sua crescita di popolarità e alla conseguente mole di lavoro richiesto, Raffaello mise su una grande bottega, strutturata come una vera e propria impresa capace di dedicarsi a incarichi sempre più impegnativi e nel minor tempo possibile, garantendo comunque un alto livello qualitativo. Prese così all'apprendistato non solo garzoni e artisti giovani, ma anche maestri già affermati e di talento.
A trent'anni circa Raffaello era il titolare della più attiva bottega di pittura a Roma, con una schiera di aiuti che inizialmente si dedicavano essenzialmente a lavori preparatori e di rifinitura di dipinti e affreschi. Con il passare del tempo, negli anni avanzati del periodo romano, la quasi totalità dei lavori di Raffaello vide poi un contributo sempre maggiore della bottega nella stesura pittorica, mentre la preparazione dei disegni e dei cartoni restava solitamente appannaggio del maestro. L'integrazione tra le varie figure professionali era tale che risulta difficoltoso distinguere la paternità di opere e disegni, tanto più che i vari artisti della sua scuola furono individualmente incaricati di completare le varie opere pittoriche e architettoniche lasciate incompiute. Il sistema di lavoro della bottega, per un periodo ospitata nella stessa casa di Raffaello a Palazzo Caprini, era strutturato con efficienza e formò un'intera generazione di artisti.
Il suo atelier fu per certi versi opposto a quello di Michelangelo, che preferiva lavorare con gli aiuti minimi indispensabili (preparazione dei colori, degli intonaci per gli affreschi e altro) mantenendo una leadership assoluta sull'esito dell'opera finale. Raffaello invece, con l'andare degli anni, delegava sempre più spesso parti consistenti del lavoro ai suoi assistenti, che ebbero così una crescita professionale notevole. Ne è un esempio Giovanni da Udine, che assoldato come decoratore professionale specializzato in grottesche, divenne un valido creatore di nature morte con originalità ed eleganza, anticipando le scene di genere seicentesche. Allievi fedeli e duttili furono anche Tommaso Vincidor, Vincenzo Tamagni o Guillaume de Marcillat, mentre aggiungevano alla bottega un bagaglio di conoscenze polivalenti, dall'architettura alla scultura, personalità come Lorenzo Lotti. Giovan Francesco Penni fu un vero e proprio factotum della bottega, capace di imitare i modelli del maestro alla perfezione, tanto che è difficile distinguere la sua migliore produzione grafica da quella di Raffaello; la sua scarsa inventiva però lo rese una figura di secondo piano dopo la scomparsa del maestro.

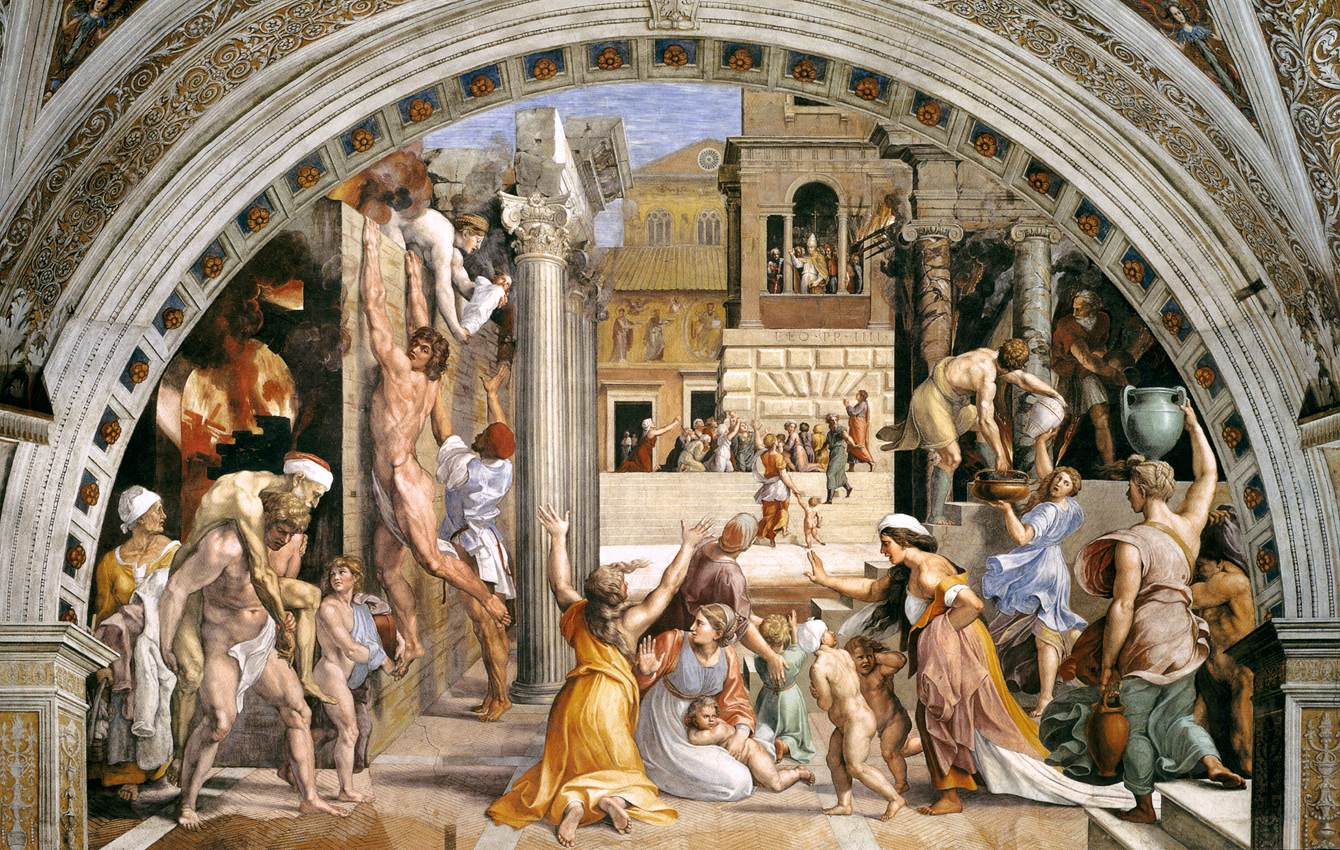
Sala dell'incendio di Borgo nelle Stanze di Raffaello in Vaticano: Incendio di Borgo. Gli storici considerano questo come l'unico affresco a cui Raffaello abbia effettivamente messo mano nell'intera stanza, mentre per gli altri ha preparato i cartoni affidati poi alla sua bottega

L'allievo più conosciuto e capace poi di avere la migliore carriera artistica indipendente fu però Giulio Romano, che dopo la morte del maestro si trasferì a Mantova diventando uno dei massimi interpreti del manierismo italiano. Un altro allievo affermato fu Perin del Vaga, fiorentino dallo stile elegante e accentuatamente disegnativo, che dopo il Sacco di Roma si trasferì a Genova dove ebbe un ruolo fondamentale nella diffusione locale del linguaggio raffaellesco. Altri artisti che ebbero poi una carriera indipendente di successo furono Polidoro da Caravaggio, Alonso Berruguete e Pedro Machuca.
Raffaello collaborò anche con numerosi incisori come Marcantonio Raimondi, Agostino Veneziano, Marco Dente e Ugo da Carpi a cui affidò la realizzazione di stampe tratte da propri dipinti o disegni, assicurando una grande diffusione alla propria opera figurativa.

#### Stanza dell'Incendio di Borgo
Nelle Stanze Leone X non fece altro che confermare a Raffaello il ruolo che aveva sotto il suo predecessore. La terza Stanza, poi detta dell'Incendio di Borgo, fu incentrata sulla celebrazione del pontefice in carica attraverso le figure di suoi omonimi predecessori, come Leone III e IV. La lunetta più famosa, nonché l'unica con il consistente intervento diretto del maestro, è quella dell'Incendio di Borgo (1514) in cui cominciano ormai a essere evidenti i debiti verso il dinamismo turbinoso degli affreschi di Michelangelo, reinterpretati però con altri influssi, fino a generare un nuovo "classicismo", scenografico e monumentale, ma dotato anche di grazia e armonia.

#### Gli arazzi per la Sistina

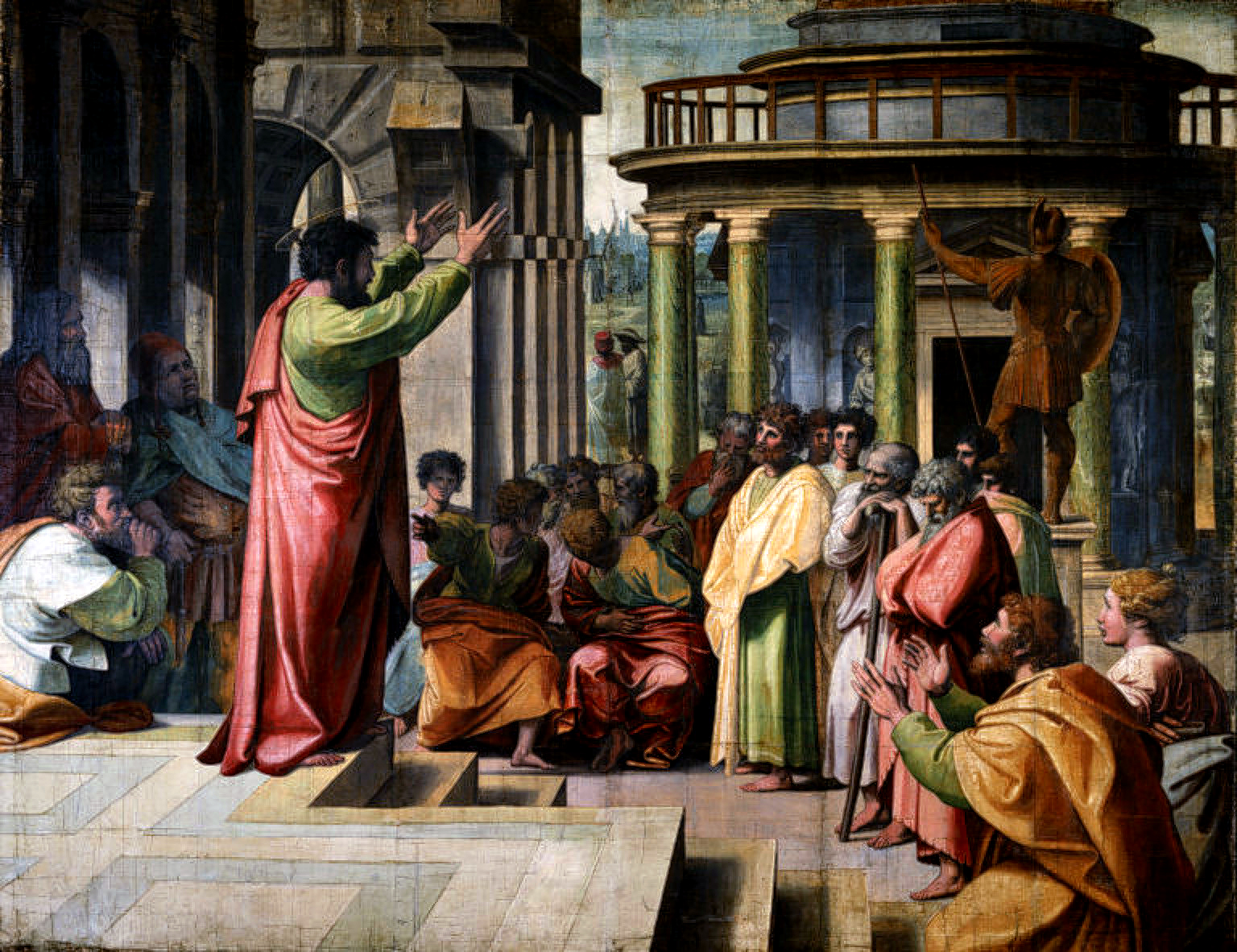
Predica di san Paolo, cartone per arazzo

Le imprese che distolsero il Sanzio dall'esecuzione materiale degli affreschi nella terza Stanza furono essenzialmente la nomina a sovrintendente della basilica vaticana dopo la morte di Bramante (11 aprile 1514) e quella degli arazzi per la Cappella Sistina. Leone X desiderava infatti legare anche il proprio nome alla prestigiosa impresa della Cappella pontificia, facendo decorare l'ultima fascia rimasta libera, il registro più basso dove si trovavano i finti tendaggi e dove decise di far tessere a Bruxelles una serie di arazzi da appendere in occasione delle liturgie più solenni. La prima notizia sulla commissione risale al 15 giugno 1515.
Raffaello, trovandosi a confronto direttamente con i grandi maestri del Quattrocento e soprattutto con Michelangelo e la sua sfolgorante volta, dovette aggiornare il proprio stile, adattandosi anche alle difficoltà tecniche dell'impresa che prevedevano la stesura di cartoni rovesciati rispetto al risultato finale, la limitazione della gamma cromatica rispetto alle tinture disponibili dei filati e il dover rinunciare ai dettagli troppo minuti, preferendo grandi campiture di colore.
Nei sette su dieci cartoni conservati oggi al Victoria and Albert Museum di Londra si nota come il Sanzio seppe superare tutte queste difficoltà, semplificando la determinazione dei piani in profondità e scandendo con maggiore forza l'azione grazie a una netta contrapposizione tra gruppi e figure isolate e ricorrendo a gesti eloquenti, di immediata leggibilità, all'insegna di uno stile "tragico" ed esemplare.

#### Commissioni inevase
Nonostante la velocità e l'efficienza della bottega, la notevole consistenza degli aiuti e l'eccellente organizzazione lavorativa, la fama di Raffaello andava ormai ben oltre le reali possibilità di soddisfare le richieste e molte commissioni, anche importanti, dovettero essere a lungo rimandate o inevase. Le clarisse di Monteluce di Perugia dovettero aspettare circa vent'anni prima di ottenere una pala con l'Incoronazione della Vergine commissionata nel 1501-1503 circa e dipinta solo dopo la morte dell'artista da Giulio Romano su disegni appartenenti alla gioventù del maestro. Il cardinale Gregorio Cortesi provò nel 1516 a chiedergli affreschi per il refettorio del convento di San Polidoro a Modena, mentre l'anno successivo Lorenzo duca d'Urbino, nipote del papa, avrebbe voluto che l'artista disegnasse il suo profilo da battere nelle monete del ducato.
Isabella d'Este non riuscì mai a ottenere un "quadretto" di mano di Raffaello per il suo studiolo, né vi riuscì suo fratello Alfonso per i camerini d'alabastro: nonostante il versamento di un acconto e le ripetute insistenze degli ambasciatori ferraresi alla corte pontificia (ai quali Raffaello arrivò anche a fingersi impegnato pur di non riceverli), alla fine il Trionfo di Bacco dovette essere dipinto da Tiziano. Nel frattempo però il marchese aveva ricevuto numerosi cartoni e disegni di Raffaello, inviati dall'artista per non perderne le grazie.

#### Raffaello architetto

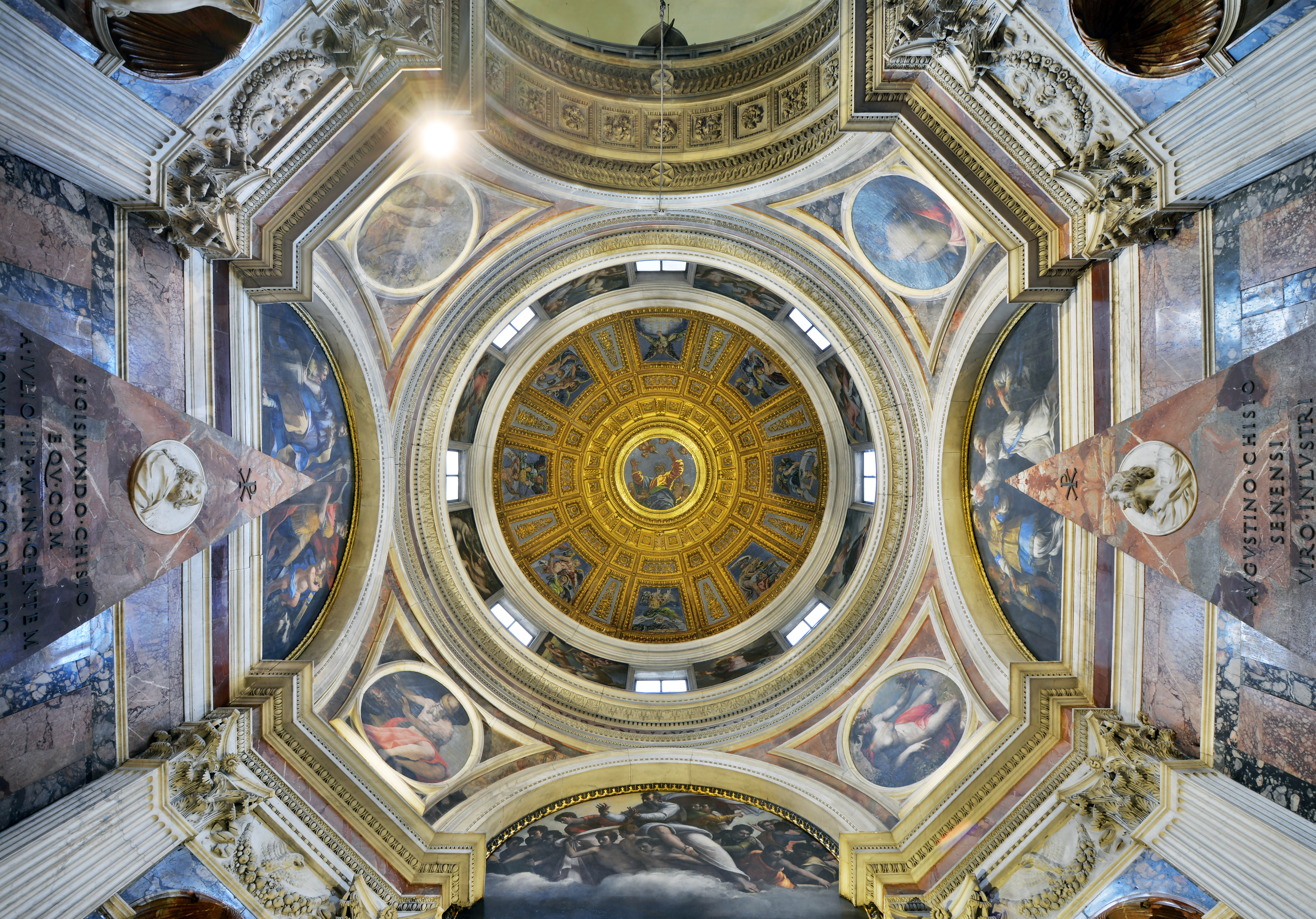
Cupola della cappella Chigi

Quando Raffaello decise di accettare l'incarico di soprintendente ai lavori nella basilica vaticana, il più importante cantiere romano, egli aveva già alle spalle alcune esperienze in questo campo. Le stesse architetture dipinte, sfondo di tante celebri opere, mostrano un bagaglio di conoscenze che va di là dal consueto apprendistato di un pittore.
Già per Agostino Chigi aveva curato le cosiddette "Scuderie" di villa Farnesina (distrutte, ne resta solo il basamento su via della Lungara) e la cappella funeraria in Santa Maria del Popolo. Inoltre aveva atteso alla costruzione della piccola chiesa di Sant'Eligio degli Orefici. In queste opere si nota un reimpiego di motivi derivati dall'esempio di Bramante e di Giuliano da Sangallo, coniugati con suggestioni dell'antico all'insegna di una notevole originalità.
La Cappella Chigi ad esempio riproduce in piccolo la pianta centrale dei quattro piloni angolari di San Pietro, ma aggiornati a modelli antichi come il Pantheon e tendenzialmente decorati con maggiore ricchezza e vivacità, con connessioni armoniose alle strutture architettoniche. Nel novembre 1515 dovette partecipare a Firenze alla gara per la facciata di San Lorenzo, vinta poi da Michelangelo.
La storiografia artistica ha a lungo trascurato la portata e l'influenza di Raffaello architetto, riscoprendolo solo dopo la grande mostra del 1984.

#### Basilica di San Pietro

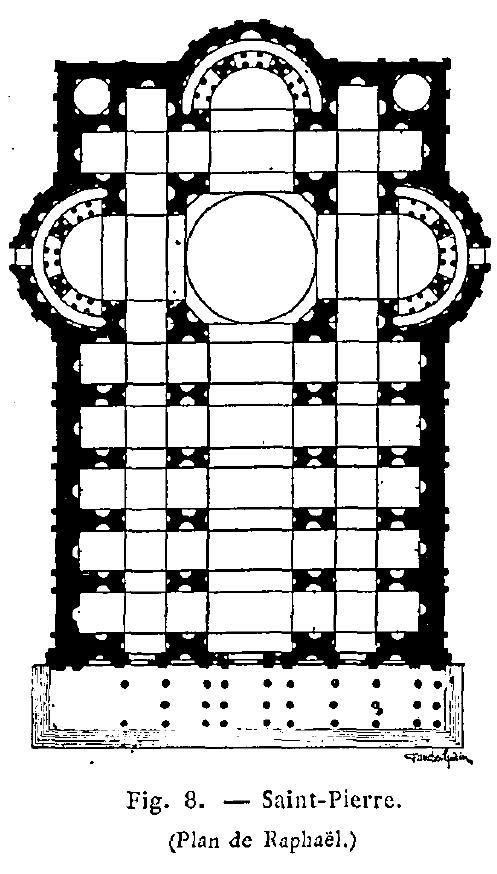
Progetto di Raffaello per San Pietro

Fu così che Raffaello si dedicò al cantiere di San Pietro con entusiasmo, ma anche con un certo timore, come si legge dal carteggio di quegli anni, per la dimensione dei suoi slanci che vorrebbero eguagliare la perfezione degli antichi. Non a caso si fece fare da Fabio Calvo una traduzione del De architectura di Vitruvio, rimasta inedita, per poter studiare direttamente il trattato e utilizzarlo nello studio sistematico dei monumenti romani.
Sebbene i lavori procedessero con lentezza (Leone X era infatti molto meno interessato del suo predecessore al nuovo edificio), suo fu il fondamentale contributo di ripristinare il corpo longitudinale della basilica, da innestare sulla crociera avviata da Bramante.
Nella progettazione Raffaello utilizzò un nuovo sistema, quello della proiezione ortogonale (dice: l'architetto non ha bisogno di saper disegnare come un pittore, ma di avere disegni che gli permettono di vedere l'edificio così com'è), abbandonando la configurazione prospettica del Bramante. Da una pianta attribuita a Raffaello si distingue una navata di cinque campate, con navate laterali, che viene posta davanti allo spazio cupolato bramantesco; i pilastri che presentano doppie paraste sia verso la navata maggiore sia verso le navate laterali; vi si vede la facciata costituita da un ampio portico a due piani.
Le fondazioni dei piloni si mostrarono insufficienti; per questa ragione si decise di posizionare le pareti (quelle più sollecitate dal carico) più vicine ai piloni della cupola. L'ordine gigante della crociera proseguiva sui pilastri del transetto, e le colonne tra i pilastri formavano un ordine minore.
Raffaello non aveva alcuna intenzione di modificare la cupola di Bramante: l'aspetto esterno della chiesa sarebbe stato dominato dal sistema trabeato all'antica, composto cioè da sostegni verticali e architravi orizzontali senza l'uso di archi. Sia nei deambulatori sia sulla facciata, colonne libere o semicolonne addossate alla muratura sostengono una trabeazione dorica.
Antonio da Sangallo il Giovane, successore di Raffaello (1520), espose però i difetti del progetto di Raffaello in un famoso memoriale.

#### Palazzi

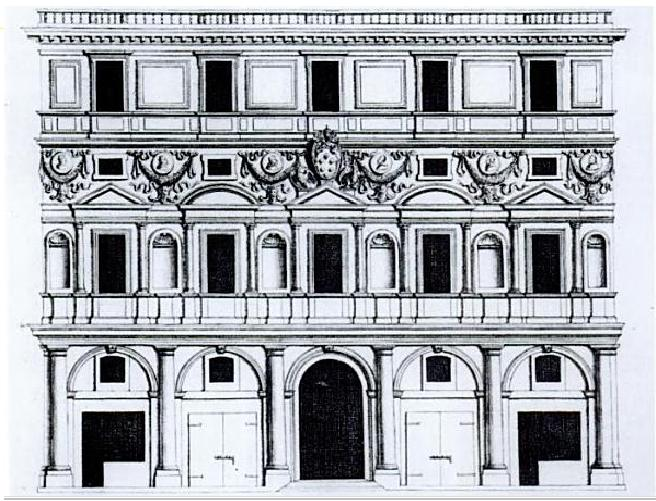
Palazzo Branconio dell'Aquila, già a Roma

Raffaello progettò (secondo Vasari) il palazzo Branconio dell'Aquila per il protonotario apostolico Giovanbattista Branconio dell'Aquila, demolito poi nel Seicento per fare spazio al colonnato del Bernini di fronte a San Pietro. La facciata aveva cinque campate, ispirate a Palazzo Caprini di Bramante, ma si distaccava dal modello del maestro. Il pianterreno ad esempio doveva essere affittato a botteghe e non era di bugnato, ma articolato da un ordine tuscanico che incorniciava arcate cieche. Al piano superiore abbandonò gli ordini classici, rompendo così la tradizione da Palazzo Rucellai, e fu superata anche la tradizionale distinzione chiara tra elementi portanti e parti di riempimento.
Altri palazzi quasi certamente furono progettati da Raffaello, con l'aiuto della sua bottega, che comprendeva Giulio Romano, sono il Palazzo Jacopo da Brescia e il Palazzo Alberini.
Palazzo Vidoni Caffarelli, nonostante sia stato attribuito per molto tempo a Raffaello, non fu progettato personalmente dal maestro, ma sicuramente da un suo allievo, probabilmente Lorenzo Lotti, e rispecchia comunque un modello e uno stile riferibile non solo a Raffaello ma anche a Bramante. A Raffaello è attribuito, secondo anche quanto riportato dal Vasari, anche il progetto di Palazzo Pandolfini a Firenze, avviato dal 1516, dove però sovrintese i lavori Giovanfrancesco da Sangallo e poi Bastiano da Sangallo, detto Aristotile. Non è chiaro se il palazzo, insolitamente a due soli piani invece dei tre canonici, sia incompleto o no.

#### Villa Madama

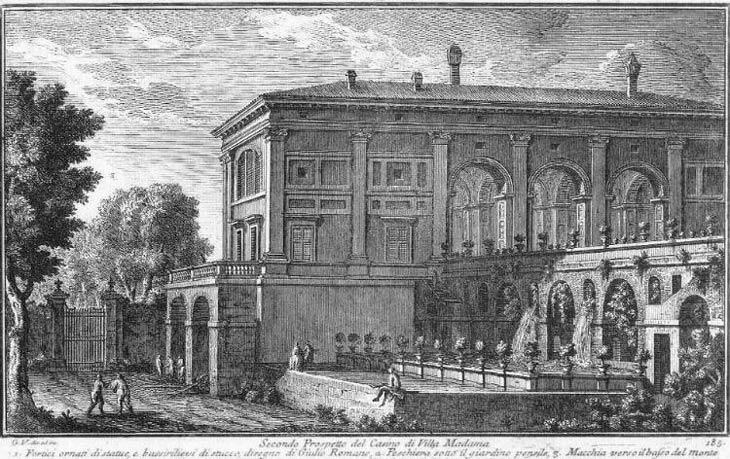
Villa Madama in un'incisione settecentesca

Un altro progetto, destinato a trovare grande risonanza e sviluppi per tutto il Cinquecento, fu quello incompiuto di Villa Madama alle pendici del Monte Mario, iniziatosi nel 1518 su incarico di Leone X e del cardinale Giulio de' Medici. L'impostazione rinascimentale della villa venne rielaborata alla luce della lezione dell'antico, con forme imponenti e una particolare attenzione all'integrazione tra edificio e ambiente naturale circostante. Attorno al cortile centrale circolare si dovevano dipartire una serie di assi visivi o di percorso, in un susseguirsi di logge, saloni, ambienti di servizio e locali termali, fino al giardino alle pendici del monte, con ippodromo, teatro, stalle per duecento cavalli, fontane e giochi d'acqua. Delicatamente calibrata è la decorazione, in cui si fondono affreschi e stucchi ispirati alla Domus Aurea e ad altri resti archeologici scoperti in quell'epoca.
L'opera venne sospesa all'epoca di Clemente VII e danneggiata durante il Sacco di Roma.
In Villa Madama si trova la stessa insistenza sulle visuali interne, come nella Cappella Chigi, e la medesima rinuncia a un sistema strutturale che governi tutto l'insieme, come nel palazzo Branconio dell'Aquila. Nessun edificio precedente aveva riprodotto così esattamente la funzione e le forme degli antichi modelli romani: struttura e ornamento si fondono insieme.

#### Lo studio dell'antico
(Raffaello, Lettera a Leone X)

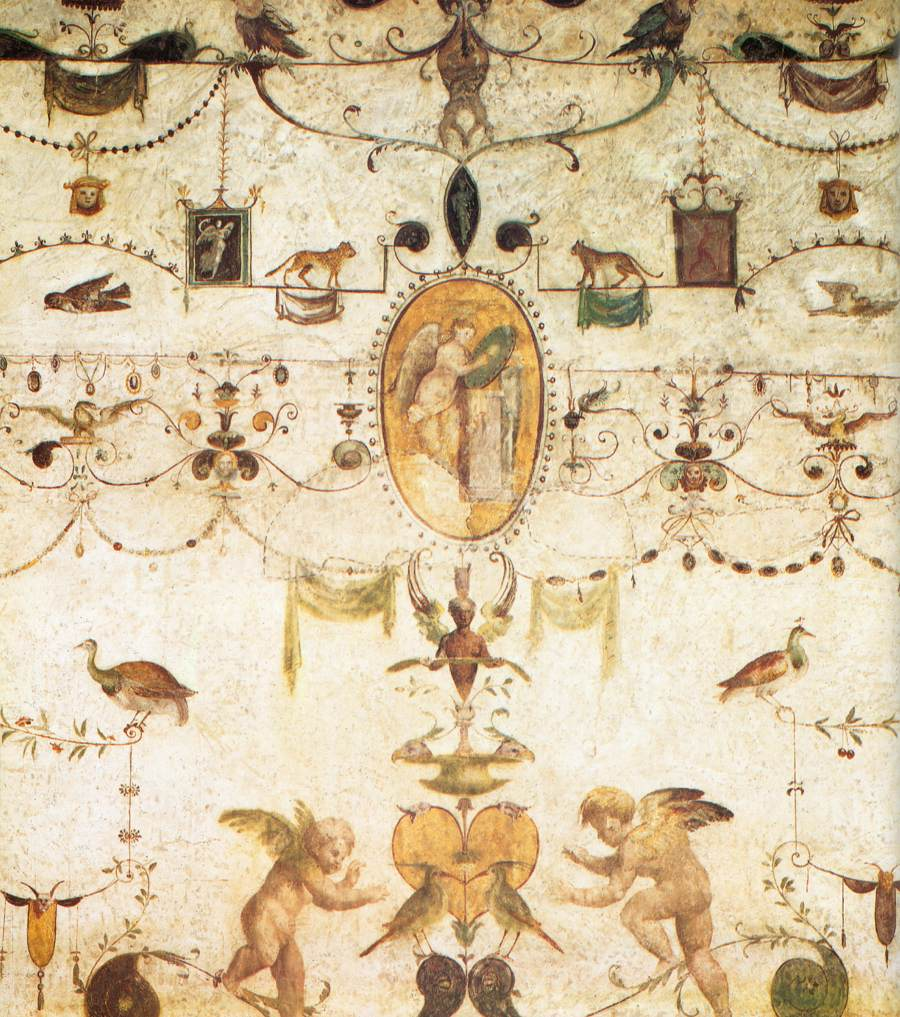
Grottesche nella Loggetta del cardinal Bibbiena

Sotto il pontificato di Leone X, Raffaello ricevette anche l'incarico di custodia e registrazione dei marmi antichi, che lo portò a condurre un attento studio delle vestigia, per esempio esaminando le strutture e gli elementi architettonici del Pantheon come nessuno aveva fatto fino a quel momento.
Il progetto più coinvolgente e ambizioso in questo settore fu quello di redigere una pianta di Roma imperiale, che richiese la messa a punto di un procedimento sistematico di rilievo e di rappresentazione ortogonale. L'ausilio venne fornito da uno strumento munito di bussola, descritto in una lettera al papa, che venne redatta con Baldassarre Castiglione e in cui si trova anche una famosa, appassionata espressione di ammirazione per la cultura classica. La volontà di misurarsi con essa non poteva prescindere dall'esigenza di conservarne i resti, lamentandosi per le distruzioni, non tanto quelle dei barbari, ma di quelle dovute all'incuria e alla superficialità dei precedenti pontefici, arrivando a perdere l'immagine e la memoria stessa della Roma antica.
Il tema del "paragone de li antichi" divenne centrale nelle opere degli ultimi anni del Sanzio, sia come rivivere dei miti, sia nel raggiungimento della perduta perfezione formale. In opere come la Loggia di Psiche o le grottesche della Stufetta o della Loggetta del cardinal Bibbiena viene elaborato un sistema di decorazione all'antica, evocato da stucchi e affreschi nello stile della Domus Aurea (scoperta qualche anno prima), fino alla ripresa di tecniche come l'encausto o la pittura compendiaria con tocchi rapidi ed essenziali, ravvivati da lumeggiature.

#### Le Logge

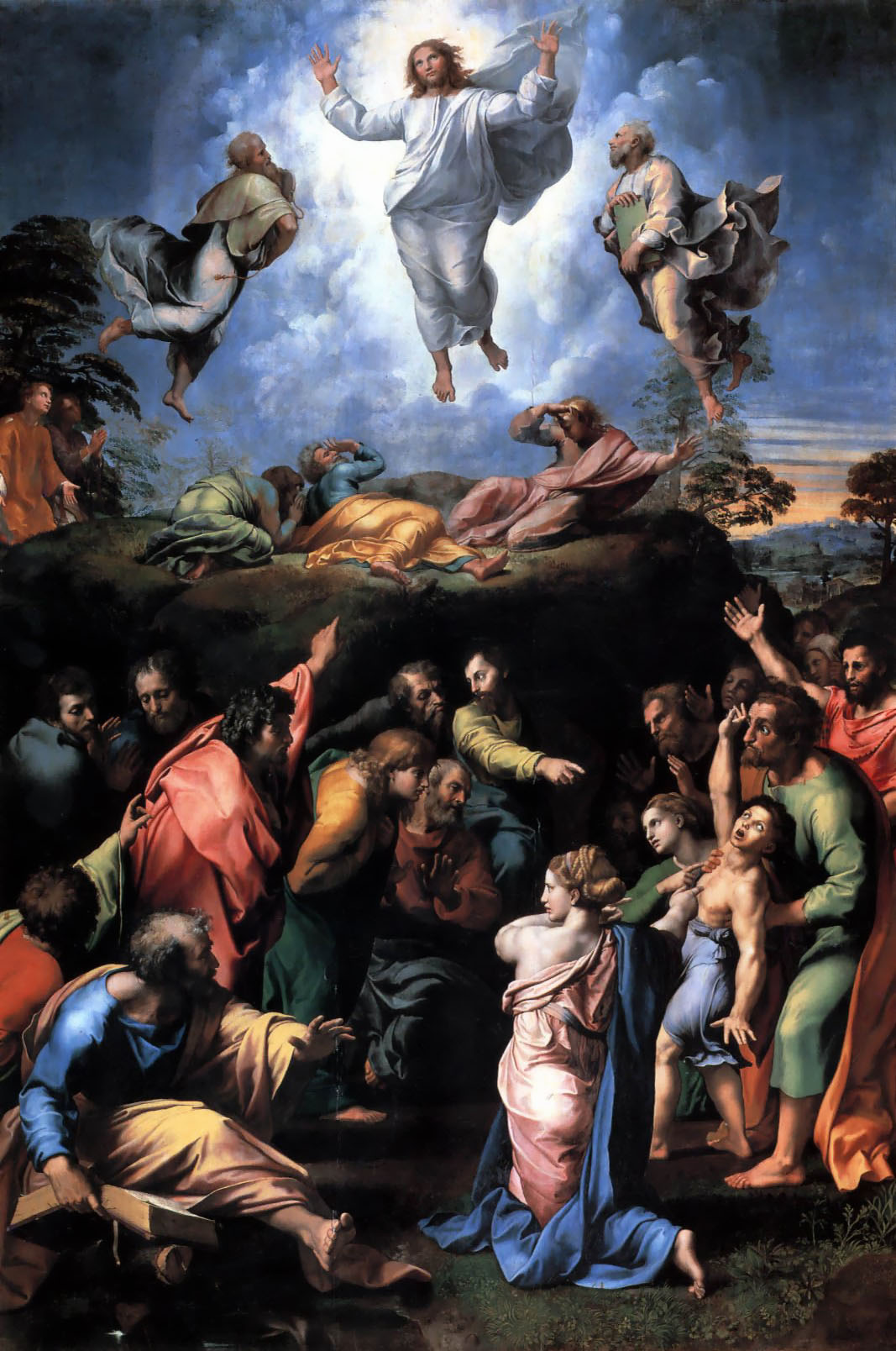
La Trasfigurazione, ultima opera di Raffaello, esposta nella camera ardente

Le Logge che decorano la facciata del palazzo niccolino in Vaticano, avviate da Bramante, vennero proseguite da Raffaello, sia nell'esecuzione sia nella decorazione. Il Sanzio arricchì l'articolazione delle pareti e coprì le campate con volte a padiglione, che permisero alla sua bottega di disporre di piani più vasti per la decorazione pittorica. Quest'ultima, avviata nel 1518, vide l'opera di un folto numero di assistenti, e comprendeva una sessantina di storie dell'Antico e Nuovo Testamento, tanto che venne chiamata la "Bibbia di Raffaello".

#### La Trasfigurazione
Nel 1516 il cardinale Giulio de' Medici mise su una sorta di competizione tra i due più grandi pittori attivi in Roma, Raffaello e Sebastiano del Piombo (alle cui spalle stava l'amico Michelangelo), ai quali richiese una pala ciascuno da destinare alla cattedrale di Narbona, la sua sede vescovile. Raffaello lavorò piuttosto lentamente all'opera, tanto che alla sua morte era ancora incompleta e vi mise sicuramente mano Giulio Romano nella parte inferiore, anche se non si conosce in quale misura. La sua opera riguardava la Trasfigurazione di Cristo, che era fusa per la prima volta con l'episodio evangelico distinto della Guarigione dell'ossesso.
Opera dinamica e innovativa, con uno sfolgorante uso della luce, mostra due zone circolari sovrapposte, legate da molteplici rimandi di mimica e gesti. Forza drammatica è sprigionata dal contrasto tra la composizione simmetrica della parte superiore e la concitata gestualità e le dissonanze di quella inferiore, raccordandosi però sull'asse verticale fino all'epifania divina, che scioglie tutti i drammi.

#### La morte

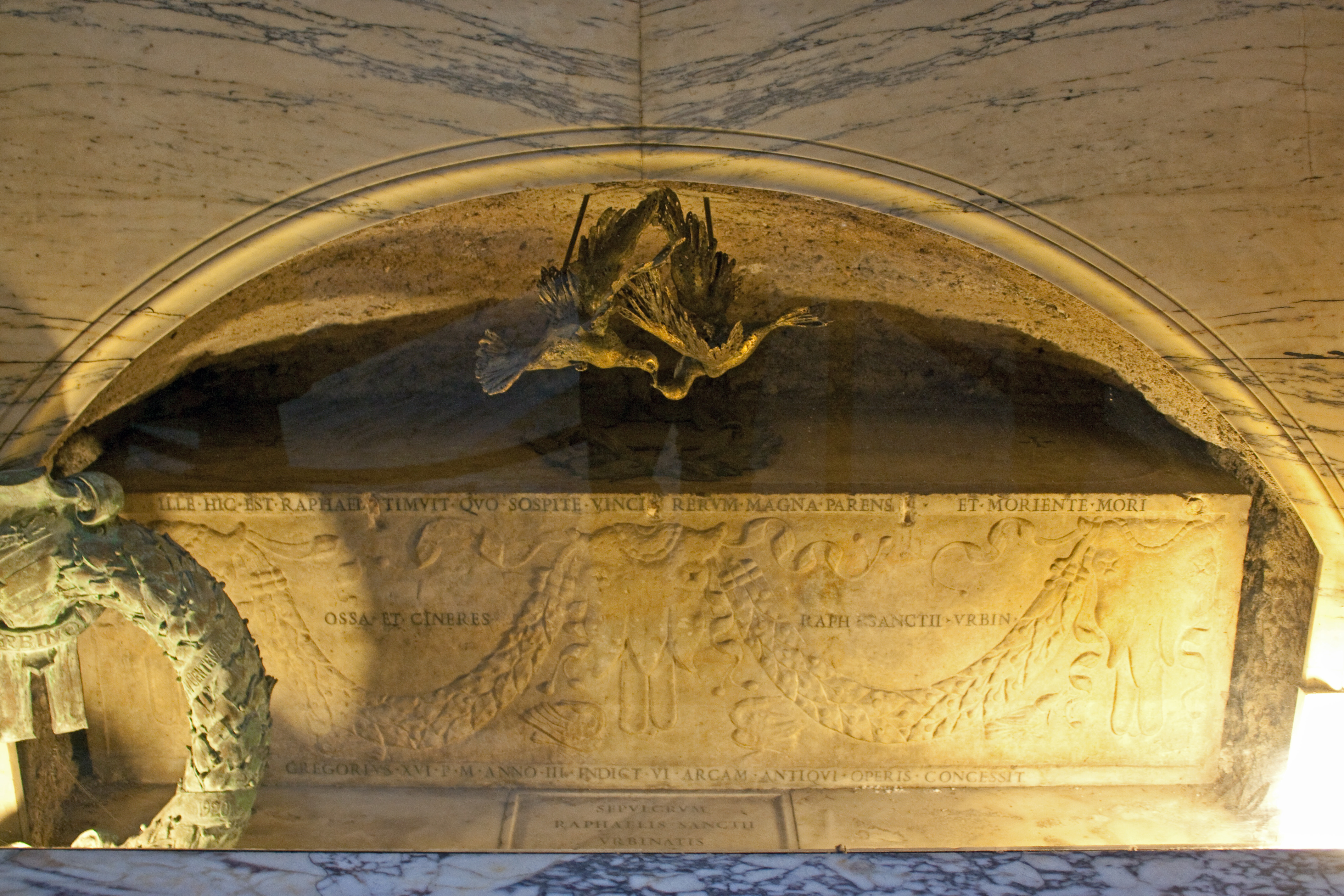
La tomba di Raffaello nel Pantheon

Raffaello morì il 6 aprile 1520, a 37 anni, nel giorno di Venerdì Santo. Secondo Vasari la morte sopraggiunse dopo quindici giorni di malattia, iniziatasi con una febbre "continua e acuta", causata secondo il biografo da "eccessi amorosi" (secondo uno studio del 2020 probabilmente da polmonite contratta durante uscite notturne), e inutilmente curata con ripetuti salassi che ne aggravarono le condizioni..
Uno dei testimoni del cordoglio suscitato dalla morte dell'artista è Marcantonio Michiel, che in alcune lettere descrisse il rammarico "d'ogn'uno et del papa" e il dolore dei letterati per il mancato compimento della "descrittione et pittura di Roma antiqua che'l faceva, che era cosa bellissima". Inoltre non mancò di sottolineare i segni straordinari che si avverarono come alla morte di Cristo: una crepa scosse il palazzo vaticano, forse per effetto di un piccolo terremoto, e i cieli si erano agitati. Scrisse Pandolfo Pico della Mirandola a Isabella d'Este che il papa, per paura, "dalle sue stantie è andato a stare in quelle che feze fare papa Innocentio".
Si tratta di un leit motiv dei contemporanei del Sanzio che, all'apogeo del suo successo, lo consideravano tanto "divino" da paragonarlo a una reincarnazione di Cristo: come lui era morto di Venerdì santo e a lungo venne distorta la sua data di nascita per farla coincidere con un altro Venerdì santo. Lo stesso aspetto con la barba e i capelli lunghi e lisci scriminati al centro, visibili ad esempio nell'Autoritratto con un amico, ricordavano da vicino l'effigie del Cristo, come scrisse Pietro Paolo Lomazzo: la nobiltà e la bellezza di Raffaello "rassomigliava a quella che tutti gli eccellenti pittori rappresentano nel Nostro Signore". Al coro di lodi si unì Vasari, che lo ricordò "di natura dotato di tutta quella modestia e bontà che suole vedersi in coloro che più degli altri hanno a certa umanità di natura gentile aggiunto un ornamento bellissimo d'una graziata affabilità".
Nella camera ove egli morì era stata appesa, alcuni giorni prima della morte, la Trasfigurazione e la visione di quel capolavoro generò ancora più sconforto per la sua perdita. Scrisse Vasari a tal proposito: «La quale opera, nel vedere il corpo morto e quella viva, faceva scoppiare l'anima di dolore a ognuno che quivi guardava».
La sua scomparsa fu salutata dal commosso cordoglio dell'intera corte pontificia. Il suo corpo fu sepolto nel Pantheon, come egli stesso aveva richiesto. In seguito, le sue spoglie furono riesumate, e fu realizzato un calco del suo teschio, tuttora esposto e conservato nella sua casa natale. Il più recente contributo sulla sepoltura di Raffaello, affiancata poi a quella di Annibale Carracci, sostiene una interpretazione in chiave filo-francese dell'intera rifondazione tombale seicentesca, per opera di Carlo Maratti e Gianpietro Bellori.
Forse Antonio Tebaldeo, un poeta amico di Raffaello, o più probabilmente il grande umanista Pietro Bembo compose per lui l'epitaffio inciso sulla sua tomba, il cui distico finale così recita:

## Raffaello e i contemporanei

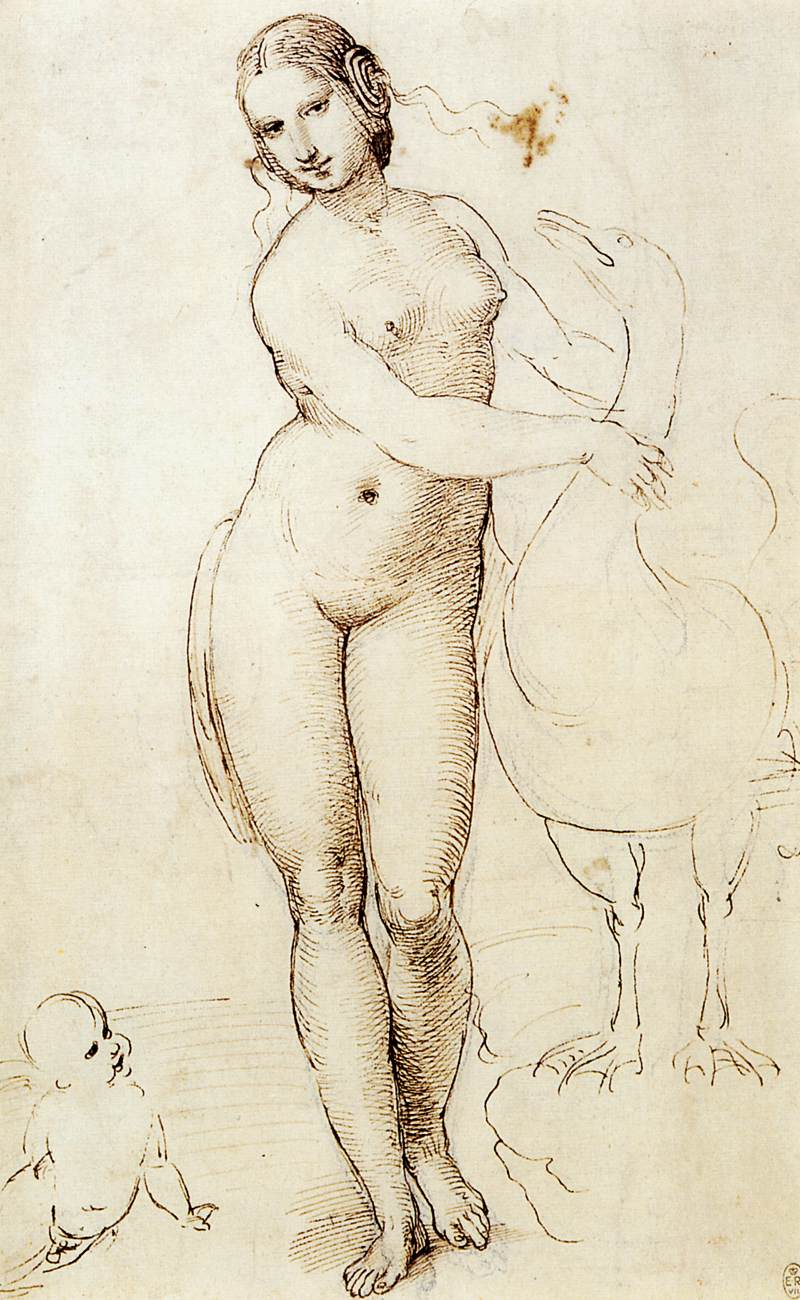
Raffaello, studio della Leda col cigno di Leonardo

### Raffaello e Leonardo
Leonardo era già più che trentenne quando Raffaello nacque, ma la sua fama di pittore innovativo e capace di esiti straordinari era ancora ben viva quando il Sanzio decise di recarsi a Firenze, per ammirare, tra l'altro, la sua Battaglia di Anghiari. L'influenza di Leonardo, del suo modo di legare le figure in composizioni armoniche caratterizzate da schemi geometrici, e del suo sfumato, fu una delle componenti fondamentali del linguaggio raffaellesco, anche se venne rielaborata con esiti completamente diversi. Opere come la Madonna del Belvedere mostrano una composizione piramidale derivata da Leonardo, ma è del tutto assente il senso di mistero e l'inquietante carica di allusioni e suggestioni del pittore di Vinci, sostituiti da un sentimento di calma e spontanea familiarità.
Sicuramente l'esempio di Leonardo inculcò nel giovane la volontà di superare le sterili repliche di modelli di repertorio (come era solito fare il Perugino), in favore di una continua rielaborazione e studio organico di tutte le figure e del paesaggio, spesso rilevato dal vero, per favorire una rappresentazione più naturale e credibile. Lo stesso Vasari testimoniò come al giovane Raffaello "piacendogli la maniera di Leonardo più che qualunque altra avesse veduta mai, si mise a studiarla", distaccandosene però a poco a poco, verso uno stile pienamente proprio. Resta ad esempio una copia della Leda col cigno leonardesca di mano del Sanzio.
Leonardo fu a Roma nel 1514-1516 e qui ebbe sicuramente modo di venire in contatto con Raffaello, il maggior pittore alla corte papale. Non c'è notizia di contatti diretti tra i due, né di commissioni pittoriche a Leonardo in quel periodo, però opere di Raffaello di quegli ultimi anni mostrano un rinnovato interesse per l'arte di Leonardo, anche quella vista magari un decennio prima. Ad esempio nella Perla del Prado lo schema riprende quello della Vergine delle Rocce, mentre nella Trasfigurazione alcune figure riprendono direttamente quelle di Leonardo nell'Adorazione dei Magi.

### Raffaello e Michelangelo

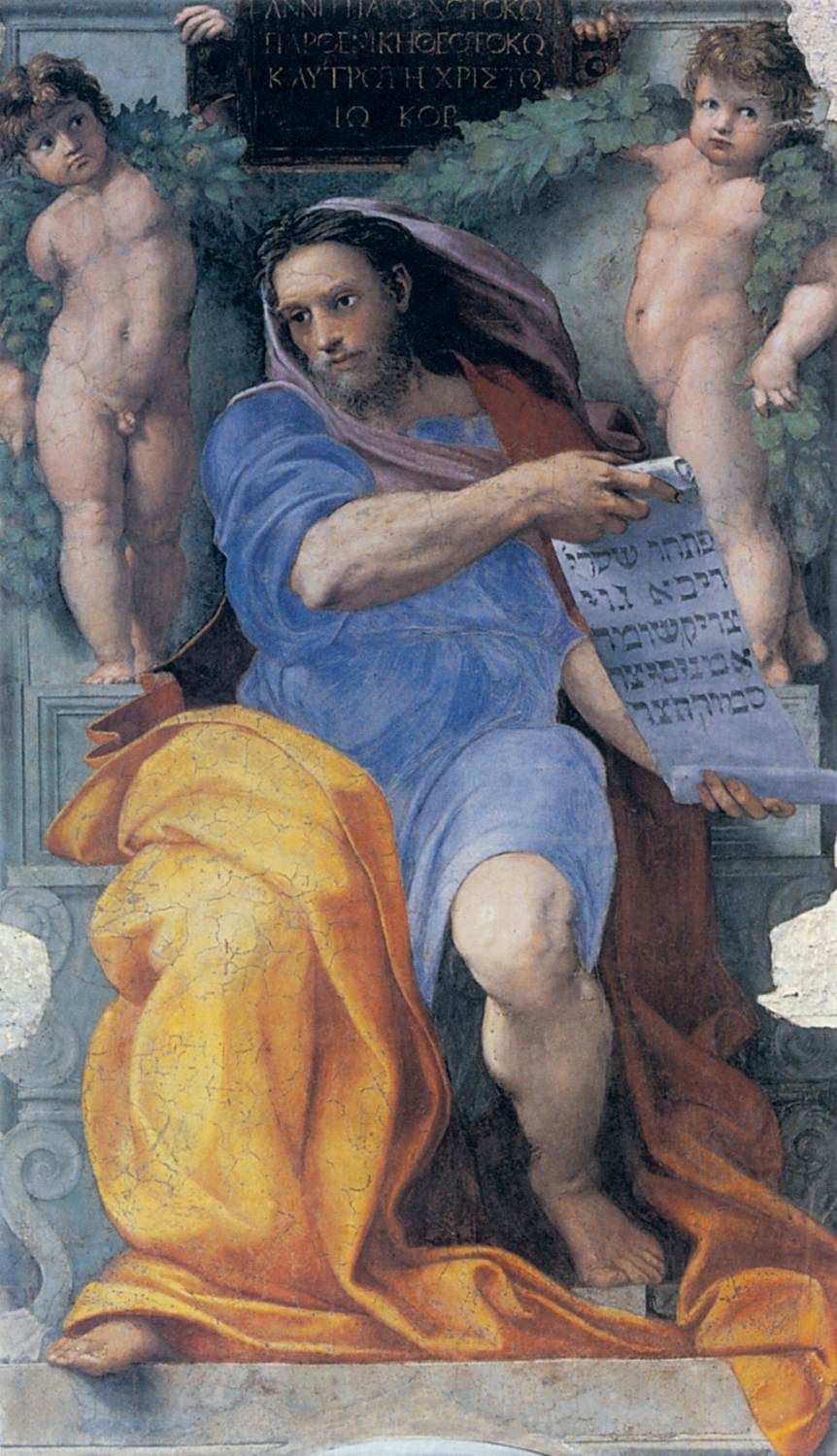
Raffaello, Profeta Isaia, citazione dei Veggenti michelangioleschi

Il giovane Raffaello fu molto attratto dalle novità dell'altrettanto giovane Michelangelo (tra i due correvano circa otto anni di differenza), arrivando a trasferirsi a Firenze proprio per ammirare, tra l'altro, il suo cartone per la Battaglia di Cascina. Una volta arrivato, Sanzio poté studiare con attenzione il monumentale David marmoreo di piazza della Signoria, dal quale trasse alcuni disegni particolareggiati. Alcune Madonne del periodo fiorentino risultano influenzate dalle sculture del Buonarroti, come il Tondo Pitti o il Tondo Taddei e, cosa piuttosto strana, la Madonna di Bruges, che non uscì dalla bottega dell'artista se non per essere spedita in gran segreto nelle Fiandre. Forse, tramite l'intercessione del suo maestro Perugino, Raffaello era riuscito ad accedere dove molti fiorentini non poterono.
L'ammirazione per Michelangelo si trasformò in un vero e proprio scontro artistico al tempo del soggiorno a Roma. Probabilmente non furono i due interessati a schierarsi volontariamente contro, ma il clima fortemente competitivo della corte papale, surriscaldato probabilmente da Bramante, che cercava di tirare l'acqua al proprio mulino screditando il fiorentino Michelangelo e promuovendo invece il suo conterraneo Raffaello. Le risorse papali, per quanto ingenti, non erano comunque infinite e Bramante, impegnato nella difficile impresa della ricostruzione di San Pietro fece mettere in secondo piano il progetto della tomba di Giulio II, dando avvio a quelle vicende della "tragedia della sepoltura", che lo avrebbero tormentato per quarant'anni. Scrisse infatti Michelangelo in una tarda lettera: «Tutte le discordie che nacquono tra papa Julio e me, fu l'invidia di Bramante et di Raffaello da Urbino […] et avevane bene cagione Raffaello, che ciò che aveva dell'arte, l'aveva da me».
Bramante, a giudicare da lettere e testimonianze, cercò spesso di mettere Michelangelo in cattiva luce, forse preoccupato del suo straordinario talento e dall'interesse che suscitava nel papa, trovando in Raffaello, suo malgrado, un alleato. Ad esempio a causa della scarsa pratica del Buonarroti nella tecnica dell'affresco tentò di far affidare la volta della Cappella Sistina al Sanzio.
La rivalità tra i due pittori portò presto al nascere di veri e propri schieramenti, con sostenitori dell'uno e dell'altro, ai quali si aggiunse Sebastiano del Piombo, preso sotto la protezione del Buonarroti. Nonostante i toni anche aspri della contesa, Raffaello dimostrò di essere interessato alle novità di Michelangelo negli affreschi della volta della Cappella Sistina; oltre a includere un suo ritratto nella Scuola d'Atene, in opere successive allo scoprimento della volta si notano riferimenti ben eloquenti a Michelangelo, come nel Profeta Isaia, lodato dallo stesso Buonarroti, o nell'Incendio di Borgo, dove i corpi muscolosi in tumultuoso movimento rimandano direttamente al suo esempio.
Un nuovo momento di scontro sorse quando Giulio de' Medici decise di affidare due grandi pale d'altare a Sebastiano del Piombo e Raffaello. Scrisse Leonardo Sellaio al Buonarroti: «Ora mi pare che Raffaello metta sottosopra el mondo perché lui [Sebastiano] non la facia, per non venire a paraghoni» (19 gennaio 1517). Michelangelo disegnò di sua mano le figure principali della pala di Sebastiano (la Resurrezione di Lazzaro) e i due artisti in ballo ritardarono la consegna dell'opera per non svelarsi prima al rivale. Alla fine Raffaello morì, lasciando la celebre Trasfigurazione, completata dai suoi allievi.
In definitiva Raffaello si mosse sempre in modo da assimilare il meglio da chi aveva a portata d'occhio, fosse la ricchezza cromatica di un veneziano, la dolcezza di Leonardo o il dinamismo di Michelangelo. Ammirando e imitando in tempi diversi, senza mai seguire gli esiti estremi delle poetiche altrui ma piegandole alla propria sensibilità, Raffaello si pose come figura di mediazione, esempio per il futuro e terzo personaggio nell'ideale triade dei grandi "geni" del Rinascimento.

## Raffaello e l'incisione

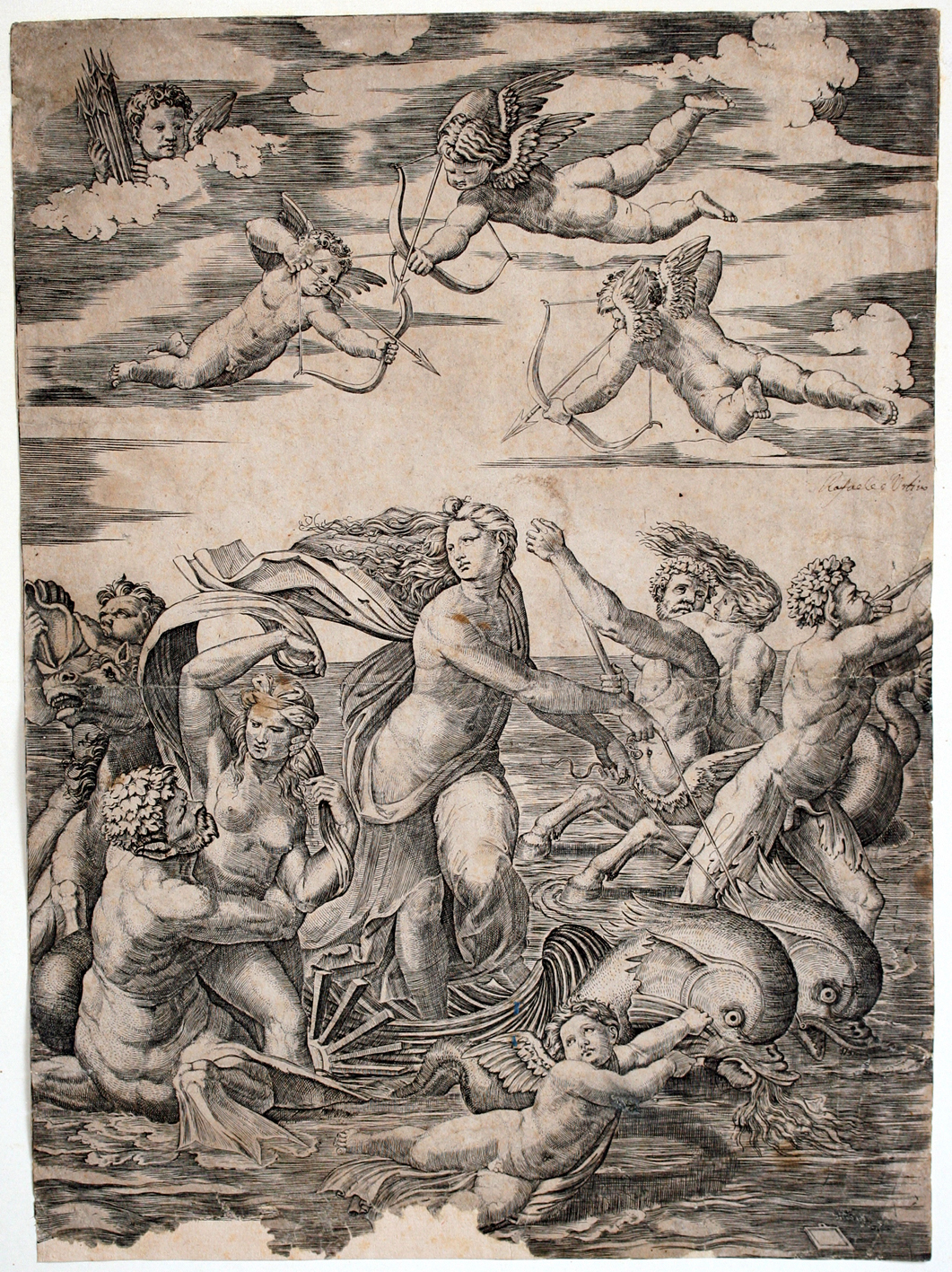
Il Trionfo di Galatea di Marcantonio Raimondi

Raffaello ebbe una sincera e profonda ammirazione per l'arte dell'incisione, e sono documentate alcune opere di Albrecht Dürer che egli teneva esposte nella sua bottega. Egli arrivò a inviare un suo discepolo, Baviero de' Carrocci detto il Baviera, per mettersi in contatto con Marcantonio Raimondi, incisore bolognese attivo a Roma, allievo del Francia e influenzato da Dürer. A lui affidò il compito di riprodurre in serie una cospicua quantità di dipinti e disegni del Sanzio, favorendone la straordinaria diffusione.
Vasari riportò come Raffaello fosse stato non solo consapevole, ma in un certo senso promotore di questa lucrosa attività del Raimondi, spingendolo a vendere le riproduzioni a stampa a prezzi accessibili, per una platea molto ampia, rispetto alla ristretta cerchia dei facoltosi committenti che si garantivano le opere dell'urbinate. Tale mercato ebbe un enorme successo, in Italia e all'estero, arrivando a rappresentare uno dei maggiori veicoli di diffusione della Maniera moderna in Europa, rendendo noti le iconografie e gli schemi compositivi su cui si formarono intere generazioni di artisti.

## Influenza

### Stile visivo
Raffaello è probabilmente il pittore più influente della storia dell'arte occidentale e la sua opera, costantemente ammirata e studiata, non ha mai conosciuto momenti di oblio o sfortuna critica.
La sua sintesi dei principali linguaggi artistici del suo tempo, dalla compostezza umbra alla sensibilità leonardiana fino ai temi michelangioleschi, mediati dalla sua visione solenne e posata, generarono uno stile personale che fu uno degli input fondamentali del manierismo. Senza le opere monumentali della fase romana è impensabile il "classicismo" dei secoli successivi, al tempo stesso aggraziato e magniloquente, dei Carracci, di Guido Reni, Caravaggio, Peter Paul Rubens, Diego Velázquez e seguenti.
Modello imprescindibile ancora nella fase delle accademie sette-ottocentesche, fu fonte di ispirazione per maestri anche molto diversi come Jean-Auguste-Dominique Ingres e Eugène Delacroix, che trassero da lui spunti differenti. Nel corso del XIX secolo la sua opera ispirò ancora importanti movimenti, come quello dei Nazareni e quello dei Preraffaelliti, questi ultimi interessati alla sua estetica giovanile, legati a un'arcadica rievocazione del Quattrocento e del primissimo Cinquecento italiano, prima appunto del "Raffaello classicista". La sua influenza è inoltre ravvisabile anche negli artisti impressionisti Édouard Manet, Edgar Degas e Pierre-Auguste Renoir, nonché negli esponenti delle avanguardie novecentesche come Salvador Dalí, Giorgio de Chirico e Pablo Picasso.

### Metodo lavorativo
Oltre che per il linguaggio visivo, Raffaello è considerato estremamente influente anche per la sua rivoluzionaria gestione del lavoro e della comunicazione.
A Roma, con l'aumento della notorietà e l'arrivo di committenti importanti come Leone X e Agostino Chigi, l'Urbinate ricevette una tale quantità di commissioni da non essere più in grado di soddisfarle da solo: aprì dunque una bottega, com'era comune al tempo, ma la organizzò in maniera del tutto innovativa poiché i suoi assistenti non erano semplici garzoni o giovani apprendisti a cui delegare piccoli dettagli, bensì professionisti specializzati in vari ambiti professionali. Dopo la morte di Raffaello, molti degli artisti della sua bottega ebbero carriere indipendenti in più corti italiane ed europee, diffondendo ovunque la sua maniera e i suoi traguardi.
La massima spinta alla diffusione dell'opera raffaellesca fu però data dal massiccio ricorso alle stampe che illustravano dipinti del maestro, in particolare quelle realizzate da Marcantonio Raimondi, che potevano circolare facilmente e a poco prezzo.
Per questi motivi la critica contemporanea avvicina la figura di Raffaello a quella di Andy Warhol, il quale organizzò dei laboratori artistici chiamati Factory in tutto simili alla bottega dell'Urbinate, e ricorse in maniera sistematica alla stampa e ai mass media per la diffusione delle sue immagini.

## Opere

### Dipinti
1. Gioventù

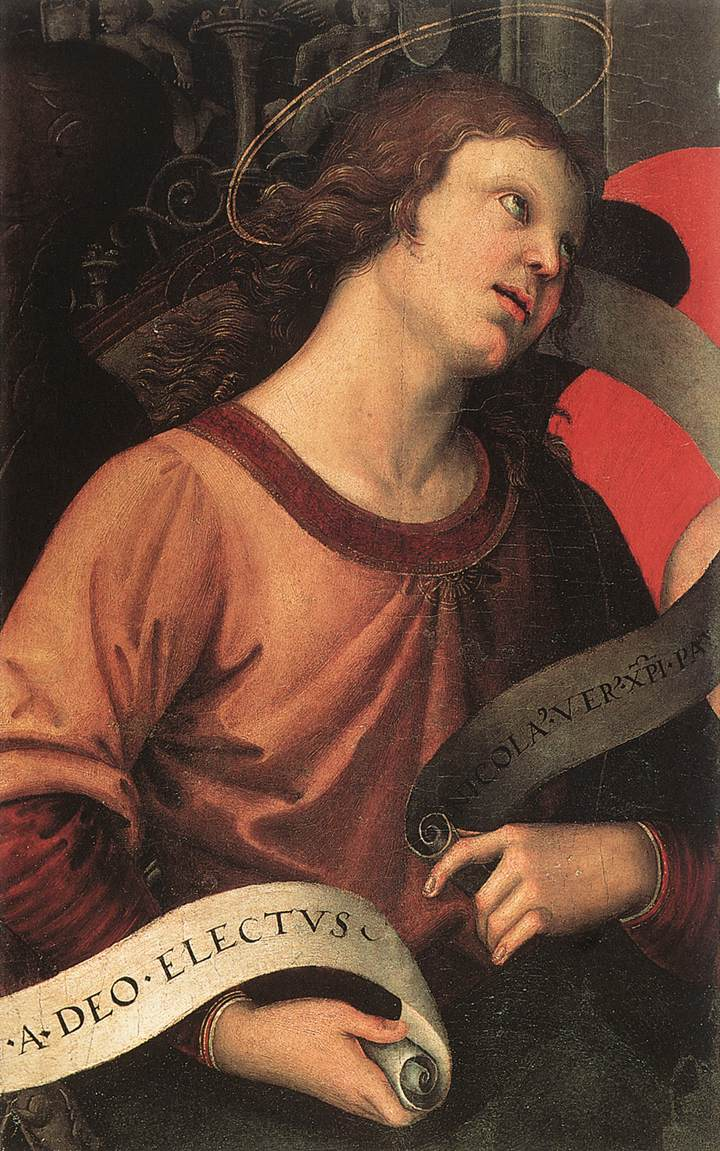
Angelo, Louvre

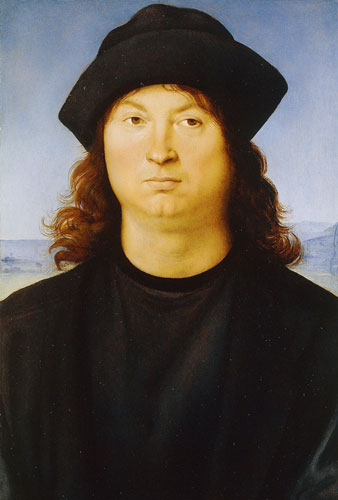
Ritratto virile, Galleria Borghese

1. Madonna di Casa Santi, 1498 circa, affresco, 97x67 cm, Urbino, Casa Santi
2. Stendardo della Santissima Trinità, 1499 circa, olio su tela, Città di Castello, Pinacoteca comunale
  - Trinità con i santi Rocco e Sebastiano, 166x94 cm
  - Creazione di Eva, 166x94 cm
3. Pala del beato Nicola da Tolentino, 1500-1501, olio su tavola
  - Angelo, trasportato su tela, 31x27 cm, Brescia, Pinacoteca Tosio-Martinengo
  - Angelo, 58x36 cm, Parigi, Museo del Louvre
  - Eterno tra cherubini e testa di Madonna, 112x115 cm, Napoli, Museo nazionale di Capodimonte
  - Nicola da Tolentino resuscita due colombe, 29,2x54 cm, Detroit, Detroit Institute of Arts
  - Nicola da Tolentino soccorre un fanciullo che annega, 26,7x51,8 cm, Detroit, Detroit Institute of Arts
  - Nicola da Tolentino e gli impiccati, Pisa, Museo nazionale di palazzo Reale
4. Madonna Solly, 1500-1504 circa, olio su tavola, 52x38 cm, Berlino, Gemäldegalerie
5. Madonna col Bambino tra i santi Girolamo e Francesco, 1500-1504 circa, olio su tavola, 34x29 cm, Berlino, Gemäldegalerie
6. San Sebastiano, 1501-1502 circa, olio su tavola, 43x34 cm, Bergamo, Accademia Carrara
7. Resurrezione di Cristo, 1501-1502 circa, olio su tavola, 52x44 cm, San Paolo del Brasile, Museu de Arte
8. Crocifissione Mond o Gavari, 1502-1503, olio su tavola, 279x166 cm, Londra, National Gallery
  - San Girolamo resuscita tre morti, 23x41 cm, Lisbona, Museu Nacional de Arte Antiga
  - Miracolo di san Girolamo, 23x41 cm, Raleigh, North Carolina Museum of Art
9. Pala degli Oddi, 1502-1503, olio su tela, 267x163 cm, Roma, Pinacoteca Vaticana
  - Annunciazione
  - Adorazione dei Magi
  - Presentazione di Gesù al tempio
10. Madonna di Pasadena, 1503 circa, olio su tavola, 55x40 cm, Pasadena, Norton Simon Museum of Art
11. Sogno del cavaliere, 1503-1504 circa, olio su tavola, 17x17 cm, Londra, National Gallery
12. Tre Grazie, 1503-1504 circa, olio su tavola, 17x17 cm, Chantilly, Musée Condé
13. Ritratto virile, 1503-1504 circa, olio su tavola, 45x31 cm, Roma, Galleria Borghese
14. Ritratto virile, 1503-1504, olio su tavola, 47x37 cm, Vienna, Liechtenstein Museum
15. Pala Colonna, 1503-1505, olio su tavola
  - Eterno fra due angeli, 73x168 cm, New York, Metropolitan Museum of Art
  - Madonna col Bambino in trono e cinque santi, 169x169,5 cm, New York, Metropolitan Museum of Art
  - San Francesco d'Assisi, 24x16 cm, Dulwich, Dulwich Picture Gallery
  - Sant'Antonio da Padova, 24x16 cm, Dulwich, Dulwich Picture Gallery
  - Orazione nell'orto, 24x28 cm, New York, Metropolitan Museum of Art
  - Pietà, 24x28 cm, Boston, Isabella Stewart Gardner Museum
  - Andata al Calvario, 23x85 cm, Londra, National Gallery
16. Ritratto di giovane, 1504 circa, olio su tavola, 54x39 cm, Budapest, Museo di belle arti
17. Ritratto del Perugino (attr. incerta), 1504 circa, olio su tela, 59x46 cm, Firenze, Galleria degli Uffizi,
18. Sposalizio della Vergine, 1504, olio su tavola, 170x118 cm, Milano, Pinacoteca di Brera

Periodo fiorentino

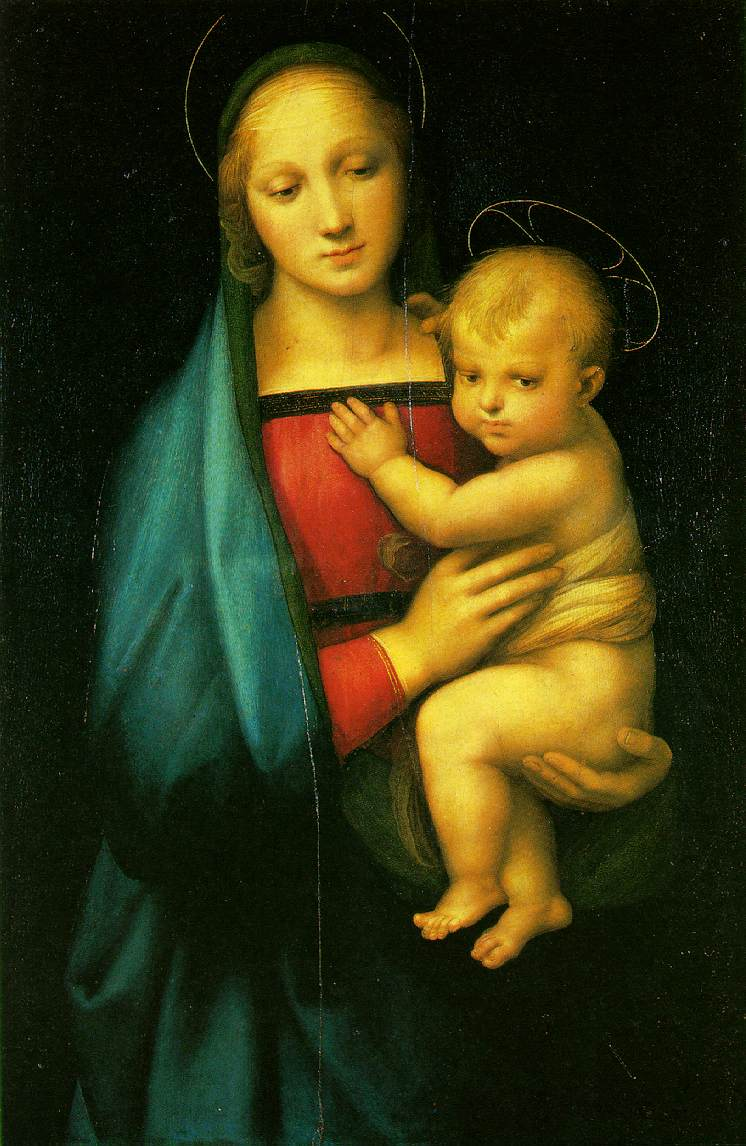
Madonna del Granduca, Galleria Palatina

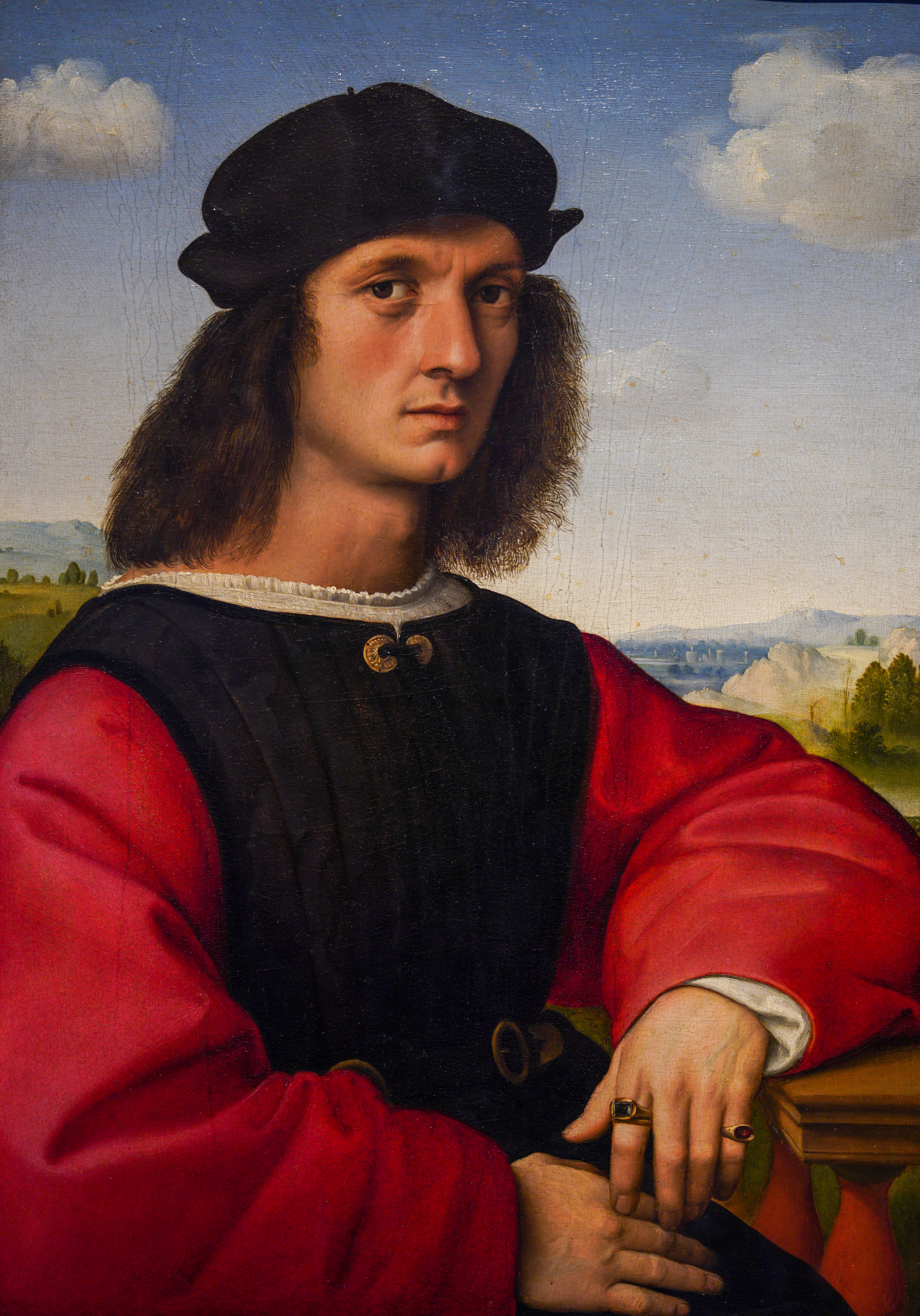
Ritratto di Agnolo Doni, Galleria Palatina

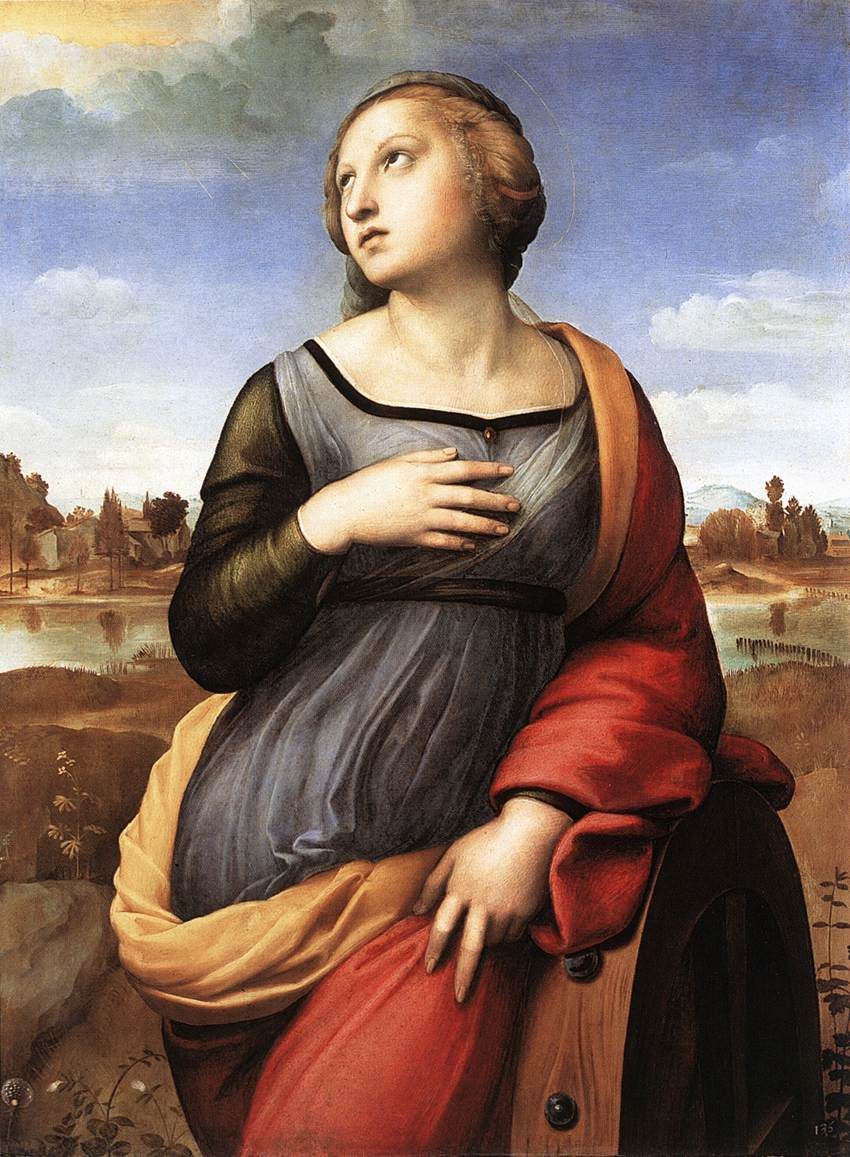
Santa Caterina d'Alessandria, National Gallery, Londra

1. Madonna Diotallevi, 1504 circa, olio su tavola, 69x50 cm, Berlino, Gemäldegalerie
2. Madonna Connestabile, 1504 circa, olio su tela, diam. 17,9 cm, San Pietroburgo, Museo dell'Ermitage
3. Madonna del Granduca, 1504, olio su tavola, 84x55 cm, Firenze, Galleria Palatina
4. Piccola Madonna Cowper, 1504-1505 circa, olio su tavola, 58x43 cm, Washington, National Gallery of Art
5. Madonna Terranuova, 1504-1505 circa, olio su tavola, diam. 87 cm, Berlino, Gemäldegalerie
6. Ritratto di Elisabetta Gonzaga, 1504-1505 circa, olio su tavola, 52,9x37,3 cm, Firenze, Uffizi
7. Ritratto di Emilia Pia da Montefeltro, 1504-1505 circa, olio su tavola, 42,5x28,5 cm, Baltimora, Baltimore Museum of Art
8. Pala Ansidei, 1505, olio su tavola, 274x152 cm, Londra, National Gallery
  - Predica di san Giovanni Battista, 1505 circa, olio su tavola, 26x53,3 cm, Londra, National Gallery
9. Ritratto di giovane con la mela (Ritratto di Francesco Maria Della Rovere), 1505 circa, olio su tavola, 47x35 cm, Firenze, Uffizi
10. San Michele e il drago, 1505 circa, olio su tavola, 31x27 cm, Parigi, Louvre
11. San Giorgio e il drago, 1505 circa, olio su tavola, 31x27 cm, Parigi, Louvre
12. San Giorgio e il drago, 1505-1506 circa, olio su tavola, 28,5x21,5 cm, Washington, National Gallery of Art
13. Dama col liocorno, 1505-1506, olio su tavola, 65x51 cm, Roma, Galleria Borghese
14. La Gravida, 1505-1506, olio su tavola, 66x52 cm, Firenze, Galleria Palatina
15. Cristo benedicente, 1506, olio su tavola, 31,7x25,3 cm, Brescia, Pinacoteca Tosio Martinengo
16. Autoritratto, 1506, olio su tavola, 47,5x33 cm, Firenze, Uffizi
17. Ritratto di Agnolo Doni, 1506, olio su tavola, 63x45 cm, Firenze, Galleria Palatina
18. Ritratto di Maddalena Strozzi, 1506, olio su tavola, 63x45 cm, Firenze, Galleria Palatina
19. Ritratto di Guidobaldo da Montefeltro, 1506, olio su tavola, 69x52 cm, Firenze, Uffizi
20. Madonna d'Orleans, 1506, olio su tavola, 29x21 cm, Chantilly, Musée Condé
21. Sacra Famiglia con san Giuseppe imberbe, 1506, olio su tavola, 74x57 cm, San Pietroburgo, Museo dell'Ermitage
22. Sacra Famiglia con palma, 1506, olio su tavola, diam. 101,4 cm, Edimburgo, National Gallery of Scotland
23. Madonna del Belvedere (o Madonna del Prato), 1506, olio su tavola, 113x88 cm, Vienna, Kunsthistorisches Museum
24. Madonna dei garofani, 1506-1507 circa, olio su tavola, 27,9x22,4 cm, Londra, National Gallery
25. Madonna Northbrook, 1507, olio su tavola, 66x37 cm, Worcester (Massachusetts), Worcester Art Museum
26. Madonna del Cardellino, 1507, olio su tavola, 107x77 cm, Firenze, Uffizi
27. Belle Jardinière, 1507, olio su tavola, 122x80 cm, Parigi, Louvre
28. Pala Baglioni, 1507, olio su tavola
  - Deposizione Borghese, 184x176 cm, Roma, Galleria Borghese
  - Fede, 16x44 cm, Roma, Pinacoteca vaticana
  - Carità, 16x44 cm, Roma, Pinacoteca vaticana
  - Speranza, 16x44 cm, Roma, Pinacoteca vaticana
  - Fregio con Putti e grifi, tempera su tavola, quattro frammenti di 21x37, 21x55, 21x54,8 e 21x36,5 cm, Perugia, Galleria Nazionale dell'Umbria
29. Sacra Famiglia con l'agnello, 1507, olio su tavola, 29x21 cm, Madrid, Museo del Prado
30. Sacra Famiglia Canigiani, 1507, olio su tavola, 131x107 cm, Monaco di Baviera, Alte Pinakothek
31. Madonna Bridgewater, 1507, olio su tavola, 81x56 cm, Edimburgo, National Gallery of Scotland
32. La Muta, 1507, olio su tavola, 64x48 cm, Urbino, Galleria Nazionale delle Marche
33. Ritratto di giovane, 1507, olio su tavola, 37x40,5 cm, Hampton Court
34. Madonna Colonna, 1507 circa, olio su tavola, 77,5x56,5 cm, Berlino, Gemäldegalerie
35. Madonna del Baldacchino, 1507-1508, olio su tela, 276x224 cm, Firenze, Galleria Palatina
36. Cappella di San Severo, 1507-1508, affresco, base 389 cm, Perugia, chiesa del monastero di San Severo
37. Madonna Esterhazy, 1508, olio su tavola, 29x21,5 cm, Budapest, Museo di belle arti
38. Grande Madonna Cowper, 1508, olio su tavola, 68x46 cm, Washington, National Gallery of Art
39. Madonna Tempi, 1508, olio su tavola, 75x51 cm, Monaco di Baviera, Alte Pinakothek
40. Santa Caterina d'Alessandria, 1508, olio su tavola, 71x53 cm, Londra, National Gallery

Periodo romano

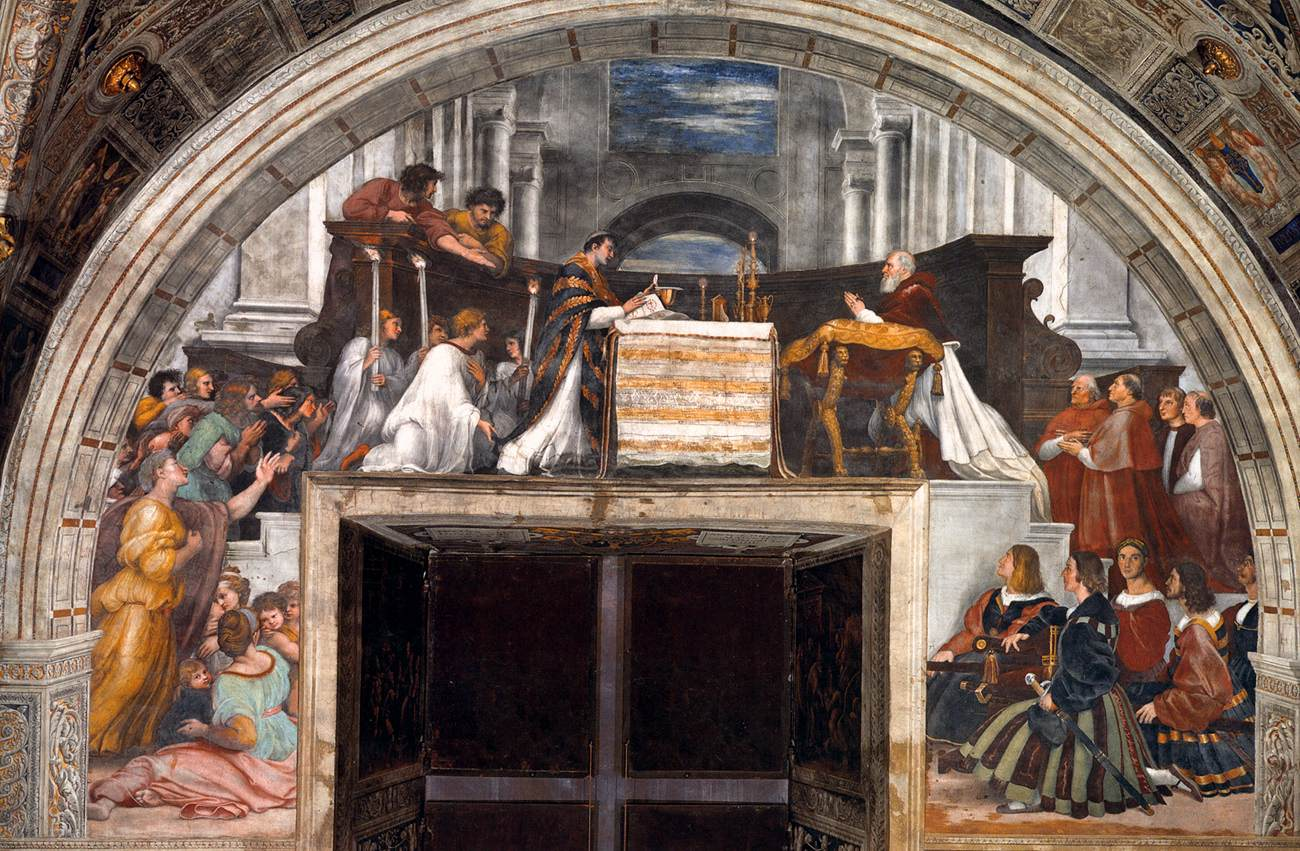
La Messa di Bolsena

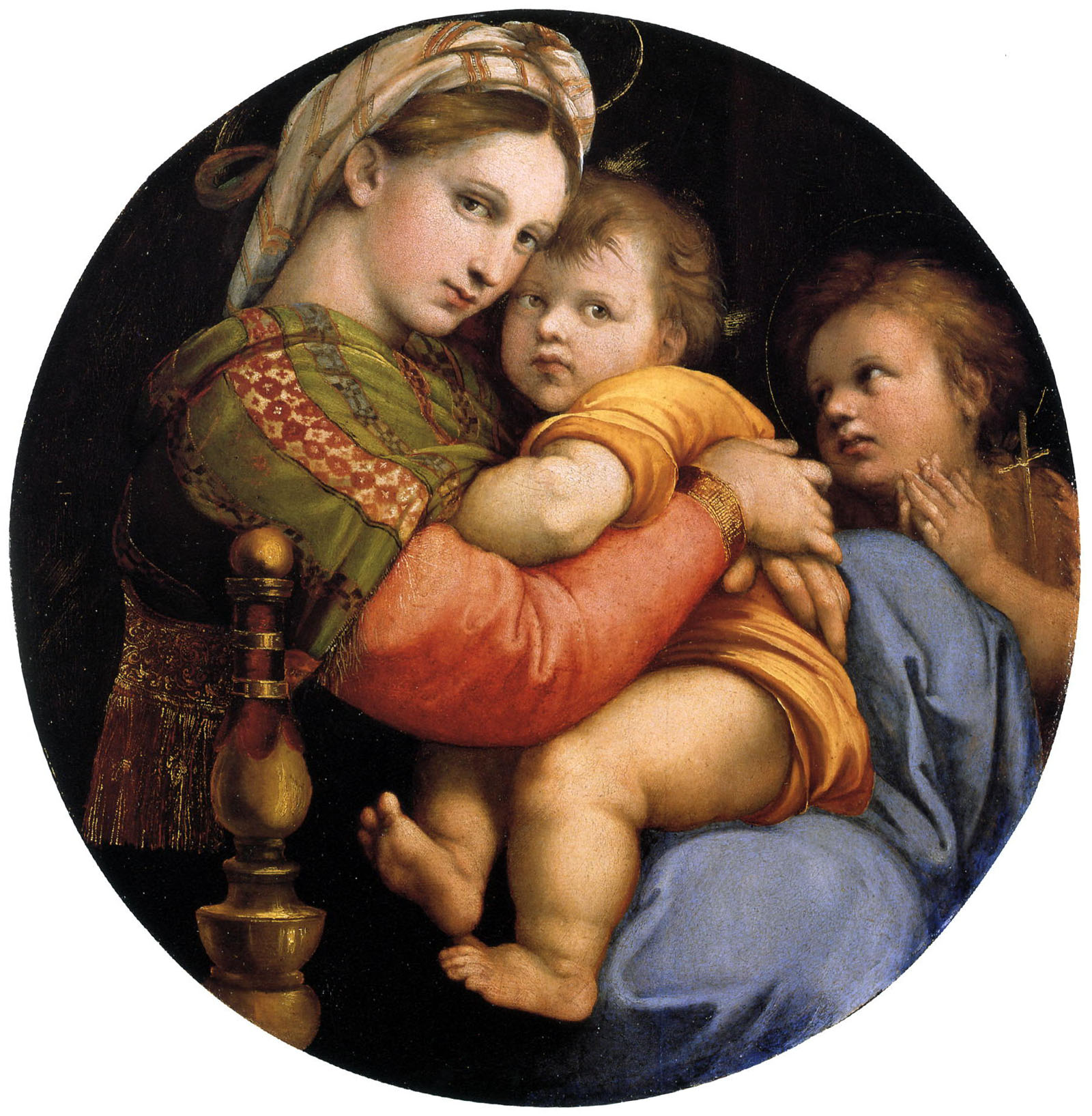
La Madonna della Seggiola

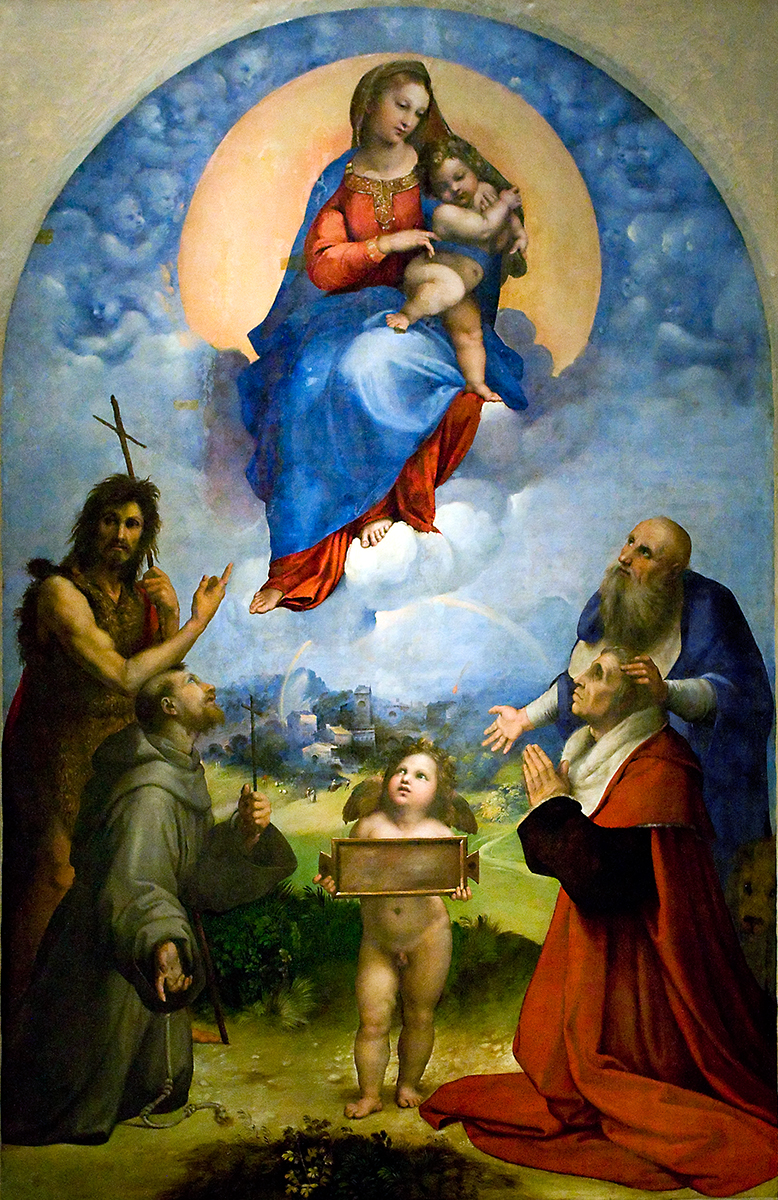
Madonna di Foligno

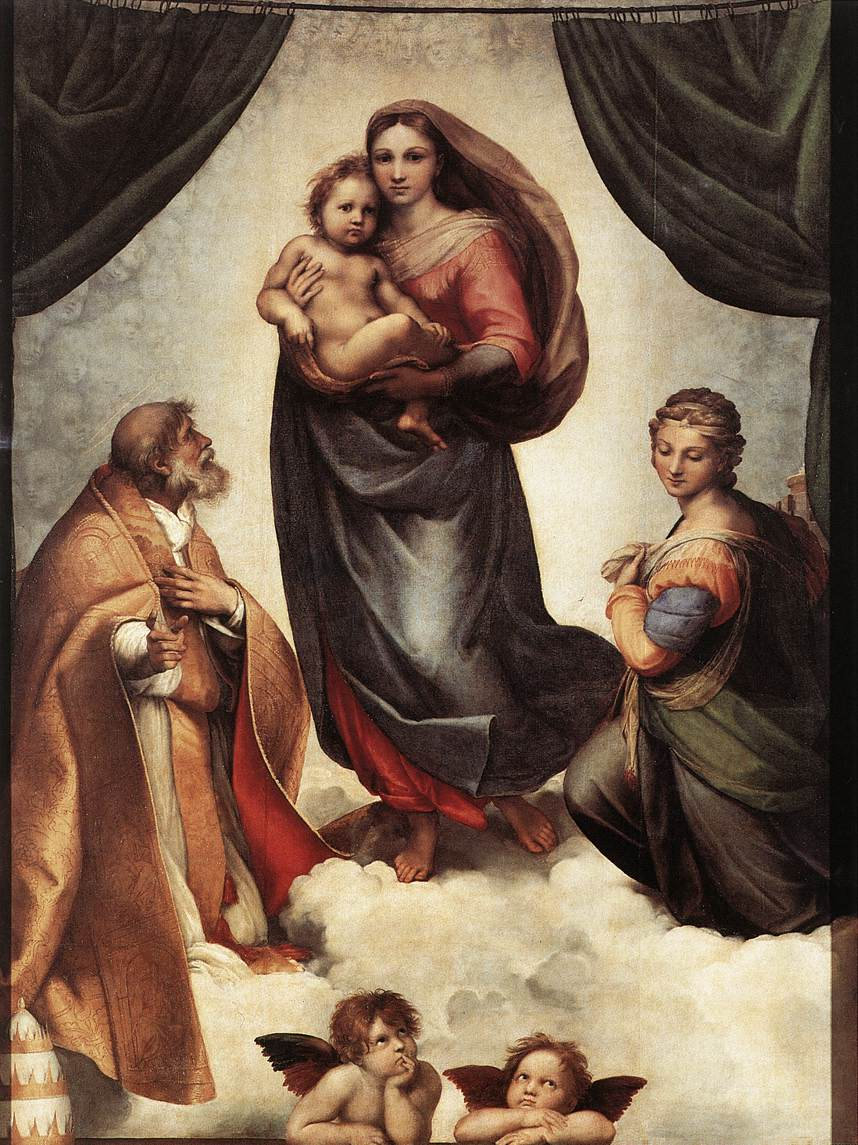
Madonna Sistina

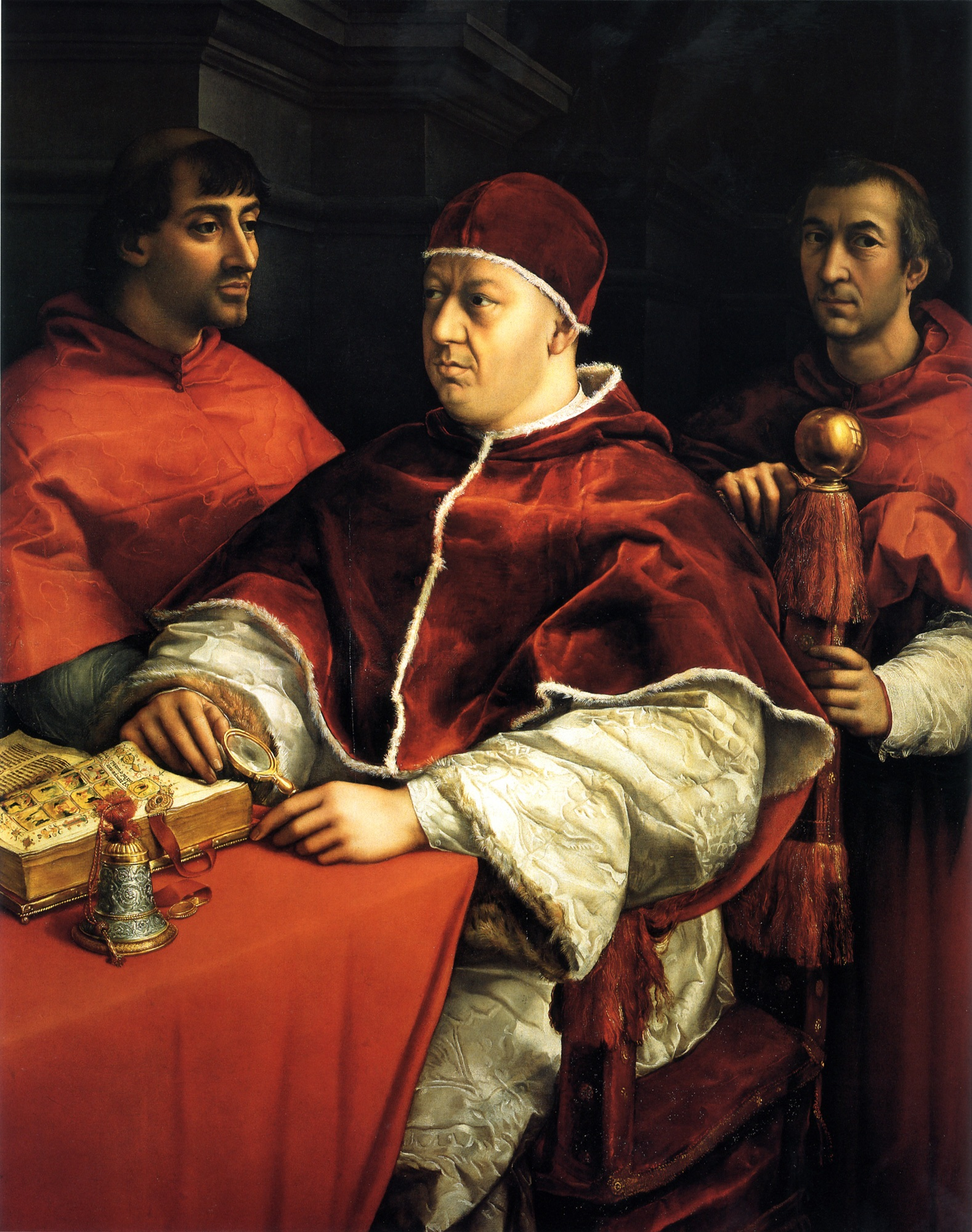
Ritratto di Leone X con i cardinali Giulio de' Medici e Luigi de' Rossi

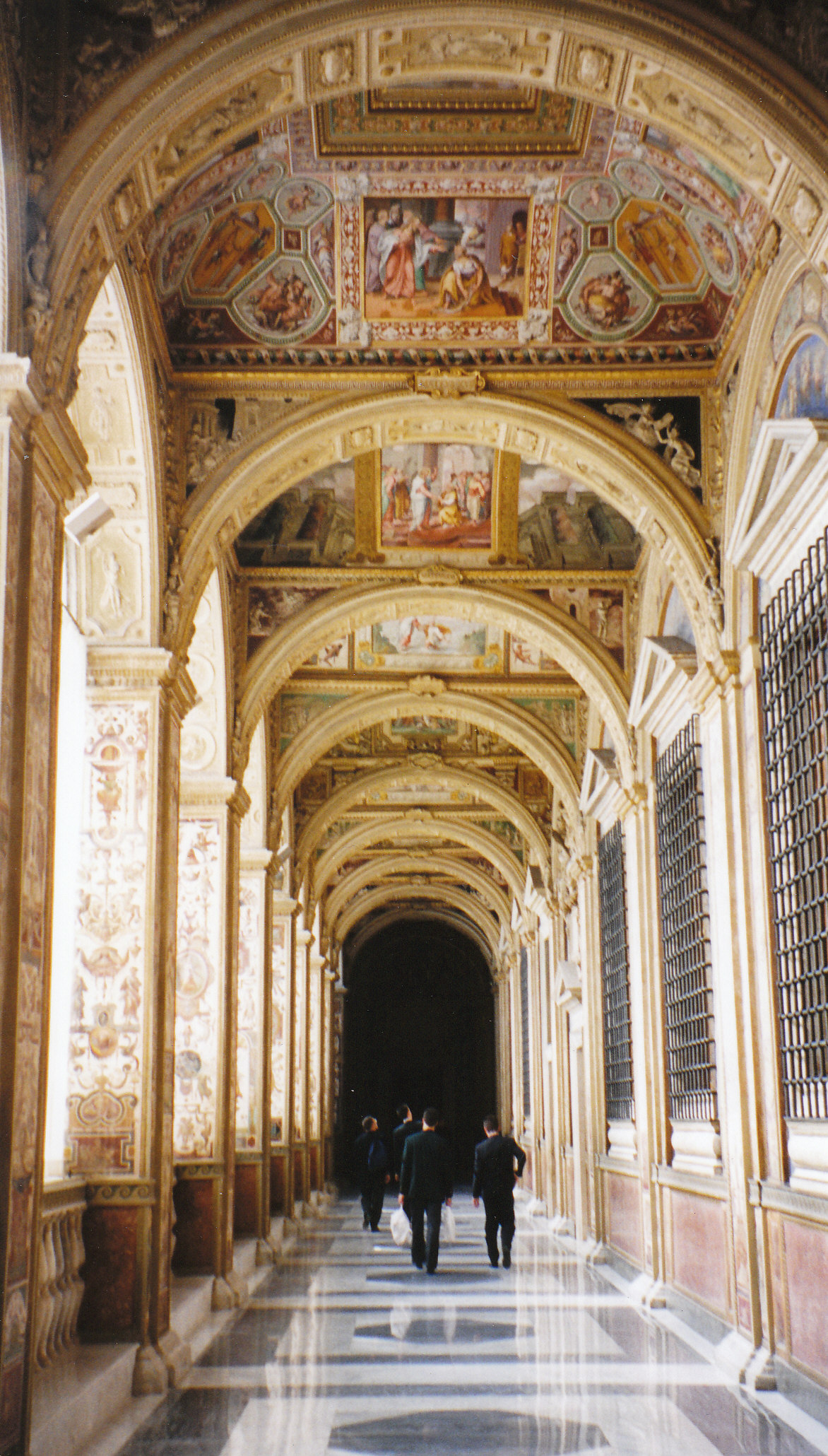
La Loggia di Raffaello

1. Stanza della Segnatura, 1508-1511, ciclo di affreschi, Città del Vaticano, Musei Vaticani
  - Volta, 1508
    - Primo moto, 120x105 cm
    - Giudizio di Salomone, 120x105 cm
    - Adamo ed Eva, 120x105 cm
    - Apollo e Marsia, 120x105 cm
    - Teologia, diam. 180 cm
    - Giustizia, diam. 180 cm
    - Filosofia, diam. 180 cm
    - Poesia, diam. 180 cm

  - Disputa del Sacramento, 1509, base 770 cm
  - Scuola di Atene, 1509-1511, base 770 cm
  - Parnaso, 1510-1511, base 670 cm
  - Virtù e la Legge, 1511, base 660 cm
2. Madonna della Torre, 1509 circa, olio su tela, 76,5x63 cm, Londra, National Gallery
3. Ritratto del cardinale Alessandro Farnese, 1509-1511 circa, olio su tela, 132x88 cm, Napoli, Museo di Capodimonte
4. Madonna Aldobrandini, 1510, olio su tavola, 38x33 cm, Londra, National Gallery
5. Ritratto di cardinale, 1510-1511 circa, olio su tavola, 79x61 cm, Madrid, Museo del Prado
6. Madonna del Diadema blu, 1510-1511 circa, olio su tavola, 68x44 cm, Parigi, Museo del Louvre
7. Madonna d'Alba, 1511, olio su tela, diam. 98 cm, Washington, National Gallery of Art
8. Trionfo di Galatea, 1511, affresco, 295x225 cm, Roma, Villa Farnesina
9. Profeta Isaia, 1511-1512, affresco, 250x155 cm, Roma, chiesa di Sant'Agostino
10. Stanza di Eliodoro, 1511-1514, ciclo di affreschi, Città del Vaticano, Musei Vaticani
  - Volta, 1511
    - Roveto ardente, base 390 cm
    - Scala di Giacobbe, base 340 cm
    - Apparizione di Dio a Noè, base 390 cm
    - Sacrificio di Isacco, base 340 cm

  - Cacciata di Eliodoro dal tempio, 1511-1512, base 750 cm
  - Messa di Bolsena, 1512, base 660 cm
  - Liberazione di san Pietro, 1513-1514, base 660 cm
  - Incontro di Attila e Leone Magno, 1514, base 750 cm
11. Ritratto di Giulio II, 1511, olio su tavola, 108,7x81 cm, Londra, National Gallery
12. Madonna del Velo, 1511-1512, olio su tavola, 120x90 cm, Chantilly, Museo Condé
13. Madonna di Foligno, 1511-1512, olio su tela, 320x194 cm, Città del Vaticano, Pinacoteca Vaticana
14. Ritratto di Giulio II (attribuito), 1512, olio su tela, 107x80 cm, Firenze, Uffizi
15. Madonna di Leone X, 1513, olio su tela, 119x82,5 cm, collezione privata[78] Zurigo, Svizzera
16. Madonna dei Candelabri, 1513-1514 circa, olio su tela, diam. 65 cm, Baltimora, Walters Art Gallery
17. Madonna Sistina, 1513-1514 circa, olio su tavola, 265x196 cm, Dresda, Gemäldegalerie
18. Madonna dell'Impannata, 1513-1514, olio su tela, 158x125 cm, Firenze, Galleria Palatina
19. Sibille e angeli, 1514, ciclo di affreschi, Roma, chiesa di Santa Maria della Pace
20. Estasi di santa Cecilia, 1514 circa, olio su tela, 239x149 cm, Pinacoteca Nazionale di Bologna
21. Madonna della Seggiola, 1514, olio su tavola, diam. 71 cm, Firenze, Galleria Palatina
22. Madonna della Tenda, 1514, olio su tavola, 65,8x51,2 cm, Monaco di Baviera, Alte Pinakothek
23. Madonna del Pesce, 1514 circa, olio su tela, 215x158 cm, Madrid, Museo del Prado
24. Ritratto di Fedra Inghirami, 1514-1516 circa, olio su tavola, 89,7x62,2 cm, Boston, Isabella Stewart Gardner Museum
25. Ritratto di Fedra Inghirami, 1514-1516 circa, olio su tavola, 90x62 cm, Firenze, Galleria Palatina
26. Ritratto di Baldassarre Castiglione, 1514-1515 circa, olio su tela, 82x67 cm, Parigi, Museo del Louvre
27. Stanza dell'Incendio di Borgo, 1514-1517, ciclo di affreschi, Città del Vaticano, Musei Vaticani
  - Incendio di Borgo, 1514, base 670 cm
  - Battaglia di Ostia, 1514-1515, base 770 cm
  - Incoronazione di Carlo Magno, 1516-1517, base 770 cm
  - Giustificazione di Leone III, 1517, base 670 cm
28. Arazzi di Raffaello, 1515-1516, cartoni per arazzi, Città del Vaticano, Pinacoteca Vaticana (arazzi) e Londra, Victoria and Albert Museum (una parte dei cartoni)
  - Pesca miracolosa, 360x400 cm
  - Consegna delle chiavi, 345x535 cm
  - Punizione di Elima, 385x445 cm
  - Sacrificio di Listra, 350x540 cm
  - Guarigione dello storpio, 390x520 cm
  - Predica di san Paolo, 390x440 cm
  - Morte di Anania, 385x400 cm
  - Lapidazione di santo Stefano (cartone perduto)
  - Conversione di Saulo (cartone perduto)
  - San Paolo in carcere (cartone perduto)
29. Ritratto di giovane, 1515-1520 circa, olio su tavola, 43,8x29 cm, Madrid, Museo Thyssen-Bornemisza
30. Ritratto di Bindo Altoviti, 1515 circa, olio su tavola, 59,7x43,8 cm, Washington, National Gallery of Art
31. Dio Padre benedicente tra due angeli (atelier), 1515-1520 circa, affresco staccato, 140x283 cm, Parigi, Louvre
32. La Velata, 1516 circa, olio su tavola, 85x64 cm, Firenze, Galleria Palatina
33. Ritratto del cardinal Bibbiena, 1516 circa, olio su tela, 86x65 cm, Firenze, Galleria Palatina
34. Ritratto di Andrea Navagero e Agostino Beazzano, 1516, olio su tela, 76x107 cm, Roma, Galleria Doria Pamphilj
35. Cartoni per i mosaici della cappella Chigi di Santa Maria del Popolo, 1516
36. affreschi della Stufetta del cardinal Bibbiena, 1516, Roma, Palazzo Apostolico
37. Ritratto di giovane uomo, 1516-1517, olio su tavola, 72x56 cm, già a Cracovia, Museo Czartoryski (scomparso durante la II Guerra Mondiale)
38. San Giovannino nel deserto, 1516-1517 circa, olio su tela, 135x142 cm, Parigi, Louvre
39. Madonna del Passeggio, 1516-1518 circa, olio su tavola, 88x62 cm, Edimburgo, National Gallery of Scotland
40. Loggia di Psiche, 1517, ciclo di affreschi, Roma, Villa Farnesina
41. Apostoli, 1517 circa, affreschi già in Città del Vaticano, Palazzo Apostolico, distrutti
42. Spasimo di Sicilia, 1517, olio su tela, 318x229 cm, Madrid, Museo del Prado
43. Visitazione, 1517 circa, olio su tela, 200x145 cm, Madrid, Museo del Prado
44. Visione di Ezechiele, 1518, olio su tavola, 40x30 cm, Firenze, Galleria Palatina
45. San Michele sconfigge Satana, 1518, olio su tavola, 268x160 cm, Parigi, Museo del Louvre
46. Sacra Famiglia di Francesco I, 1518, olio su tela, 207x140 cm, Parigi, Museo del Louvre
47. Sacra Famiglia sotto la quercia, 1518, olio su tavola, 144x110 cm, Madrid, Museo del Prado
48. La Perla, 1518 circa, olio su tela, 144x155 cm, Madrid, Museo del Prado
49. Ritratto di Dona Isabel de Requesens, 1518 circa, olio su tela, 120x95 cm, Parigi, Louvre
50. Santa Margherita (con Giulio Romano), 1518, olio su tela, 178x122 cm, Parigi, Museo del Louvre
51. Santa Margherita, 1518, olio su tavola, 192x122 cm, Vienna, Kunsthistorisches Museum
52. Madonna della Rosa, 1518, olio su tela, 103x84 cm, Madrid, Museo del Prado
53. Ritratto di Lorenzo de' Medici duca di Urbino (attribuito), 1518 circa, olio su tela, 97x79 cm, collezione privata, già Christie's, 2007.
54. Madonna del Divino amore, 1518 circa, olio su tavola, 152x125 cm, Napoli, Museo di Capodimonte
55. Autoritratto con un amico, 1518, olio su tela, 99x83 cm, Parigi, Louvre
56. San Giovannino, 1518-1519, olio su tela, 165x147 cm, Firenze, Galleria degli Uffizi
57. Piccola Sacra Famiglia (con Giulio Romano), 1518-1519, olio su tavola, 38x32 cm, Parigi, Louvre
58. Ritratto di giovane donna, 1518-1519, olio su tavola, 74x50 cm, Strasburgo, Musée des Beaux-Arts
59. Ritratto di Leone X con i cardinali Giulio de' Medici e Luigi de' Rossi, 1518-1519, olio su tavola, 154x118 cm, Firenze, Uffizi
60. La Fornarina, 1518-1519, olio su tavola, 85x60 cm, Roma, Galleria nazionale d'arte antica di Palazzo Barberini
61. Loggia di Raffaello, 1518-1519, ciclo di affreschi, Città del Vaticano, Musei Vaticani
62. Prima Loggia, 1518-1519, ciclo di affreschi, già in Città del Vaticano, Musei Vaticani, perduti
63. Perla di Modena, 1518-1520 circa, olio su tavola, 35x30 cm, Modena, Galleria Estense
64. Loggetta del cardinal Bibbiena, 1519, ciclo di affreschi, Città del Vaticano, Musei Vaticani
65. Trasfigurazione, 1518-1520, olio su tavola, 405x278 cm, Città del Vaticano, Pinacoteca Vaticana
66. Sala di Costantino (allegorie Comitas e Iustitia), 1520, olio su intonaco e colofonia, Città del Vaticano, Musei Vaticani

#### Opere postume della scuola
Già negli ultimi anni di vita Raffaello fu più un appaltatore di lavori per la sua bottega che un pittore nel senso stretto; produceva solitamente i disegni e cartoni per opere che venivano eseguite dai suoi assistenti. Per questo le sue idee continuarono a essere eseguite anche dopo la sua morte.
- Sala di Costantino, 1520-1524, ciclo di affreschi, Città del Vaticano, Musei Vaticani
  - Visione della croce
  - Battaglia di Costantino contro Massenzio
  - Battesimo di Costantino
  - Donazione di Roma
- Incoronazione di Monteluce, 1524-1525, olio su tavola, 354x230 cm, Roma, Pinacoteca vaticana

### Architettura

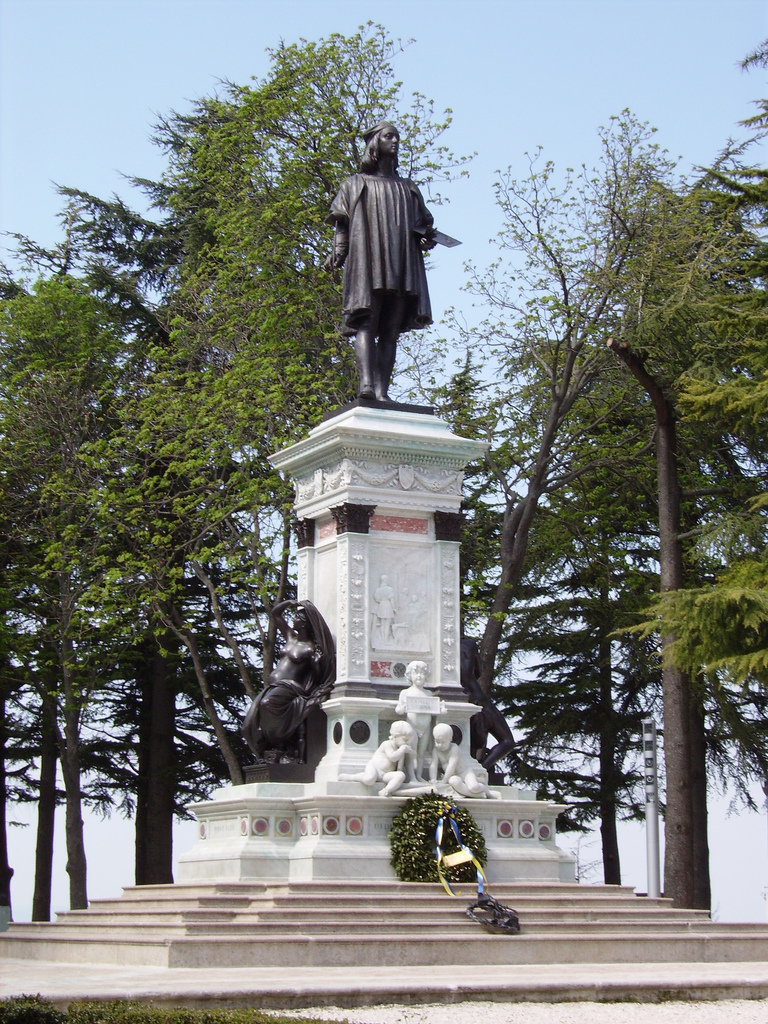
Monumento a Raffaello Sanzio, Urbino (opera di Luigi Belli)

- Chiesa di Sant'Eligio degli Orefici, dal 1509, Roma (la facciata è stata rifatta nel Seicento)
- Cappella Chigi, dal 1513-1514, basilica di Santa Maria del Popolo, Roma
- Palazzo Pandolfini (attr.), 1513-1514 circa, Firenze
- Basilica di San Pietro in Vaticano, dal 1514 al 1520, Città del Vaticano
- Loggia di Raffaello, 1514-1519, Palazzo Apostolico, Città del Vaticano
- Palazzo Jacopo da Brescia (distrutto), 1515-1519, già a Roma
- Palazzo Alberini, 1515-1519, Roma
- Scuderie della Villa Farnesina (distrutte), 1516 circa, già a Roma
- Villa Madama, dal 1518, Roma
- Palazzo Branconio dell'Aquila (distrutto), dal 1519 circa, già a Roma

### Altro
- Sonetti
- Lettera a Leone X (con Baldassarre Castiglione), 1519 circa[79]

## Allievi o seguaci di Raffaello
Queste personalità seguirono le orme di Raffaello, ispirandosi alle sue opere:
- Andrea del Sarto
- Antonio Allegri detto Correggio
- Benvenuto Tisi detto Il Garofalo
- Bernard van Orley
- Cesare da Sesto
- Federico Fiori detto Il Barocci
- Francesco di Cristofano detto Franciabigio
- Francesco Salviati
- Giovan Francesco Penni
- Giovanni Antonio Bazzi detto Il Sodoma
- Giovanni Antonio de' Sacchis detto Il Pordenone
- Giovanni Battista Benvenuti detto L’Ortolano
- Giovanni da Udine
- Giovanni di Pietro detto Lo Spagna
- Girolamo da Carpi
- Girolamo Siciolante
- Giulio Romano
- Lavinia Fontana
- Perin del Vaga
- Polidoro da Caravaggio
- Sebastiano del Piombo

## Riconoscimenti
- A Raffaello Sanzio è stato dedicato l'asteroide 9957 Raffaellosanti.
- Dal 1997 e fino all'adozione dell'euro, Raffaello Sanzio venne raffigurato sulla 500.000 lire|banconota da 500.000 lire italiane, il maggiore taglio emesso dalla Banca d'Italia[80]. L'incisione della banconota venne affidata all'artista Trento Cionini, all'epoca già in pensione, per ottenere quella che da molti viene considerata la migliore banconota della Repubblica Italiana[81].
- Dall'avvento dell'euro, invece, il verso della moneta da €2 riporta un ritratto di Dante Alighieri di Raffaello.
- A Raffaello Sanzio è stato intitolato l'Aeroporto delle Marche di Ancona-Falconara.
- A Raffaello è stato dedicato l'aeromobile di lungo raggio Alitalia  Airbus A330-202, su planespotters.net. URL consultato il 29 novembre 2020 (archiviato dall'url originale il 9 gennaio 2017)., registrato EI-EJG, e la una motonave in servizio dal 1965 al 1975 per collegamenti prevalentemente tra Napoli e New York.

## Raffaello nei mass media

### Cinema e televisione
- 1909 – Raffaello Sanzio e la fornarina, cortometraggio diretto da Edoardo Bencivenga
- 1943 – La Fornarina, diretto da Enrico Guazzoni e interpretato dal pittore Walter Lazzaro
- 1963 – Raffaello in casa, documentario diretto da Gian Luigi Rondi
- 1965 – Il tormento e l'estasi, film diretto da Carol Reed, Raffaello è interpretato da Tomas Milian
- 1984 – Raffaello, miniserie TV diretta da Anna Zanoli
- 2017 – Raffaello - Il principe delle arti in 3D, documentario diretto da Luca Viotto
- 2020 – You - Story and Glory of a Masterpiece, diretto da Nicola Abbatangelo[82]
- 2020 – Raffaello - Il mito e la modernità, documentario diretto da Linda Tugnoli a cura di Emanuela Avallone e Silvia De Felice[77]
- 2021 – Raffaello - Il giovane prodigio, documentario diretto da Massimo Ferrari

### Teatro
Raffaello compare nelle seguenti opere teatrali:
- 1819 - Rapahel, di Ignaz Franz Castelli[84]
- 1819 - Rafael Sanzio von Urbino, di Georg Christian Braun
- 1857 - Michelangelo, di B. Cornwall
- 1874 - La Renaissance, di J.A. Gobineau
- 1874 - Michelangelo, di Arthur Fitger
- 1908 - Michel Angelo, di Christian Friedrich Hebbel
- 1942 - Michelangelo, di Gustav Eberlein
- 1948 - Michelangelo, di Alexandru Kiriţescu
- 1950 - Michelangelo, di Otto zur Nedden
- 2019 - Raphael Trepuntozero, di Gianluca Vincenzetti
- 2020 - Rispondimi, Bellezza, melologo con musiche di Salvatore Passantino e testo di Davide Rondoni, edizioni Casa Musicale Sonzogno. Prima esecuzione mondiale 6 settembre 2020, Teatro Pergolesi di Jesi
- 2020 - Raffaello, il figlio del vento, di Matthias Martelli

Nell'addizione, nell'opera The Pirates of Penzance di W. S. Gilbert e Arthur Sullivan, il suo nome inglese è menzionato nell'aria del Maggiore Generale: "I can tell undoubted Raphaels from Gerard Dous and Zoffanys".

## Bibliografia

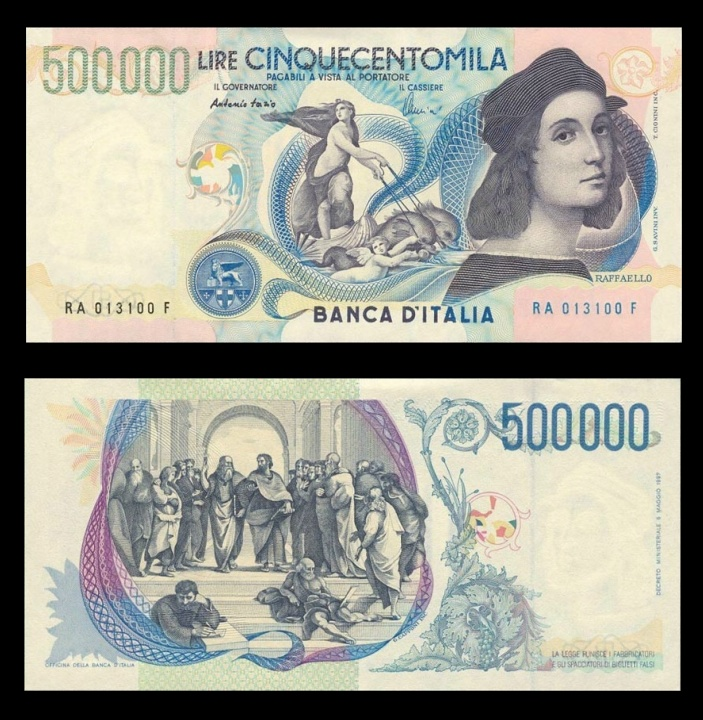
Banconota da 500.000 lire italiane raffigurante Raffaello Sanzio

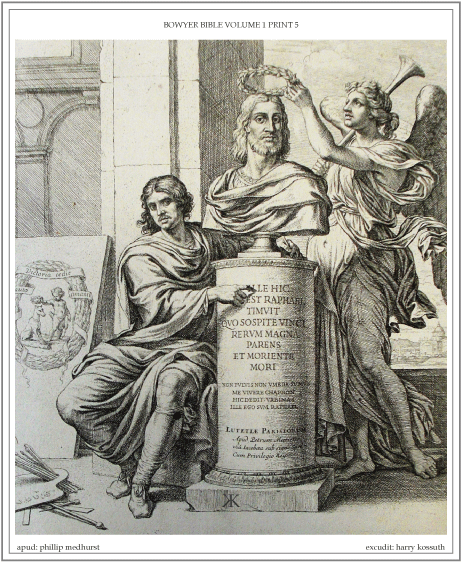
Robert Bowyer, la Fama che incorona un busto di Raffaello, XVIII secolo